# Đế quốc Nga
Nội dung bài này về Nga trước đây. Để biết thêm nội dung khác, xem Nga (định hướng)
Đế quốc Nga (tiếng Nga: Российская Империя, đã Latinh hoá: Rossiyskaya Imperiya) là một quốc gia tồn tại từ năm 1721 đến khi Chính phủ lâm thời lên nắm quyền sau cuộc Cách mạng Tháng Hai năm 1917.
Là đế quốc lớn thứ ba trong lịch sử, ở giai đoạn hoàng kim nhất quốc gia này có diện tích kéo dài hơn ba châu lục: châu Âu, Á và Bắc Mỹ, chỉ đứng sau Đế quốc Anh và Mông Cổ. Sự trỗi dậy của đế quốc Nga trùng với sự suy tàn của các cường quốc đối thủ láng giềng: Đế quốc Thụy Điển, Liên bang Ba Lan và Lietuva, Ba Tư và Đế quốc Ottoman. Nó đóng một vai trò quan trọng trong 1812–1814 trong việc đánh bại tham vọng của Napoléon để kiểm soát châu Âu và mở rộng sang hai phía Tây và Nam.
Nhà Romanov trị vì đế quốc Nga từ năm 1721 cho đến năm 1762. Nó là mẫu hệ của nhánh của gốc phụ hệ Đức, nhà Romanov-Holstein-Gottorp, cai trị từ năm 1762 đến hết đế quốc. Vào đầu thế kỷ 19, Đế quốc Nga đã mở rộng từ Bắc Băng Dương ở phía bắc đến Biển Đen ở phía Nam, từ Biển Baltic ở phía Tây vào Alaska và Bắc California ở Mỹ ở phía Đông. Với 125,6 triệu người được đăng ký theo điều tra dân số năm 1897, nó có dân số lớn thứ ba trên thế giới vào thời điểm đó, sau Nhà Thanh Trung Quốc và Ấn Độ. Giống như tất cả các đế quốc, nó có sự đa dạng lớn về kinh tế, dân tộc, ngôn ngữ và tôn giáo. Có nhiều người bất đồng chính kiến đã phát động nhiều cuộc nổi loạn và ám sát trong nhiều thế kỷ. Vào thế kỷ 19, họ đã bị cảnh sát bí mật của đế quốc theo dõi chặt chẽ và hàng ngàn người bị đày đến Siberia.
Về mặt kinh tế, đế quốc chủ yếu là nông nghiệp, với năng suất thấp trên các điền trang lớn do nông dân Nga làm việc, được gọi là nông nô, bị trói buộc vào vùng đất theo chế độ phong kiến. Nông nô đã được trả tự do vào năm 1861, nhưng tầng lớp quý tộc địa chủ vẫn kiểm soát. Nền kinh tế từ từ công nghiệp hóa với sự giúp đỡ của đầu tư nước ngoài vào đường sắt và nhà máy. Từ thế kỷ thứ 10 đến thế kỷ 17, vùng đất được cai trị bởi một tầng lớp quý tộc boyar, và sau đó là hoàng đế.
Sa hoàng Ivan III (1462–1505) đã đặt nền móng cho đế chế mà sau này nổi lên. Ông đã tăng gấp ba lãnh thổ của nhà nước mình, chấm dứt sự thống trị của Hãn quốc Kim Trướng, cải tạo lại Kremlin Moskva và đặt nền móng cho nhà nước Nga. Hoàng đế Pyotr Đại đế (1682–1725) đã chiến đấu trong nhiều cuộc chiến và mở rộng một đế quốc vốn đã rất lớn thành một cường quốc châu Âu. Ông đã chuyển thủ đô từ Moskva đến thành phố kiểu mẫu mới của Sankt Peterburg, nơi có nhiều thiết kế của châu Âu. Ông đã lãnh đạo một cuộc cách mạng văn hóa thay thế một số công việc xã hội và chính trị truyền thống và trung cổ bằng một hệ thống hiện đại, khoa học, định hướng châu Âu và duy lý.
Hoàng hậu Ekaterina Đại đế trị vì từ năm 1762 đến năm 1796; bà đã mở rộng nhà nước bằng cách chinh phục, thực dân hóa và ngoại giao, tiếp tục chính sách hiện đại hóa của Pyotr Đại đế dọc theo các nước Tây Âu. Hoàng đế Aleksandr II (1855–1881) đã thúc đẩy nhiều cải cách, đáng kể nhất là sự giải phóng tất cả 23 triệu nông nô vào năm 1861. Chính sách của ông ở Đông Âu liên quan đến việc bảo vệ Kitô hữu Chính thống dưới sự cai trị của Đế quốc Ottoman. Mối liên hệ đó vào năm 1914 đã dẫn đến việc Nga tham gia Chiến tranh thế giới thứ nhất, về phía Pháp, Vương quốc Anh và Serbia, chống lại Đế quốc Đức, Áo-Hung và Ottoman.
Đế quốc Nga là một nước quân chủ chuyên chế theo học thuyết tư tưởng của Chính thống giáo, Chuyên chế và Dân tộc cho đến Cách mạng năm 1905, khi chế độ quân chủ lập hiến de jure được thành lập. Đế quốc sụp đổ trong cuộc Cách mạng Tháng Hai năm 1917, phần lớn là hậu quả do những thất bại to lớn do sự tham gia của nó trong Chiến tranh thế giới thứ nhất. Gia đình hoàng gia đã bị xử tử năm 1918, trên hầu hết các lãnh thổ Đế quốc cũ đã thành lập nhà nước mới là Liên bang Cộng hòa Xã hội Chủ nghĩa Xô Viết (Liên Xô).

## Lịch sử
Đế quốc Nga thành lập từ Công quốc thời Trung Cổ Moskva, được các hậu duệ của Ivan IV của Nga với danh hiệu là các Sa hoàng (Sa hoàng - bắt nguồn từ Caesar). Mãi đến tận thế kỷ 17, Nga vẫn là một quốc gia bán khai, lạc hậu trong khi các quốc gia châu Âu khác đã bước sang thời đại Phục hưng. Dù đế quốc này chỉ được Sa hoàng Pyotr Đại đế chính thức công bố vào năm 1721, nhưng đế quốc này thực sự được khai sinh khi ông trở thành Sa hoàng vào năm 1682. Ông cảm thấy phẫn nộ khi nhìn thấy sự lạc hậu của vương quốc của mình và do đó, trước khi đăng quang, ông đã đi khắp châu Âu, làm nhiều công việc khác nhau và đã học được nhiều kinh nghiệm cần thiết để mang nước Nga phát triển thành một đế quốc cường thịnh khi đó. Tiếp theo đó là cuộc Đại chiến Bắc Âu từ năm 1700 đến năm 1721, Pyotr Đại đế đã chiếm được các vùng trọng yếu duyên hải và thành lập một thành phố mà sau đó đã trở thành kinh đô của đế quốc này gần 200 năm, đó là Sankt-Peterburg. Trong trận Poltava năm 1709, quân đội Nga do Pyotr chỉ huy giành một thắng lợi quyết định trước các lực lượng Thụy Điển - quốc gia hùng mạnh nhất của Bắc Âu, buộc phần lớn quân đội Thụy Điển phải đầu hàng. Chiến thắng Poltava đánh dấu sự trỗi dậy của Nga như một cường quốc. Sau trận đánh, các vua chúa nước ngoài trở nên nể sợ Nga và chủ trương mở rộng quan hệ với Nga thông qua các hoạt động ngoại giao và hôn nhân triều đại.
Hòa ước Nystad vào năm 1721 đã chấm dứt cuộc Đại chiến Bắc Âu. Để kỷ niệm hòa ước này, Pyotr I xưng Hoàng đế và từ đây Nga chính thức trở thành một đế quốc. Tiếp theo đó, Pyotr I khai chiến với Ba Tư trong các năm 1722 – 1723, và cuộc chiến đã mang lại cho Nga quyền kiểm soát bờ tây và nam biển Caspi. Tuy nhiên, bệnh dịch gây nhiều thiệt hại cho các lực lượng Nga đóng tại Ba Tư, họ bị buộc phải rút lui khỏi đây một thập kỷ sau đó.
Vào thập niên 1730, nước Nga tham gia Chiến tranh Kế vị Ba Lan. Cuộc chiến khởi nguồn từ việc Nga và Áo đề cử Tuyển hầu tước Friedrich August II xứ Sachsen, con trai của cố vương Ba Lan, làm vua Ba Lan, trong khi Pháp, Tây Ban Nha và Sardigna lại đề cử Stanislas Leszczynaki - cha vợ của vua Pháp Louis XV. Triều đình Anna huy động binh mã tấn công vào lãnh thổ Ba Lan và tiến hành cuộc vây hãm Gdańsk (1734). Sau những nỗ lực đột phá vòng vây thất bại của quân Pháp và Ba Lan, Leszczynaki bị buộc phải trốn chạy sang Pháp. Kể từ đây, Ba Lan trở thành một quốc gia đệm nơi quân đội Nga được can dự tùy ý. Pháp và Áo tiếp tục đánh nhau tại Đức và Ý, và một đạo quân Nga được đưa sang phía tây để hỗ trợ Áo nhưng không có hoạt động quân sự nào. Đối với Nga, cuộc chiến đã kết thúc mỹ mãn.
Từ năm 1756 cho đến năm 1762, Nga liên kết với Áo, Pháp và Thụy Điển đánh nhau với Phổ trong cuộc Chiến tranh Bảy năm. Các lực lượng Nga tấn công Đông Phổ và đánh bại một đạo quân Phổ trong trận Gross-Jägersdorf vào tháng 8 năm 1757. Đầu năm 1758, Nga chiếm được toàn bộ Đông Phổ, mặc dù một cuộc tấn công của Nga vào Brandenburg bị vua Phổ Friedrich II đẩy lui trong trận Zorndorf đẫm máu. Quân Nga cũng đánh thắng quân Phổ tại Palzig và Kunersdorf vào năm 1759. Tuy nhiên, những thắng lợi quân sự của Nga không đủ để buộc Phổ phải cầu hòa, một phần là do cứ sau mỗi chiến dịch quân đội Nga buộc phải rút về nghỉ đông ở Đông Phổ chứ không thể tiến sâu vào bản thổ Phổ. Cái chết của Nữ hoàng Elizaveta vào năm 1762 đã chấm dứt sự tham chiến trực tiếp của Nga, khi mà người kế vị bà là Pyotr III, một người ngưỡng mộ Friedrich Đại đế, giao trả mọi lãnh thổ bị Nga chiếm cho Phổ. Sau khi tiến hành cuộc đảo chính cung đình tháng 7 năm 1762, Ekaterina II lên ngôi Nữ hoàng Nga. Mỏi mệt với chiến tranh, Ekaterina kết thúc hoàn toàn sự tham gia của Nga trong cuộc chiến. Mặc dù Chiến tranh Bảy năm không mở rộng lãnh thổ cho Nga, Nga đã gạt được ảnh hưởng của Pháp khỏi Ba Lan và Thụy Điển, đồng thời khẳng định vị thế của Nga là một cường quốc hàng đầu của châu Âu.

### Thế kỷ XVIII

#### Pyotr Đại đế (1672–1725)

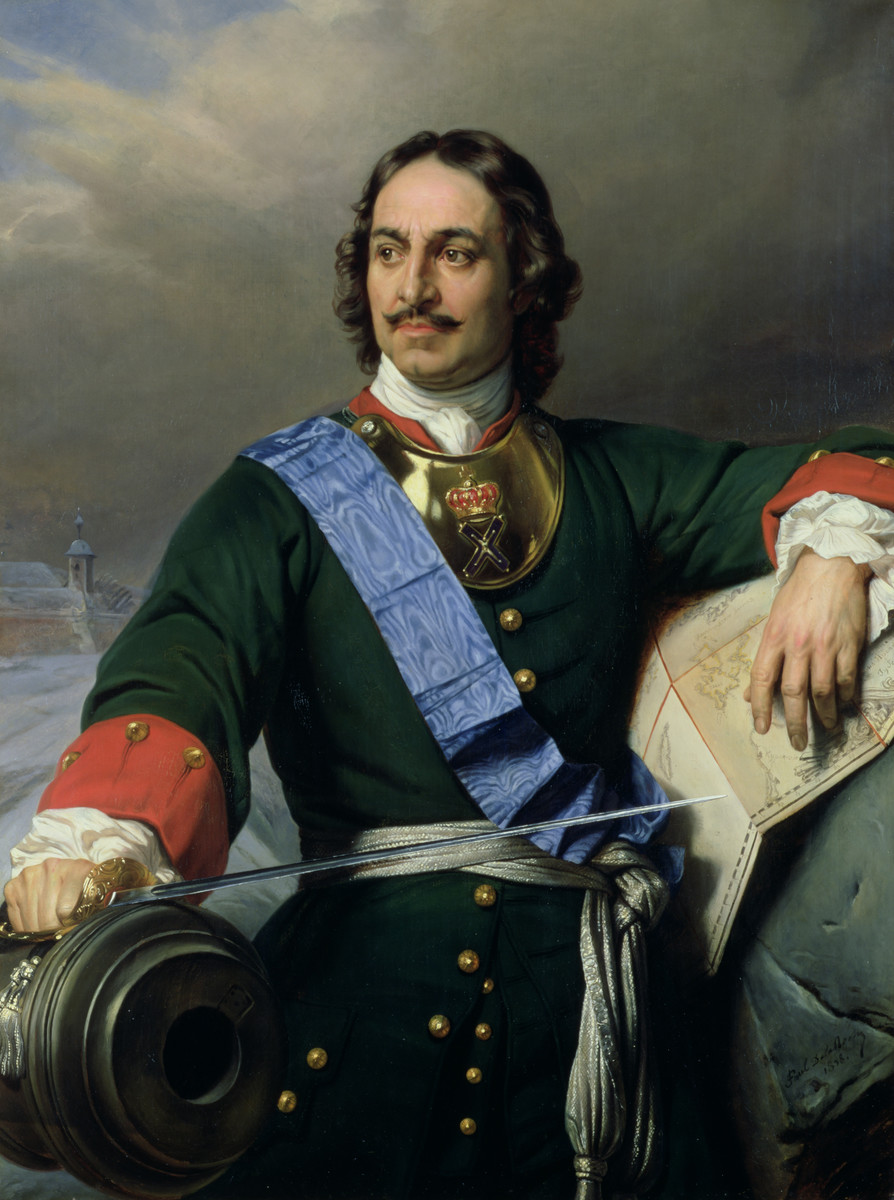
Pyotr Đại đế chính thức đổi tên Nước Nga Sa hoàng là Đế quốc Nga năm 1721 và trở thành hoàng đế đầu tiên của nó. Ông đã thiết lập các cải cách sâu rộng và giám sát sự biến đổi của Nga thành một cường quốc lớn của châu Âu.

Pyotr Đại đế (1672–1725) đóng một vai trò quan trọng trong việc giới thiệu Nga với hệ thống nhà nước Châu Âu. Trong khi vùng đất rộng lớn có dân số 14 triệu người, năng suất ngũ cốc kéo theo phía sau nông nghiệp ở Phương Tây, hấp dẫn gần như toàn bộ dân số canh tác. Chỉ có một tỷ lệ nhỏ sống ở các thị trấn. Các lớp học của kholops, gần gũi với tình trạng nô lệ, vẫn là một tổ chức lớn ở Nga cho đến năm 1723, khi Pyotr I chuyển đổi các hộ gia đình thành các nhà nô lệ, do đó bao gồm cả họ trong việc thăm dò thuế. Những người Kholop nông nghiệp Nga đã được chính thức chuyển đổi thành nông nô vào năm 1679.
Những nỗ lực quân sự đầu tiên của Pyotr đã được thực hiện để chống lại người Thổ Nhĩ Kỳ Ottoman. Sự chú ý của Pyotr sau đó quay về phía Bắc. Pyotr vẫn thiếu một cảng biển an toàn phía bắc, ngoại trừ tại Tổng lãnh thiên thần trên Biển Trắng, nơi bến cảng bị đóng băng suốt chín tháng trong một năm. Tiếp cận với biển Baltic đã bị chặn bởi Thụy Điển, có lãnh thổ kèm theo nó trên ba mặt. Tham vọng của Pyotr về một "cửa ra biển" đã dẫn ông ta làm một liên minh bí mật vào năm 1699 với Sachsen, Liên bang Ba Lan và Lietuva và Đan Mạch chống lại Thụy Điển, dẫn đến đại chiến Bắc Âu. Cuộc chiến kết thúc vào năm 1721 khi một người Thụy Điển kiệt sức yêu cầu hòa bình với Nga. Pyotr chiếm bốn tỉnh nằm ở phía nam và phía đông của vịnh Phần Lan. Mong muốn tiếp cận biển đã thành hiện thực. Ở đó, ông đã xây dựng thủ đô mới của Nga, Sankt-Peterburg, để thay thế Moskva, mà từ lâu đã là trung tâm văn hóa của Nga. Năm 1722, ông đã biến nguyện vọng của mình trở thành vị vua đầu tiên của Nga về việc gia tăng ảnh hưởng của Nga tại vùng Kavkaz và Biển Caspi với chi phí cho người Ba Tư làm Nhà Safavid suy yếu. Ông đã khiến Astrakhan trở thành trung tâm của các nỗ lực quân sự chống lại Ba Tư, tiến hành cuộc chiến tranh toàn diện đầu tiên chống lại họ trong 1722–1723.
Pyotr tổ chức lại chính phủ của mình dựa trên các mô hình chính trị mới nhất của thời gian, tạo lập Nga thành một nhà nước chuyên chế. Ông thay thế Boyar Duma (hội đồng quý tộc) với Thượng viện chín thành viên, có hiệu lực một hội đồng tối cao của nhà nước. Vùng nông thôn được chia thành các tỉnh và huyện mới. Pyotr nói với thượng viện rằng nhiệm vụ của nó là thu thuế và doanh thu thuế tăng gấp ba lần trong suốt triều đại của ông. Là một phần của cải cách của chính phủ, Giáo hội Chính thống đã được hợp nhất một phần vào cơ cấu hành chính của đất nước, trong thực tế đã biến nó thành một công cụ của nhà nước. Pyotr bãi bỏ chế độ trưởng tộc và thay thế nó bằng một cơ chế tập thể, Đức Thánh Cha, do một quan chức chính phủ đứng đầu. Trong khi đó, tất cả các di tích của chính quyền địa phương đã bị loại bỏ. Pyotr tiếp tục và tăng cường yêu cầu của người tiền nhiệm về phục vụ nhà nước cho tất cả quý tộc.
Pyotr qua đời vào năm 1725, để lại một kế hoạch bất ổn. Sau một triều đại ngắn ngủi của phu nhân Yekaterina I, ngai vàng được truyền cho hoàng hậu Anna, người đã làm chậm lại các cuộc cải cách và dẫn đầu một cuộc chiến thành công chống lại Đế quốc Ottoman, điều này đã làm suy yếu đáng kể vị Sultan Hãn quốc Ottoman, một kẻ thù lâu năm của Nga.
Sự bất mãn trên các vị trí thống trị của người Đức gốc Baltic trong chính trị Nga đã đưa con gái của Pyotr I là Elizaveta lên ngai vàng của Nga. Elizaveta ủng hộ nghệ thuật, kiến trúc và khoa học (ví dụ với nền tảng của Đại học Moskva). Tuy nhiên, bà không thực hiện cải cách cơ cấu đáng kể. Triều đại của cô, kéo dài gần 20 năm, cũng được biết đến với sự tham gia của cô trong Chiến tranh Bảy năm. Nó đã thành công cho quân đội Nga, nhưng không thành công về mặt chính trị.

#### Ekaterina Đại đế (1762–1796)

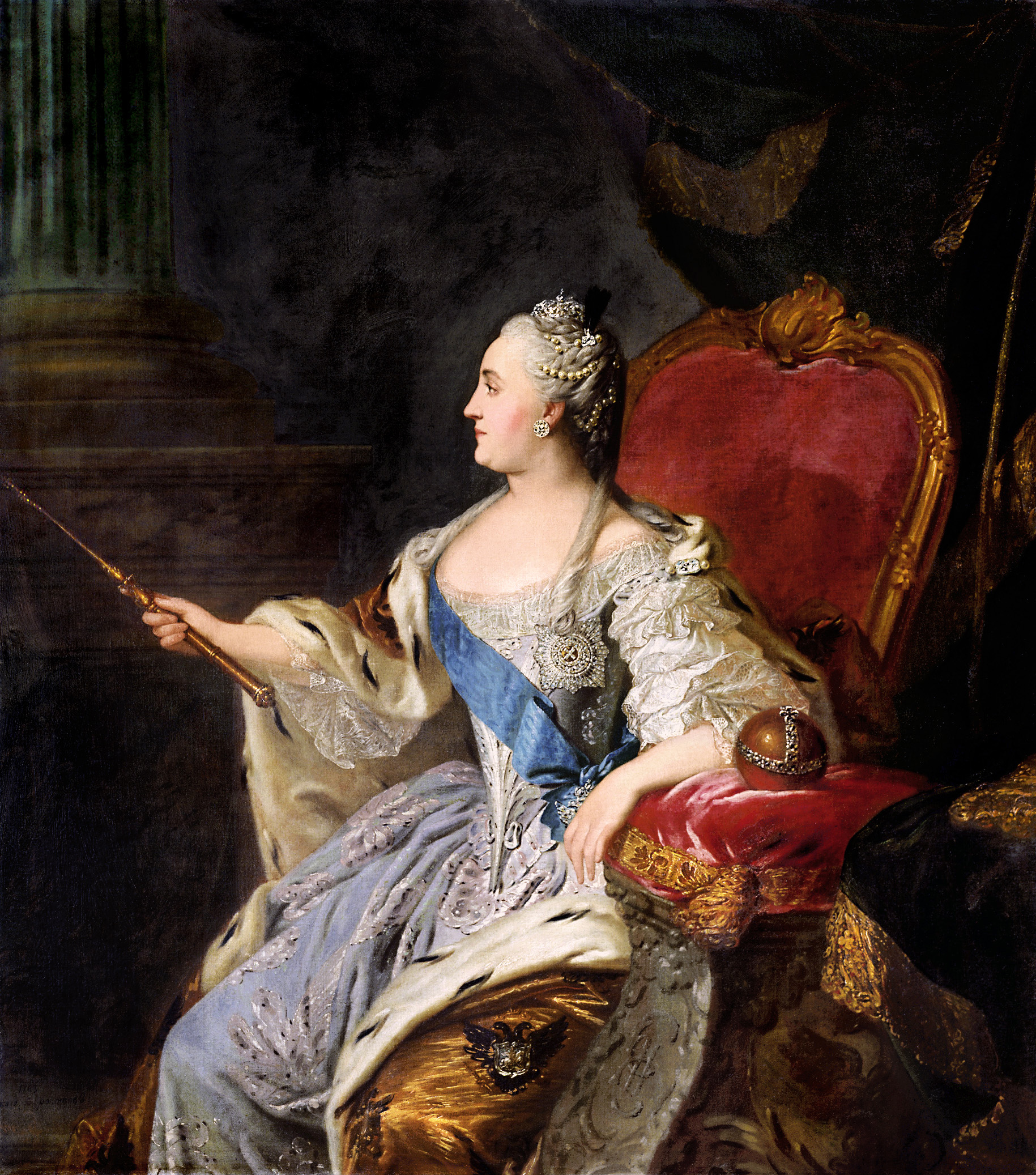
Ekaterina Đại đế, trị vì từ 1762 đến 1796, tiếp tục mở rộng và hiện đại hoá đế quốc. Tự coi mình là một nhà độc tài khai ngộ, cô đóng một vai trò quan trọng trong sự khai sáng của người Nga.

Ekaterina Đại đế là một công chúa người Đức kết hôn với Pyotr III, người thừa kế người Đức đến ngai vàng của Nga. Sau cái chết của Nữ hoàng Elizaveta, bà đã lên nắm quyền khi cuộc đảo chính của bà chống lại người chồng không được lòng dân của bà thành công. Cô đã đóng góp vào sự hồi sinh của giới quý tộc Nga đã bắt đầu sau cái chết của Pyotr Đại đế. Dịch vụ của tiểu bang đã bị bãi bỏ, và Ekaterina đã làm hài lòng các quý tộc hơn nữa bằng cách chuyển qua hầu hết các quyền tự trị địa phương ở các tỉnh cho họ.
Ekaterina Đại đế mở rộng quyền kiểm soát chính trị của Nga đối với các vùng đất của Liên bang Ba Lan và Lietuva. Hành động của cô bao gồm sự hỗ trợ của Liên bang Targowica, hệ thống xã hội áp bức đòi hỏi phải dành hầu hết thời gian lao động trên đất của chủ sở hữu, gây ra cuộc nổi dậy nông dân lớn vào năm 1773, Ekaterina hợp pháp hóa việc bán nông nô tách biệt khỏi đất. Cô cũng ra lệnh xét xử công khai Darya Nikolayevna Saltykova, một thành viên của giới quý tộc cao quý nhất, về tội tra tấn và giết người. Những cử chỉ từ bi này đã thu hút Ekaterina nhiều sự chú ý tích cực từ châu Âu trải qua thời đại Khai sáng, nhưng bóng ma của cuộc cách mạng và rối loạn tiếp tục ám ảnh cô và những người kế vị của cô.
Để đảm bảo sự tiếp tục ủng hộ từ giới quý tộc, điều cần thiết cho sự sống còn của chính phủ, Ekaterina buộc phải tăng cường quyền lực và quyền lực của họ với chi phí của các tầng lớp trung lưu và các tầng lớp thấp hơn. Tuy nhiên, Ekaterina nhận ra rằng chế độ phải được kết thúc, cho đến nay trong "Hướng dẫn" của cô để nói rằng nông nô là "cũng tốt như chúng ta" - một bình luận giới quý tộc nhận được với sự ghê tởm. Ekaterina đã thành công trong cuộc chiến chống Đế quốc Ottoman và nâng cao ranh giới phía nam của Nga với Biển Đen. Sau đó, bằng âm mưu với những người cai trị của Áo và Phổ, bà kết hợp các lãnh thổ của Thịnh vượng chung Ba Lan - Litva trong các Phân vùng Ba Lan, đẩy biên giới Nga về phía tây vào Trung Âu. Theo hiệp ước Nga đã ký hợp đồng với Gruzia để bảo vệ họ chống lại bất kỳ cuộc xâm lược mới nào của người Ba Tư và những khát vọng chính trị khác, Ekaterina đã tiến hành một cuộc chiến mới chống lại Ba Tư vào năm 1796 sau khi họ xâm chiếm Gruzia và thiết lập nó trong khoảng một năm trước và trục xuất các đồn điền mới được thành lập của Nga ở Kavkaz. Vào thời điểm cái chết của bà vào năm 1796, chính sách mở rộng của Ekaterina đã biến Nga thành một cường quốc lớn của châu Âu. Điều này tiếp tục với cuộc đấu tranh nắm quyền ở Phần Lan thời Aleksandr I từ vương quốc Thụy Điển đang suy yếu, vào năm 1809; và Bessarabia từ Công quốc Moldavia, được nhượng quyền bởi người Ottoman năm 1812.

#### Ngân sách nhà nước

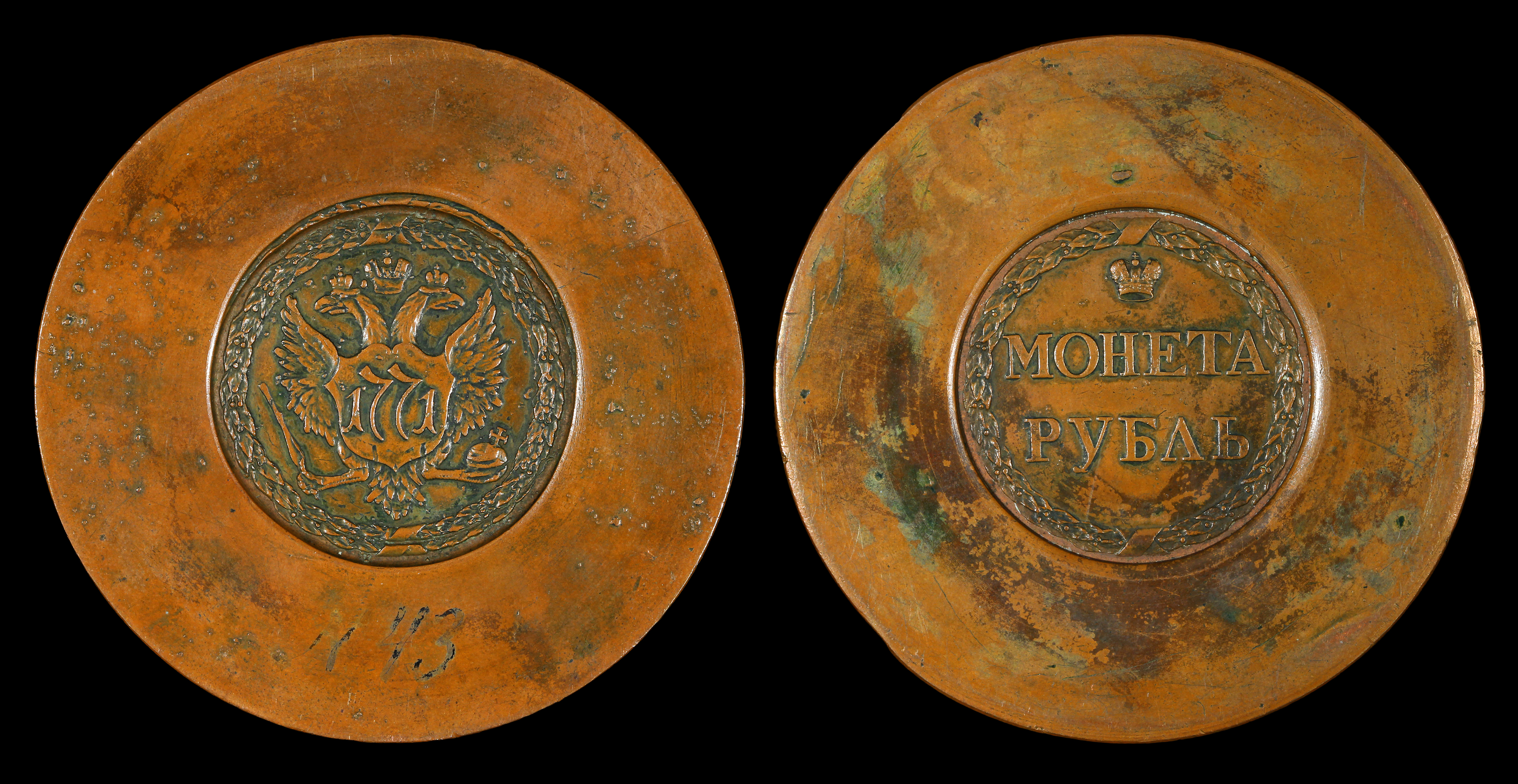
Ekaterina II Sestroretsk Rúp (1771) được làm bằng đồng rắn đo 77 mm (đường kính), 26 mmđộ dày), và nặng 1.022 kg. Đây là đồng xu lớn nhất từng được phát hành.

Nga đang trong tình trạng khủng hoảng tài chính liên tục. Trong khi doanh thu tăng từ 9 triệu rúp năm 1724 lên 40 triệu năm 1794, chi phí tăng nhanh hơn, đạt 49 triệu vào năm 1794. Ngân sách phân bổ 46 phần trăm cho quân đội, 20 phần trăm cho hoạt động kinh tế của chính phủ, 12 phần trăm cho hành chính, và chín phần trăm cho Tòa án Hoàng gia ở Sankt-Peterburg. Thâm hụt đòi hỏi phải vay, chủ yếu từ Amsterdam; năm phần trăm ngân sách được phân bổ cho các khoản thanh toán nợ. Tiền giấy đã được phát hành để trả cho các cuộc chiến tranh tốn kém, do đó gây ra lạm phát. Để chi tiêu, Nga có được một đội quân lớn và được trang bị đầy đủ, một bộ máy quan liêu rất lớn và phức tạp, và một tòa án cạnh tranh với Paris và Luân Đôn. Tuy nhiên, chính phủ đã sống xa phương tiện của nó, và thế kỷ 18 Nga vẫn là "một nước nghèo, lạc hậu, nông nghiệp áp đảo".

### Nửa đầu thế kỷ XIX
Napoléon, sau một vụ tranh chấp với Sa hoàng Aleksandr I, đã phát động một cuộc xâm lược của Nga vào năm 1812. Chiến dịch này là một thảm họa. Mặc dù Grande Armée của Napoléon tiến tới Moskva, chiến lược Tiêu thổ của người Nga đã ngăn chặn những kẻ xâm lược. Trong mùa đông cay đắng của Nga, hàng ngàn binh lính Pháp đã bị phục kích và giết bởi các chiến binh du kích nông dân. Khi quân của Napoléon rút lui, quân đội Nga theo đuổi họ vào Trung và Tây Âu và đến cửa Paris. Sau khi Nga và các đồng minh đánh bại Napoléon, Aleksandr được biết đến như là "vị cứu tinh của Châu Âu", và ông chủ trì vẽ lại bản đồ châu Âu tại Đại hội Viên (1815), mà cuối cùng đã làm cho Aleksandr là tổng thống của Vương quốc Lập hiến Ba Lan.

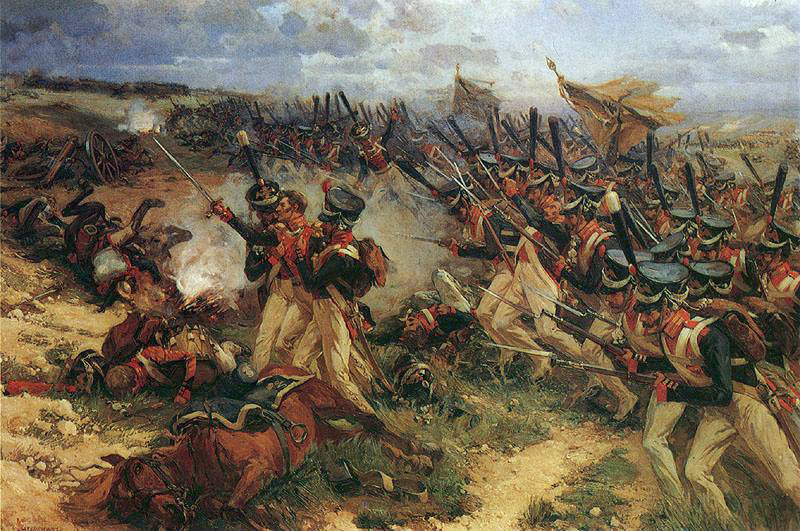
Đội cận vệ Nga đang xúc kích trong trận Borodino

Mặc dù Đế quốc Nga sẽ đóng một vai trò chính trị hàng đầu trong thế kỷ tiếp theo, nhờ vào thất bại của Napoléon Pháp, sự giữ vững của nó trong chế độ ngăn cản sự tiến bộ kinh tế của bất kỳ mức độ đáng kể nào. Khi tăng trưởng kinh tế Tây Âu tăng tốc trong cuộc cách mạng công nghiệp, Nga bắt đầu tụt hậu hơn bao giờ hết, tạo ra những điểm yếu mới cho Đế quốc tìm cách đóng một vai trò như một cường quốc. Tình trạng này che giấu sự thiếu hiệu quả của chính phủ, sự cô lập của người dân và sự lạc hậu kinh tế của nó. Sau thất bại của Napoléon, Aleksandr I đã sẵn sàng thảo luận về cải cách hiến pháp, nhưng mặc dù một số đã được giới thiệu, không có thay đổi lớn nào được thực hiện.

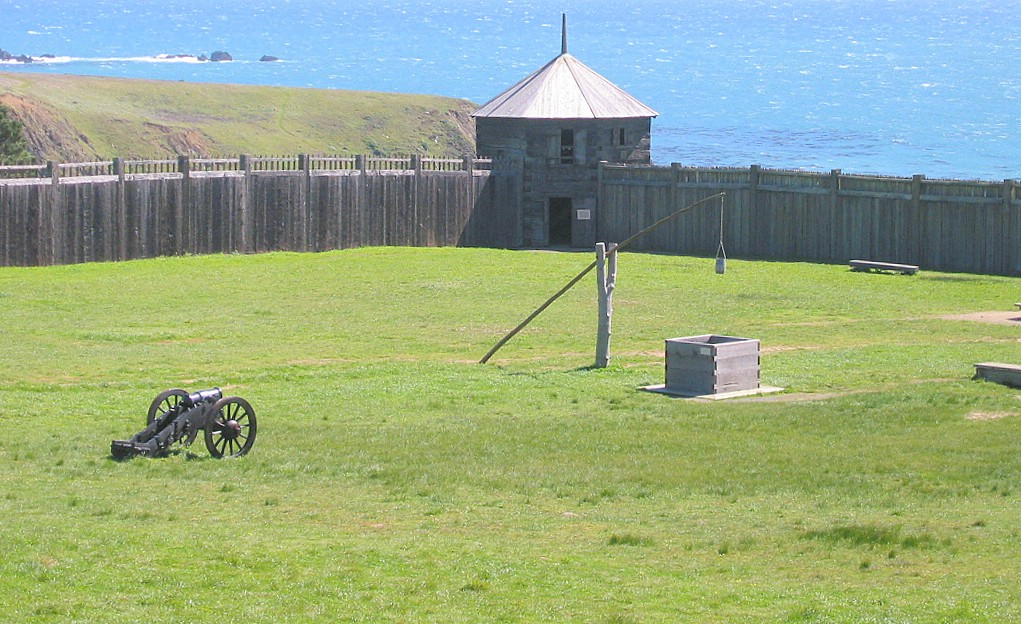
Pháo đài Ross, tiền đồn đầu thế kỷ 19 của Công ty Nga-Mỹ ở Quận Sonoma, California

Đến thời Sa hoàng Nikolai I (1825–1855), lúc đầu triều đại của ông đã phải đối mặt với một cuộc nổi dậy. Nền tảng của cuộc nổi loạn này nằm trong Chiến tranh Napoléon, khi một số sĩ quan Nga được đào tạo tốt ở châu Âu trong chiến dịch quân sự, nơi họ tiếp xúc với chủ nghĩa tự do Tây Âu đã khuyến khích họ tìm kiếm sự thay đổi khi họ trở về nước Nga độc tài. Kết quả là cuộc nổi dậy cách mạng (tháng 12 năm 1825), công việc của một nhóm nhỏ các quý tộc tự do và các sĩ quan quân đội muốn cài đặt anh trai của Nikolai như một vị vua lập hiến. Nhưng cuộc nổi dậy đã dễ dàng bị nghiền nát, khiến Nikolai phải rời bỏ chương trình hiện đại hóa bắt đầu bởi Pyotr Đại đế và học thuyết Chính thống, tự do, và quốc Tịch.
Sự trả thù cho cuộc nổi loạn được thực hiện "Mười bốn tháng Mười Hai" một ngày dài nhớ lại bởi các phong trào cách mạng sau này. Để kìm nén thêm các cuộc nổi dậy, kiểm duyệt được tăng cường, bao gồm cả việc giám sát liên tục các trường học và các trường đại học. Sách giáo khoa được chính phủ quy định nghiêm ngặt. Cảnh sát gián điệp hoạt động ở khắp mọi nơi. Những người cách mạng được đưa đến Siberia - dưới thời Nikolai, hàng trăm ngàn người đã được gửi đến katorga ở đó.
Sau khi quân đội Nga giải phóng đồng minh (kể từ năm 1783 Hiệp ước Georgievsk) Gruzia từ sự chiếm đóng của triều đại nhà Qatar năm 1802, trong Chiến tranh Nga-Ba Tư (1804-1813) họ đụng độ với Ba Tư đang kiểm soát và củng cố Gruzia, và cũng đã tham gia vào cuộc chiến của châu Âu chống lại Caucasia. Kết luận của cuộc chiến tranh 1804-1813 với Ba Tư khiến nó không thể hủy ngang những gì bây giờ là Dagestan, Gruzia và phần lớn Azerbaijan tới Nga theo Hiệp ước Gulistan. Về phía tây nam, Nga đã cố gắng mở rộng với mất mát của Đế quốc Ottoman, sử dụng Gruzia gần đây đã thiết lập căn cứ của nó cho mặt trận Kavkaz và Anatolia. Cuối những năm 1820 là những năm quân sự thành công. Mặc dù mất gần như tất cả các lãnh thổ hợp nhất gần đây trong năm đầu tiên của Chiến tranh Nga-Ba Tư (1826-1828), Nga đã chấm dứt chiến tranh với các điều khoản rất thuận lợi với Hiệp ước Turkmenchay, bao gồm cả những lợi ích chính thức của những gì hiện nay là Armenia, Azerbaijan và Thân vương quốc Iğdır. Trong cuộc Chiến tranh Nga-Thổ Nhĩ Kỳ (1828–1829), Nga xâm lược miền đông bắc Anatolia và chiếm đóng các thị trấn Ottoman chiến lược Erzurum và Gümüşhane. Và, với tư cách là người bảo vệ và vị cứu tinh của dân Chính thống Hy Lạp, Nga đã nhận được sự hỗ trợ rộng rãi từ những người Hy Lạp của vùng Pontic. Sau một thời gian ngắn chiếm đóng, quân đội hoàng gia Nga rút lui trở lại Gruzia.
Câu hỏi về định hướng của Nga đã thu hút được sự chú ý từ chương trình hiện đại hóa của Pyotr Đại đế. Một số người ủng hộ bắt chước Tây Âu trong khi những người khác chống lại điều này và kêu gọi trở lại với truyền thống của quá khứ. Con đường thứ hai đã được ủng hộ bởi Slavophiles, người đã tổ chức khinh miệt về sự "suy đồi" của phương Tây. Slavophiles là đối thủ của bộ máy quan liêu người ưa thích chủ nghĩa tập thể của Nga thời trung cổ Obshchina hoặc mir so với chủ nghĩa nhân vị của phương Tây. Các học thuyết xã hội cực đoan khác được xây dựng bởi những người cánh tả như Aleksandr Herzen, Mikhail Bakunin, và Peter Kropotkin.
Các triều đại của Đế quốc Nga đã đè bẹp hai cuộc nổi dậy ở các vùng lãnh thổ mới của Ba Lan: Cuộc nổi dậy tháng 11 năm 1830 và cuộc khởi nghĩa tháng 1 năm 1863. Chính quyền Nga đã đưa các nghệ nhân Ba Lan và lý do hiền lành nổi loạn vào năm 1863 bằng cách hỗ trợ các giá trị cốt lõi của quốc gia về ngôn ngữ, tôn giáo, văn hóa. Kết quả là cuộc nổi dậy tháng Giêng, một cuộc nổi dậy lớn của Ba Lan, bị nghiền nát bởi lực lượng khổng lồ. Pháp và Anh và Áo đã cố gắng can thiệp vào cuộc khủng hoảng nhưng không thể làm như vậy. Báo chí yêu nước Nga đã sử dụng cuộc nổi dậy Ba Lan để thống nhất đất nước Nga, tuyên bố rằng đó là nhiệm vụ được Đức Chúa Trời ban cho để cứu Ba Lan và thế giới. Ba Lan bị trừng phạt bằng cách mất các quyền chính trị và tư pháp đặc biệt của mình, với tiếng Nga áp đặt cho các trường học và tòa án của mình.
Vào năm 1854–1855, Nga đã thua Anh, Pháp và Thổ Nhĩ Kỳ trong Chiến tranh Krym, chiến sự chủ yếu ở Bán đảo Krym, và ở một mức độ thấp hơn ở Baltic. Kể từ khi đóng một vai trò quan trọng trong việc đánh bại Napoléon, Nga được coi là bất khả chiến bại về quân sự, nhưng chống lại một liên minh quyền lực lớn của châu Âu làm đảo lộn sức mạnh trên đất liền và biển, cùng với đà đổ vỡ và suy yếu của chế độ Sa hoàng Nikolai.

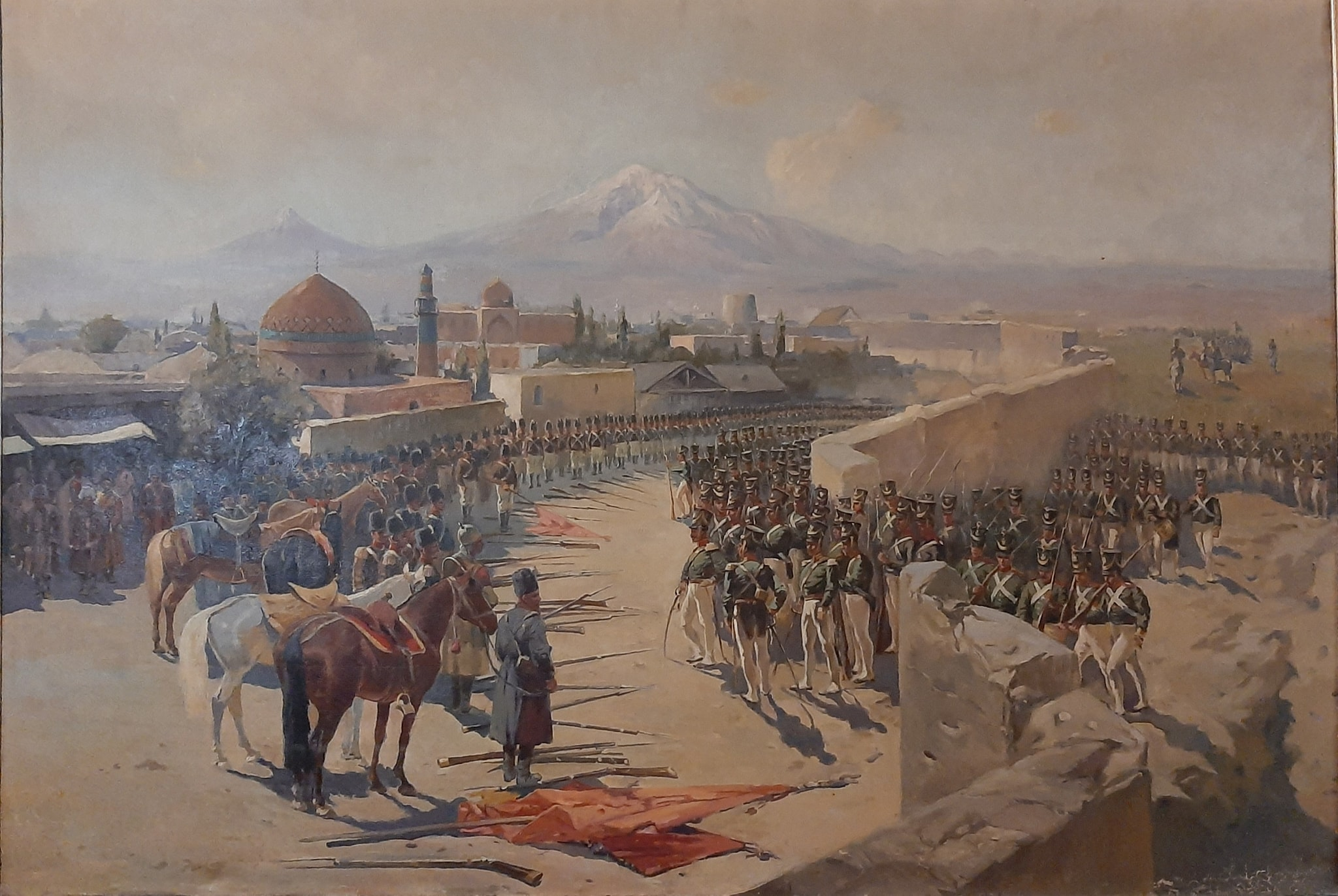
Bức tranh năm 1893 của Franz Roubaud về cuộc vây hãm Pháo đài Erivan vào năm 1827 bởi lực lượng Nga dưới sự lãnh đạo của Ivan Paskevich trong Chiến tranh Nga-Ba Tư (1826–28)

Khi Sa hoàng Aleksandr II lên ngôi năm 1855, mong muốn cải cách đã lan rộng. Một phong trào nhân đạo đang phát triển tấn công chế độ là không hiệu quả. Năm 1859, đã có hơn 23 triệu nông nô trong điều kiện sống thường nghèo nàn. Aleksandr II đã quyết định xóa bỏ nô lệ từ trên cao, với sự cung cấp dồi dào cho các chủ đất, hơn là đợi cho nó được bãi bỏ từ bên dưới theo một cách cách mạng có thể làm tổn hại đến các chủ đất.
Các cải cách giải phóng 1861 là giải phóng nô lệ là sự kiện quan trọng nhất trong lịch sử Nga thế kỷ 19, khởi đầu cho việc các tầng lớp quý tộc suy giảm quyền lực. Những cải cách trong thập niên 1860 bao gồm cải cách kinh tế xã hội để làm rõ vai trò của chính phủ Nga trong lĩnh vực quyền sở hữu và bảo vệ họ. Giải phóng mang lại một nguồn cung cấp lao động tự do cho các thành phố, kích thích ngành công nghiệp và tầng lớp trung lưu tăng về số lượng và ảnh hưởng. Tuy nhiên, thay vì nhận đất đai của họ như một món quà, nông dân tự do đã phải trả một khoản thuế đặc biệt cho những gì đã tính cho cả đời của họ cho chính phủ và họ đã trả cho chủ nhà một mức giá hào phóng cho mảnh đất mà họ đã mất. Trong nhiều trường hợp nông dân đã kết thúc với số lượng đất nhỏ nhất. Tất cả tài sản được chuyển sang nông dân được sở hữu chung bởi mir, cộng đồng làng, chia đất giữa nông dân và giám sát các cổ phần khác nhau. Mặc dù sự thống trị đã bị bãi bỏ, vì việc bãi bỏ nó đã đạt được những điều khoản không thuận lợi cho nông dân, căng thẳng cách mạng không bị giảm bớt, mặc dù ý định của Aleksandr II. Các nhà cách mạng tin rằng các nông nô mới được giải phóng chỉ đơn thuần được bán vào chế độ nô lệ lương khi bắt đầu cuộc cách mạng công nghiệp, và rằng tư sản đã thay thế hiệu quả các chủ đất.

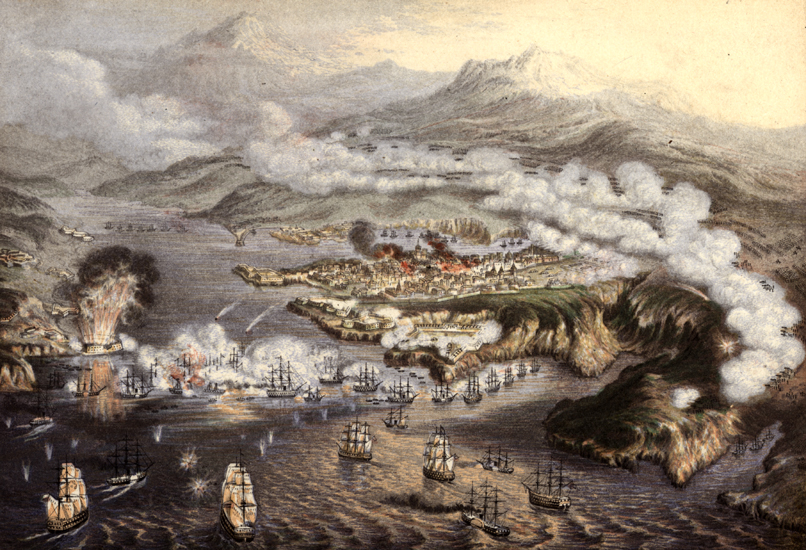
Cuộc vây hãm kéo dài mười một tháng của căn cứ hải quân Nga tại Sevastopol trong Chiến tranh Krym

Vào cuối những năm 1870, Nga và Đế quốc Ottoman lại đụng độ ở vùng Balkan. Từ 1875 đến 1877, cuộc khủng hoảng Balkan tăng cường với những cuộc nổi dậy chống lại sự cai trị của Ottoman bởi các quốc gia Slav khác nhau, mà người Thổ Nhĩ Kỳ Ottoman thống trị từ thế kỷ 16. Đây được coi là một rủi ro chính trị ở Nga, điều tương tự đã đè nén người Hồi giáo ở Trung Á và Caucasia. Quan điểm dân tộc Nga đã trở thành nhân tố chính trong nước hỗ trợ giải phóng các Kitô hữu Balkan khỏi sự cai trị của Đế quốc Ottoman và làm cho Bulgaria và Serbia độc lập. Đầu năm 1877, Nga đã can thiệp thay mặt cho các lực lượng tình nguyện viên Serbia và Nga trong Chiến tranh Nga-Thổ Nhĩ Kỳ (1877–1878). Trong vòng một năm, quân đội Nga đã tiến sát Istanbul thủ đô của người Ottoman. Các nhà ngoại giao và tướng lĩnh dân tộc Nga đã thuyết phục Aleksandr II ép buộc người Ottoman ký Hiệp ước San Stefano vào tháng 3 năm 1878, tạo ra một nước Bulgaria độc lập, mở rộng trải dài vào vùng Balkan phía tây nam. Khi Anh đe dọa tuyên chiến với các điều khoản của Hiệp ước San Stefano, một nước Nga kiệt sức đã nhượng bộ. Tại Đại hội Berlin tháng 7 năm 1878, Nga đã đồng ý tạo ra một quốc gia Bulgaria nhỏ hơn, như một công quốc tự trị bên trong Đế quốc Ottoman. Kết quả là chủ nghĩa Liên Slav đã bị bỏ lại với một di sản cay đắng chống lại Đế quốc Áo-Hung và Đế quốc Đức vì không quay trở lại Nga. Thất vọng về kết quả của cuộc chiến đã kích thích căng thẳng mang tính cách mạng, và giúp Serbia, România và Montenegro để giành độc lập và tăng cường bản thân chống lại người Đế quốc Ottoman.

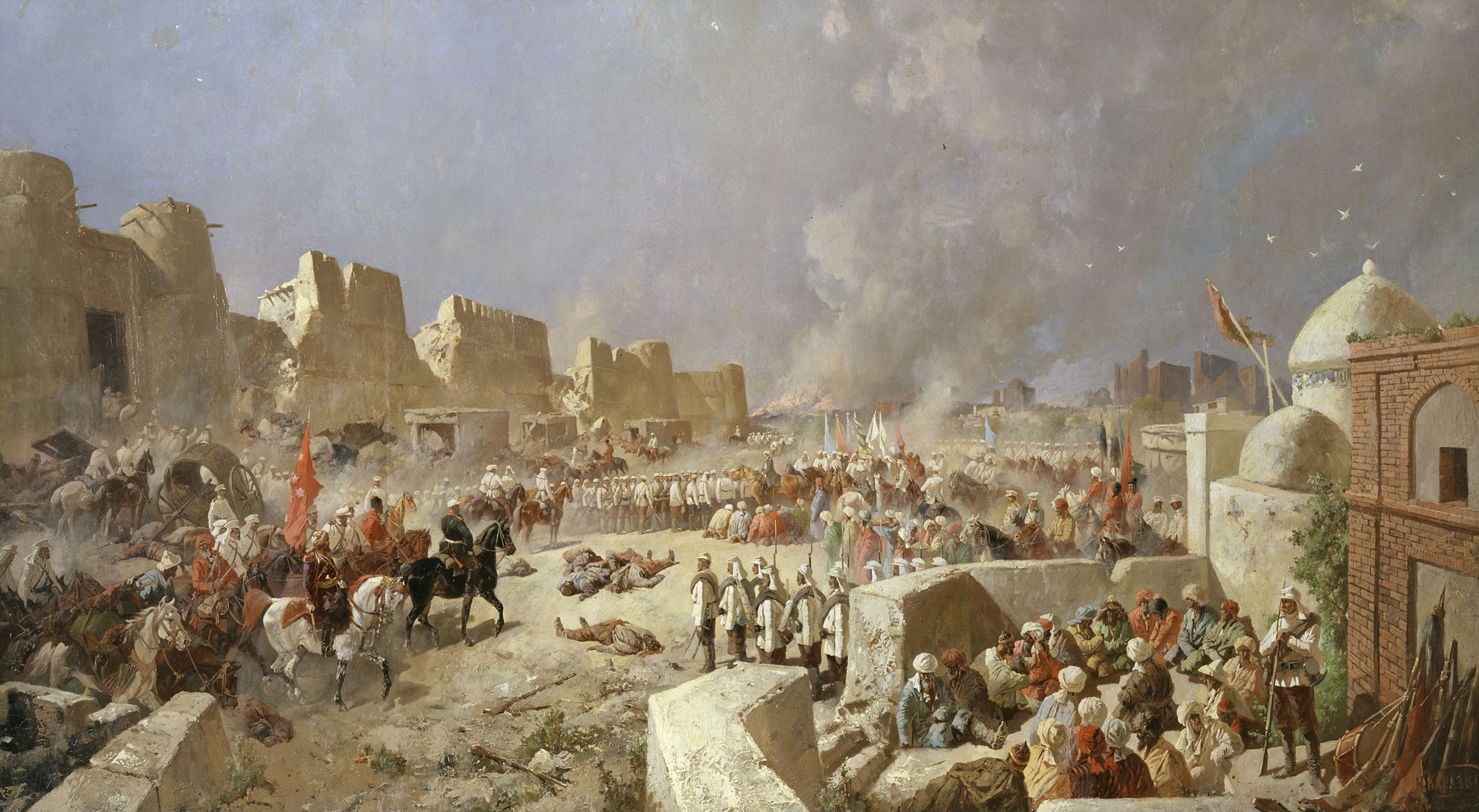
Quân Nga chiếm Samarkand (8 tháng 6 năm 1868)

Một kết quả quan trọng khác của cuộc Chiến tranh Nga-Thổ Nhĩ Kỳ (1877–1878) về lợi ích của Nga là việc chiếm một số phần của các tỉnh Batum thuộc Đế quốc Ottoman. Ardahan và Tỉnh Kars tại Ngoại Kavkaz được chuyển đổi thành các khu vực quân sự được quản lý của vùng Batum và Kars. Để thay thế những người ti nạn Hồi giáo đã chạy qua biên giới mới vào lãnh thổ Đế quốc Ottoman, chính quyền Nga đã giải quyết một số lượng lớn các Kitô hữu từ một cộng đồng đa dạng về chủng tộc ở tỉnh Kars, đặc biệt là người Gruzia. Kavkaz, Hy Lạp và Armenia, mỗi người trong số họ hy vọng sẽ đạt được sự bảo vệ và thúc đẩy tham vọng khu vực của mình trên mặt sau của Đế quốc Nga.

#### Aleksandr III

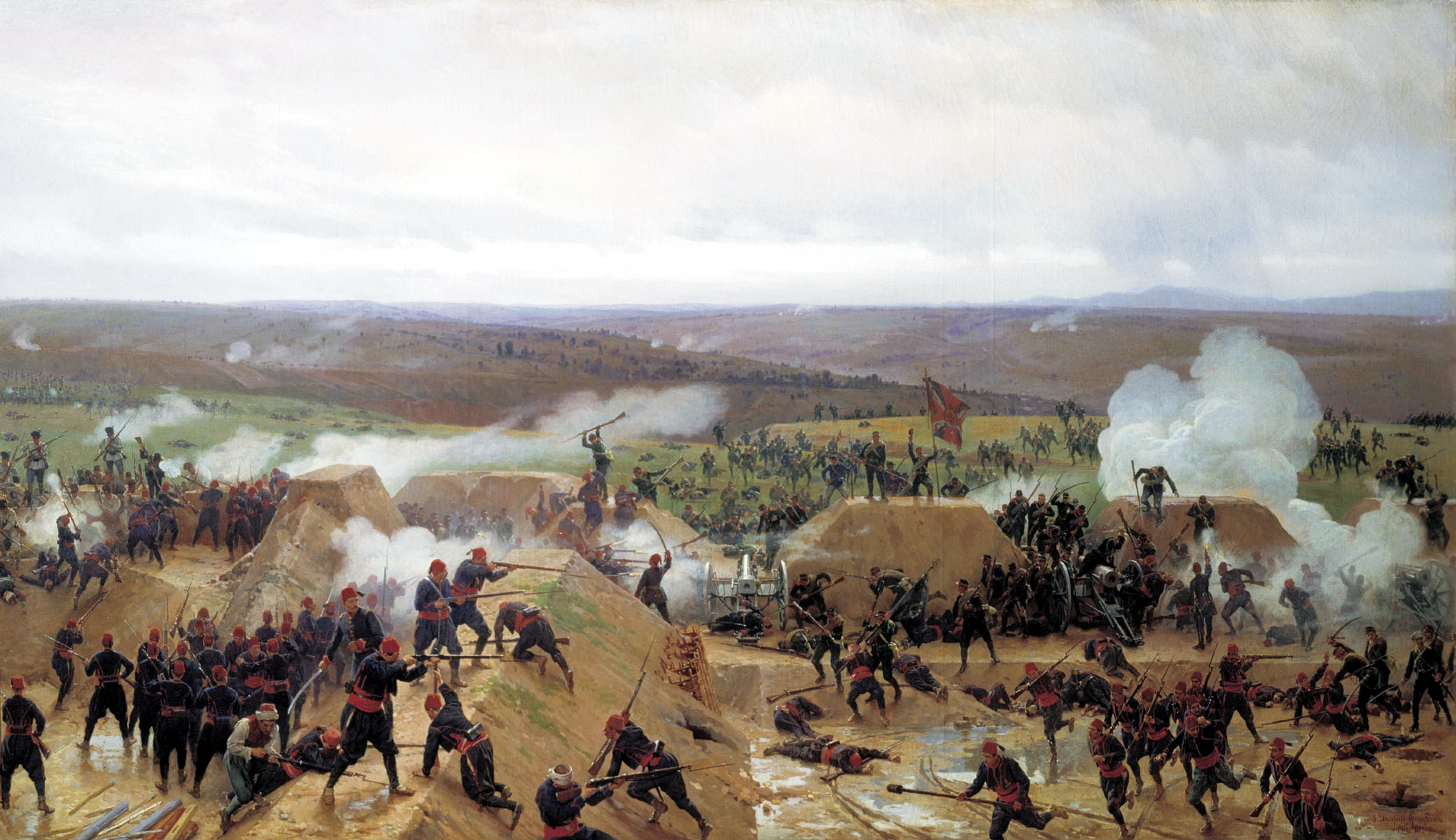
Nắm bắt sự lo lắng của Thổ Nhĩ Kỳ trong cuộc bao vây Plevna (1877)

Năm 1881 Aleksandr II bị ám sát bởi Narodnaya Volya, một tổ chức khủng bố chủ nghĩa hư vô. Ngai vàng được trao cho Aleksandr III (1881–1894), một phản động viên đã phục hồi tối đa "Chính thống, Tự trị và Quốc tịch" của Nikolai I. Slavophile đã cam kết, Aleksandr III tin rằng Nga có thể được cứu khỏi sự hỗn loạn chỉ bằng cách chấm dứt những ảnh hưởng lật đổ của Tây Âu. Trong triều đại của mình, Nga tuyên bố Liên minh Pháp-Nga có sức mạnh ngày càng tăng của Đức, hoàn thành cuộc chinh phục Trung Á và yêu cầu nhượng quyền lãnh thổ và thương mại quan trọng từ Nhà Thanh. Cố vấn có ảnh hưởng nhất của Sa hoàng là Konstantin Pobedonostsev, gia sư cho Aleksandr III và con trai ông Nikolai I, và giám thị của Đức Thánh Linh từ năm 1880 đến năm 1895. Ông dạy học sinh hoàng gia của mình sợ tự do ngôn luận và báo chí, cũng như tước bỏ dân chủ, hiến pháp và hệ thống nghị viện. Dưới thời Pobedonostsev, các nhà cách mạng đã bị bức hại và chính sách Nga hóa được thực hiện xuyên suốt đế quốc.
Phong trào tiến về phía Afghanistan và Ấn Độ báo động Anh, người đã phớt lờ nhiệm vụ của Nga về một cảng nước ấm và đã ngăn chặn tiến bộ của mình trong những gì các nhà quan sát gọi là Ván Cờ Lớn. Cả hai quốc gia đều tránh leo thang những căng thẳng vào cuộc chiến, và họ trở thành đồng minh vào năm 1907.

### Nửa sau thế kỷ XIX

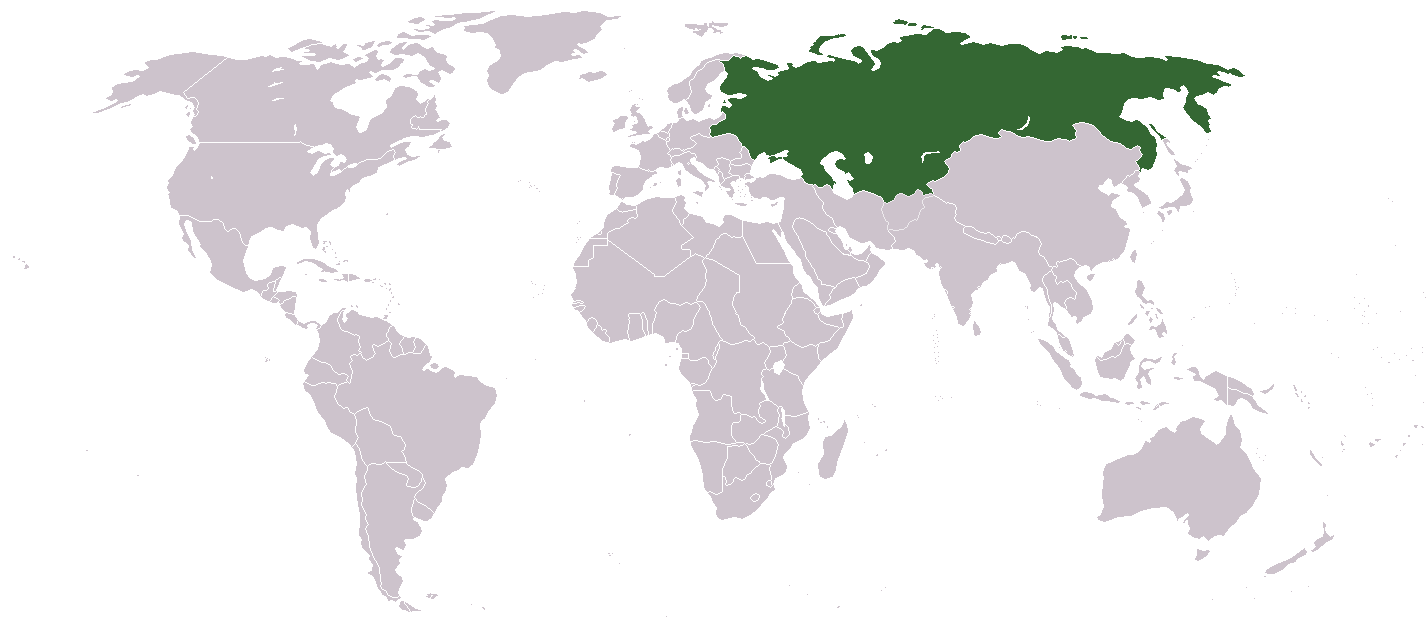
Đế quốc Nga năm 1914

Đến cuối thế kỷ 19, diện tích của đế quốc này là 22.800.000 km² (khoảng 1/6 diện tích đất của Trái Đất). Đối thủ duy nhất về diện tích rộng lớn này vào thời đó là Đế quốc Anh. Tuy nhiên, vào thời này, đa số dân số sống ở phần nước Nga thuộc châu Âu. Hơn 100 dân tộc khác nhau sống trong Đế quốc Nga, với dân tộc chính là người Nga chiếm 45% dân số. Năm 1914, Đế quốc Nga bao gồm 81 tỉnh (guberniya) và 20 vùng (oblast). Các nước chư hầu và lãnh thổ bảo hộ của Đế quốc Nga bao gồm Tiểu Hồi quốc Bukhara, Hãn quốc Khiva và sau năm 1914 còn có Tuva (Uriankhai).

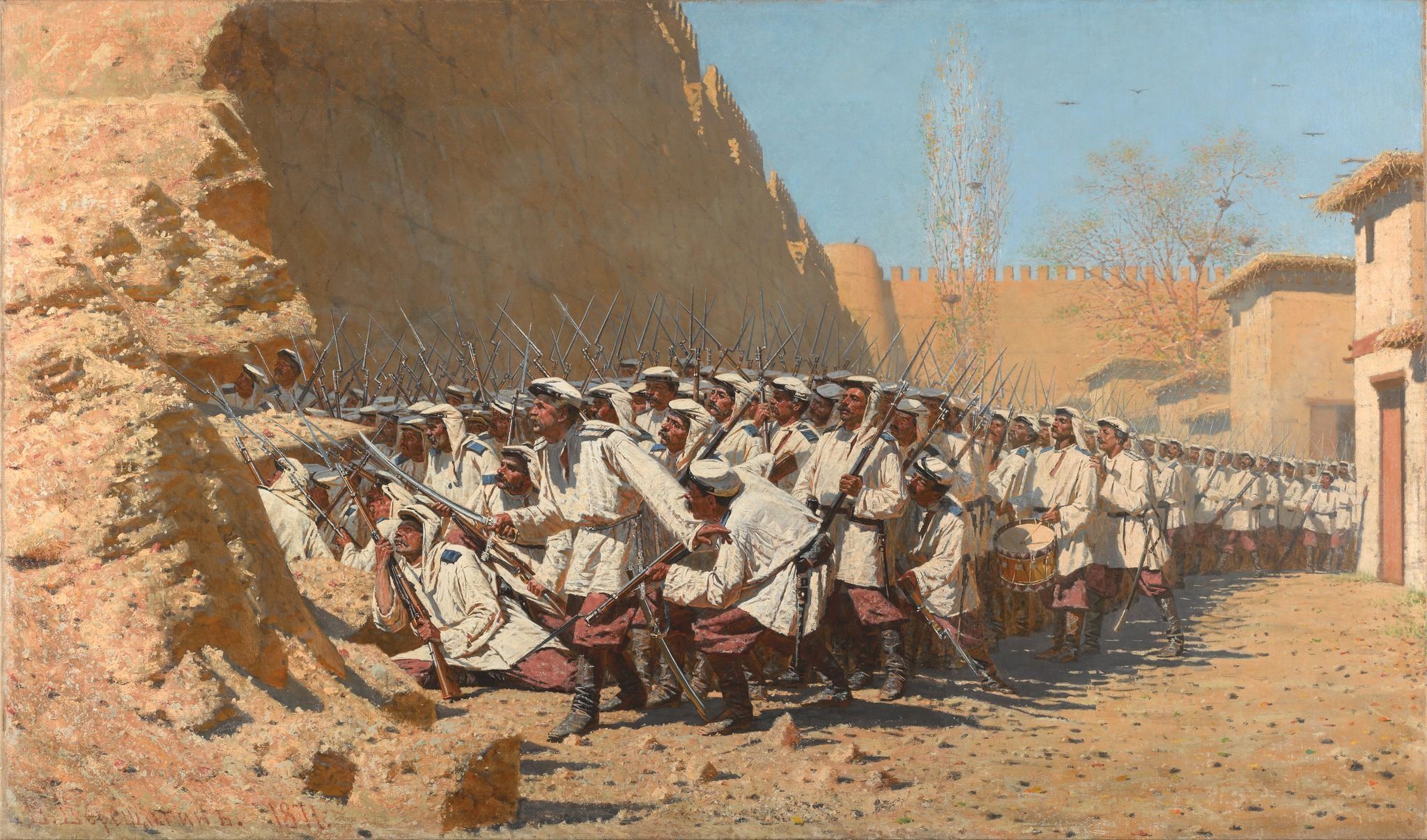
Quân Nga xâm lược Khiva, Uzbekistan, Trung Á năm 1871

Ngoài lãnh thổ của Nga hiện nay, trước năm 1917, Đế quốc Nga bao gồm phần lớn lãnh thổ của các quốc gia sau: Ukraina, (Dnepr Ukraina và Krym), Belarus, Moldova (Bessarabia), Phần Lan (Đại công quốc Phần Lan), Armenia, Azerbaijan, Gruzia, các quốc gia Trung Á: Kazakhstan, Kyrgyzstan, Tajikistan, Turkmenistan và Uzbekistan (Russkii Turkestan), phần lớn lãnh thổ của Litva, Estonia và Latvia (các tỉnh Baltic), cũng như một phần đáng kể của Ba Lan (Vương quốc Ba Lan) và tỉnh Ardahan, Artvin, tỉnh Iğdır, và tỉnh Kars từ Thổ Nhĩ Kỳ. Trong thời kỳ từ năm 1742 tới năm 1867, Đế quốc Nga tuyên bố Alaska là thuộc địa của mình.
Đế quốc Nga theo chế độ quân chủ chuyên chế tuyệt đối và cha truyền con nối do Hoàng đế chuyên chính (Sa hoàng) của họ Romanov đứng đầu. Chính thống giáo Nga là tôn giáo chính thức của đế quốc và Sa hoàng kiểm soát thông qua Hội đồng Thánh giáo. Các thần dân của đế quốc Nga được phân biệt theo sosloviye, hay đẳng cấp xã hội (giai cấp) như "dvoryanstvo" (quý tộc), tăng lữ, thương nhân, Cossack và nông dân. Các dân tộc bản địa ở Siberi và Trung Á được đăng ký chính thức như là một hạng gọi là "inorodtsy"(không-Slav, nghĩa văn chương là: "người có nguồn gốc khác").
Sau khi lật đổ chế độ quân chủ trong cuộc Cách mạng tháng Hai năm 1917, Nga được chính phủ lâm thời tuyên bố là một nước cộng hòa, vị Sa hoàng Nga cuối cùng, Nikolai II phải thoái vị.

### Đầu thế kỷ XX

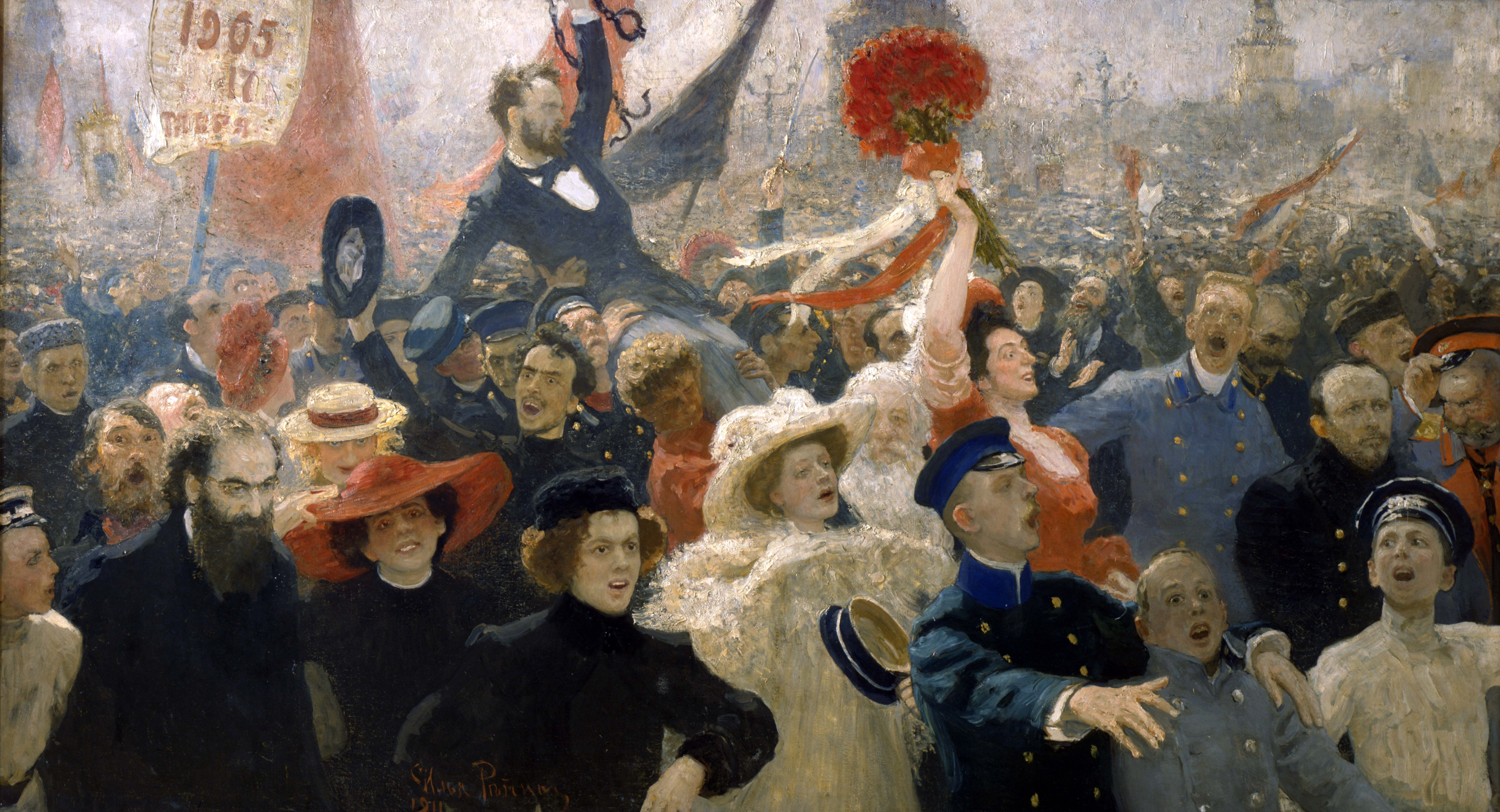
Một cảnh trong cuộc cách mạng đầu tiên của Nga, bởi Ilya Repin.

Năm 1894, Aleksandr III qua đời, ngai vàng chuyển cho con trai ông, Nikolai II người đã cam kết giữ lại chế độ dân chủ mà cha ông đã để lại cho ông. Nikolai II tỏ ra không hiệu quả như một người cai trị và cuối cùng triều đại của ông bị lật đổ bởi cuộc cách mạng. Các cách mạng công nghiệp bắt đầu cho thấy ảnh hưởng đáng kể ở Nga, nhưng nước này vẫn ở nông thôn và người nghèo.
Ở cánh hữu, các yếu tố tự do giữa các nhà tư bản công nghiệp và giới quý tộc tin vào cải cách xã hội hòa bình và chế độ quân chủ lập hiến, hình thành Đảng Dân chủ Lập hiến hoặc Kadet.
Ở cánh tả, Đảng Cách mạng Xã hội (SRS) đã kết hợp truyền thống Narodnik và ủng hộ việc phân bổ đất đai cho những người thực sự làm việc đó - nông dân. Một nhóm cấp tiến khác là Đảng Lao động Dân chủ Xã hội Nga, số mũ của Chủ nghĩa Marx ở Nga. Đảng Dân chủ Xã hội khác với SRs ở chỗ họ tin rằng một cuộc cách mạng phải dựa vào công nhân đô thị, chứ không dựa vào nông dân.
Năm 1903, tại Đại hội lần thứ hai của Đảng Lao động Dân chủ Xã hội Nga tại Luân Đôn, đảng chia thành hai cánh: Menshevik dần dần và những người Bolshevik cấp tiến hơn. Những người Menshevik tin rằng tầng lớp lao động Nga không phát triển đủ và chủ nghĩa xã hội chỉ có thể đạt được sau một thời kỳ tư sản dân chủ. Họ do đó có xu hướng đồng minh với các lực lượng của chủ nghĩa tự do tư sản. Những người Bolshevik, dưới sự lãnh đạo của Vladimir Lenin, ủng hộ ý tưởng hình thành một tầng lớp nhỏ của những nhà cách mạng chuyên nghiệp, chịu kỷ luật mạnh mẽ, hoạt động như tiên phong của vô sản để nắm bắt quyền lực bằng vũ lực.
Thất bại trong cuộc Chiến tranh Nga-Nhật (1904–1905) là một cú đánh lớn cho chế độ Sa hoàng và làm tăng thêm tiềm năng cho tình trạng bất ổn. Vào tháng 1 năm 1905, một vụ việc được gọi là "Chủ nhật đẫm máu" xảy ra khi Cha Georgy Gapon dẫn một đám đông khổng lồ đến Cung điện Mùa đông ở Sankt-Peterburg để trình kiến kiến nghị cho Sa hoàng. Khi đám rước đến cung điện, binh sĩ nổ súng trên đám đông, giết chết hàng trăm người. Khối lượng người Nga rất tức giận về vụ thảm sát mà một cuộc tổng công kích đã được tuyên bố đòi hỏi một nước cộng hòa dân chủ. Điều này đánh dấu sự khởi đầu của cuộc cách mạng năm 1905. Liên Xô (Hội đồng công nhân) xuất hiện ở hầu hết các thành phố để chỉ đạo hoạt động cách mạng. Nga bị tê liệt, và chính phủ đã tuyệt vọng.
Vào tháng 10 năm 1905, Nikolai II miễn cưỡng ban Tuyên ngôn Tháng Mười nổi tiếng, thừa nhận việc thành lập một Duma Quốc gia (lập pháp) được gọi là không chậm trễ. Quyền bỏ phiếu đã được gia hạn và không có luật nào để trở thành chung cuộc mà không có sự xác nhận của Duma. Các nhóm trung bình đã hài lòng. Nhưng các nhà xã hội chủ nghĩa từ chối các nhượng bộ là không đủ và cố gắng tổ chức các cuộc đình công mới. Đến cuối năm 1905, đã có sự phân biệt giữa các nhà cải cách, và vị trí của vị Sa hoàng đã được củng cố trong thời gian này.

### Chiến tranh, cách mạng, sụp đổ
- 1. Cộng hòa Xã hội chủ nghĩa Xô viết Bessarabia
- 2. Cộng hòa Xô viết Biển Đen
- 3. Cộng hòa Xô viết Nhân dân Khorezm
- 4. Cộng hòa xã hội chủ nghĩa Xô viết tự trị Krym
- 5. Vương quốc Phần Lan
- 6. Cộng hòa Xã hội chủ nghĩa Xô viết Galicia
- 7. Cộng hòa Xô viết Kuban
- 8. Cộng hòa Xã hội chủ nghĩa Xô viết tự trị Moldavia
- 9. Cộng hòa Xô viết Naissaar
- 10. Cộng hòa Xã hội chủ nghĩa Xô viết tự trị Miền núi
- 11. Cộng hòa Xô viết Stavropol
- 12. Tổng cục Taurida
- 13. Cộng hòa Xã hội chủ nghĩa Xô viết tự trị Đức Volga
- 14. Cộng hòa Dân chủ Armenia
- 15. Cộng hòa Dân chủ Azerbaijan
- 16. Cộng hòa Nhân dân Belarus
- 17. Cộng hòa Viễn Đông
- 18. Cộng hòa Dân chủ Gruzia
- 19. Cộng hòa Nhân dân Ukraina
- 20. Nhà nước Idel-Ural
- 21. Imamate Dagestan
- 22. Vùng tự trị Karakalpak
- 23. Bắc Ingria
- 24. Cộng hòa Trung Litva
- 25. Cộng hòa Nhân dân Tuva
- 26. Cộng hòa Xã hội chủ nghĩa Xô viết tự trị Turkestan
- 27. Đệ Nhị Cộng hòa Ba Lan
- 28. Cộng hòa Estonia
- 29. Cộng hòa Latvia
- 30. Cộng hòa Litva
- 31. Cộng hòa Nhân dân Kirghizia
- 32. Cộng hòa Nhân dân Turkmenia
- 33. Cộng hòa Xã hội chủ nghĩa Xô viết tự trị Turkestan
- 34. Cộng hòa Xô viết Nhân dân Bukhara
- 35. Cộng hòa Xã hội chủ nghĩa Xô viết Liên bang Nga
- 36. Cộng hòa Xô viết Odessa, tiền thân của Cộng hòa Xã hội chủ nghĩa Xô viết Bessarabia

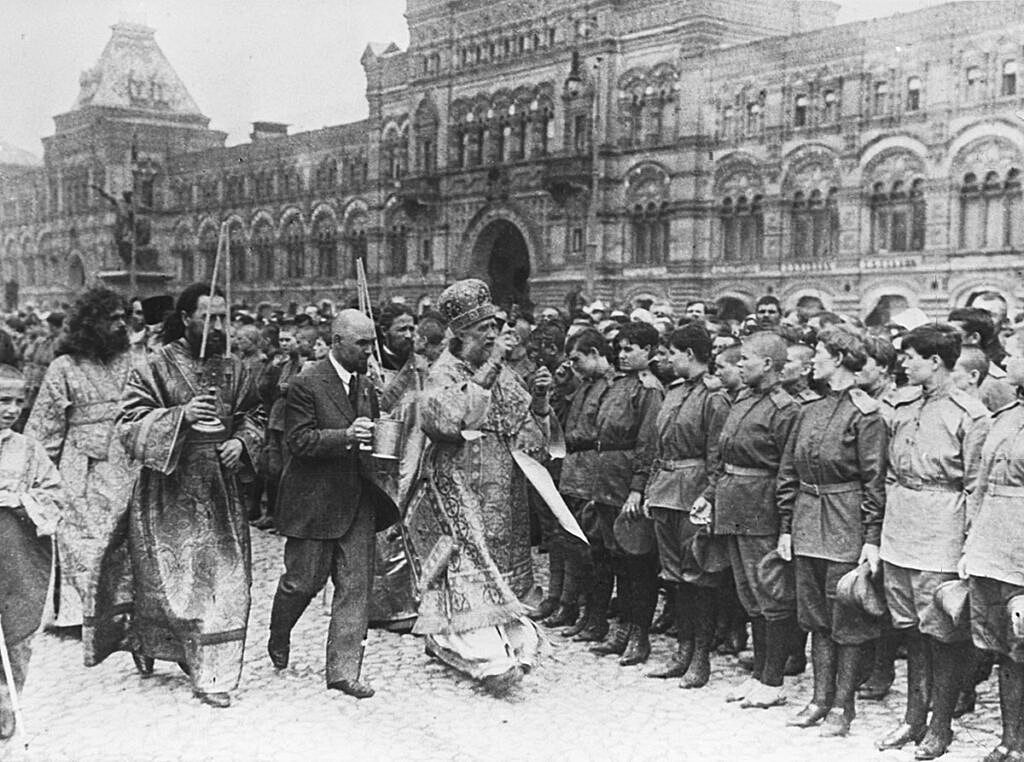
Patriarch Tikhon ở Moskva năm 1917

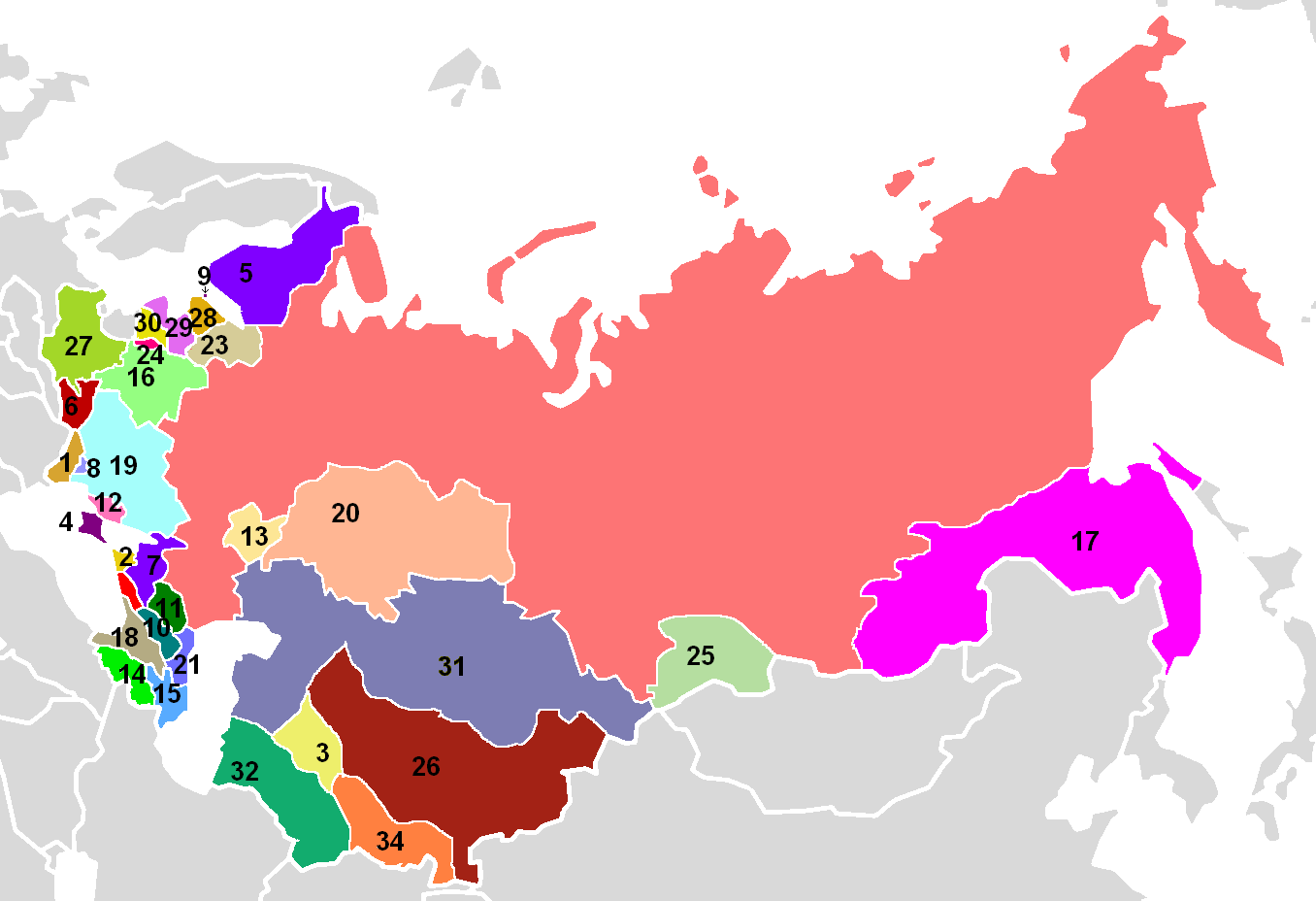
Bản đồ các quốc gia nổi lên sau sự tan rã của Đế quốc Nga

Sa hoàng Nikolai II đưa nước Nga bước vào Thế chiến I với sự nhiệt tình và lòng yêu nước, với sự bảo vệ của những người Slav chính thống của Nga, người Serb. Vào tháng 8 năm 1914, Quân đội Nga xâm lược Đông Phổ của Đức và chiếm một phần đáng kể Galicia do Áo kiểm soát để hỗ trợ người Serbia và đồng minh của họ - người Pháp và Anh. Vào tháng 9 năm 1914, để giảm áp lực lên Pháp, người Nga buộc phải ngăn chặn một cuộc tấn công thành công chống lại Đế quốc Áo-Hung ở Galicia để tấn công Silesia do Đức nắm giữ. Sự đảo ngược quân sự và thiếu hụt trong dân số dân sự đã sớm làm suy yếu phần lớn dân số. Sự kiểm soát của Đức đối với Biển Baltic và sự kiểm soát của Đức-Ottoman tại Biển Đen đã cắt đứt Nga khỏi hầu hết các nguồn cung cấp nước ngoài và các thị trường tiềm năng của Nga.
Vào giữa năm 1915, tác động của chiến tranh đã mất tinh thần. Thực phẩm và nhiên liệu bị thiếu hụt, thương vong ngày càng tăng và lạm phát đã được gắn kết. Các cuộc đình công đã tăng lên giữa các công nhân nhà máy trả lương thấp, và có những báo cáo rằng nông dân, những người muốn cải cách quyền sở hữu đất đai, không yên. Cuối cùng, Sa hoàng đã quyết định đích thân chỉ huy quân đội và di chuyển về phía trước, để vợ của ông, Hoàng hậu Alexandra của Nga phụ trách ở thủ đô. Bệnh tật của con trai bà, Alexei đã khiến bà tin tưởng vào người nông dân Siberia Grigori Rasputin (1869–1916), người đã thuyết phục gia đình hoàng gia rằng ông sở hữu sức mạnh chữa bệnh có thể chữa trị cho Aleksei. Ông đã đạt được ảnh hưởng to lớn nhưng không thay đổi bất kỳ quyết định quan trọng nào. Vụ ám sát ông vào cuối năm 1916 bởi một nhóm các quý tộc đã khôi phục danh dự của họ nhưng không thể khôi phục lại uy tín bị mất của Sa hoàng.
Người Bolshevik nói "không có sự sáp nhập, không bồi thường" và kêu gọi công nhân chấp nhận các chính sách của Liên Xô và yêu cầu chấm dứt chiến tranh. Vào ngày 3 tháng 3 năm 1917, một cuộc đình công được tổ chức tại một nhà máy ở thủ đô Sankt-Peterburg; trong vòng một tuần gần như tất cả các công nhân trong thành phố đã nhàn rỗi, và chiến đấu đường phố nổ ra.
Chế độ Sa hoàng đã bị lật đổ bởi cuộc Cách mạng tháng 2 năm 1917. Alexander Rabinowitch lập luận rằng: "Cuộc cách mạng tháng 2 năm 1917... phát triển từ bất ổn chính trị và kinh tế trước chiến tranh, lạc hậu công nghệ và các đơn vị xã hội cơ bản, cùng với sự quản lý yếu kém của nỗ lực chiến tranh, tiếp tục đánh bại quân sự, xáo trộn kinh tế trong nước, và những vụ bê bối thái quá xung quanh chế độ quân chủ."
Geoff Swain nói rằng: "Chính phủ đầu tiên được thành lập sau Cách mạng tháng 10 năm 1917, với một ngoại lệ, được tạo thành từ những người tự do." Với quyền lực của mình bị phá hủy, Nikolai II thoái vị vào ngày 2 tháng 3 năm 1917. Việc hành quyết gia đình Romanov thực thi dưới tay của những người Bolshevik sau năm 1918.

## Lãnh thổ

### Ranh giới

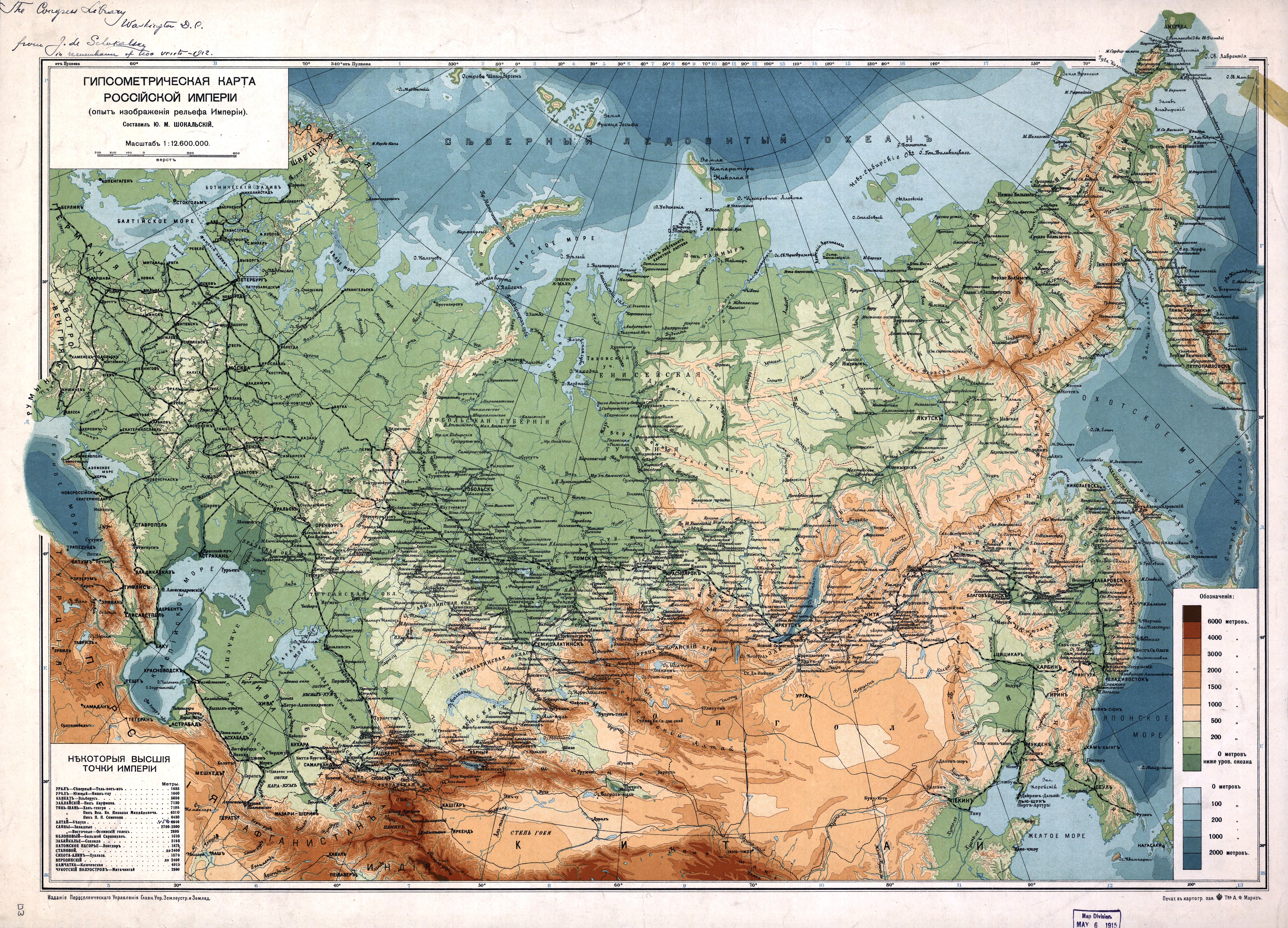
Đế quốc Nga năm 1912.

Ranh giới hành chính của Nga Châu Âu, ngoài Phần Lan và Phần Lan, trùng khớp với giới hạn tự nhiên của các vùng đồng bằng Đông Âu. Ở miền Bắc, nó gặp Bắc Băng Dương. Novaya Zemlya và Đảo Kolguyev và Vaygach cũng thuộc về nó, nhưng Biển Kara được gọi là Siberia. Ở phía Đông, nó có các lãnh thổ người châu Á của đế quốc, Siberia và các thảo nguyên Kyrgyz, từ cả hai đều được phân cách bởi dãy núi Ural, sông Ural và biển Caspi - ranh giới hành chính, tuy nhiên, một phần mở rộng sang châu Á trên sườn núi Siberia của Ural. Về phía Nam, nó có Biển Đen và ngoại Kavkaz, bị tách ra khỏi sông bởi sự trầm cảm của sông Manych, trong thời kỳ hậu Pliocen nối biển Azov với biển Caspi. Ranh giới phía tây hoàn toàn là thông thường: nó vượt qua Bán đảo Kola từ vịnh Geirangerfjord đến vịnh Bothnia. Từ đó nó chạy đến đầm phá Curonia ở phía nam biển Baltic, và từ đó đến cửa sông Danube, lấy một vòng quét tròn lớn về phía tây để ôm lấy Ba Lan, và tách Nga khỏi Phổ, Áo Galicia và România.
Đây là một đặc điểm đặc biệt của nước Nga vì nó có ít cửa hàng miễn phí đến vùng biển mở khác ngoài bờ biển băng giá của Bắc Băng Dương. Các vết lõm sâu của vịnh Bothnia và Phần Lan được bao quanh bởi lãnh thổ Phần Lan về dân tộc, và nó chỉ nằm ở đầu của vịnh sau mà người Nga đã chiếm chỗ đứng vững chắc bằng cách dựng lên thủ đô của họ ở cửa Sông Neva. Vịnh Riga và vịnh Baltic cũng thuộc về lãnh thổ mà không nơi sinh sống của người Slav, nhưng bởi Baltic và người Phần Lan và bởi Đức. Bờ biển phía đông của Biển Đen thuộc về ngoại Kavkaz, một dãy núi lớn tách nó khỏi Nga. Nhưng ngay cả tấm biển này cũng là biển nội địa, cửa ngõ duy nhất trong đó, Bosphorus, nằm trong tay nước ngoài, trong khi biển Caspi, một hồ nước rộng lớn, hầu như giáp với sa mạc, sở hữu tầm quan trọng hơn như một liên kết giữa Nga và Người châu Á định cư hơn là một kênh giao hợp với các nước khác.

### Biên giới
Các biên giới hành chính của Nga ở châu Âu, ngoài Phần Lan, trùng với biên giới tự nhiên của châu Âu. Ở phía bắc, nó giáp với Bắc Băng Dương; các đảo Novaya Zemlya, Kolguyev và Vaigach cũng thuộc về Châu Âu, nhưng Biển Kara đã được bao gồm trong khu vực Siberia. Về phía đông là các thảo nguyên Siberia và thảo nguyên Kyrgyz, trong đó Châu Âu được phân cách bởi Biển Caspi, Sông Ural và dãy núi Ural; tuy nhiên, các thống đốc của Perm, Ufa và Orenburg, mở rộng sang phía bên kia của Dãy Ural. Phía nam kéo dài Biển Đen và vùng Ngoại Kavkaz, sau đó được tách ra theo địa lý bởi sông Manych, trong giai đoạn hậu-piocen nối biển Azov với biển Caspi. Biên giới phía tây hoàn toàn thông thường: nó vượt qua bán đảo Kola, từ vịnh hẹp Varanager đến vịnh Bothnia; do đó trên bờ biển cho đến khi Niemen, nơi nó đã được thâm nhập vào biên giới giữa Ba Lan và Phổ (Đế quốc Đức), Galicia (Đế quốc Áo-Hung) và cho đến khi Sông Prut ở biên giới với România.

### Cứu trợ

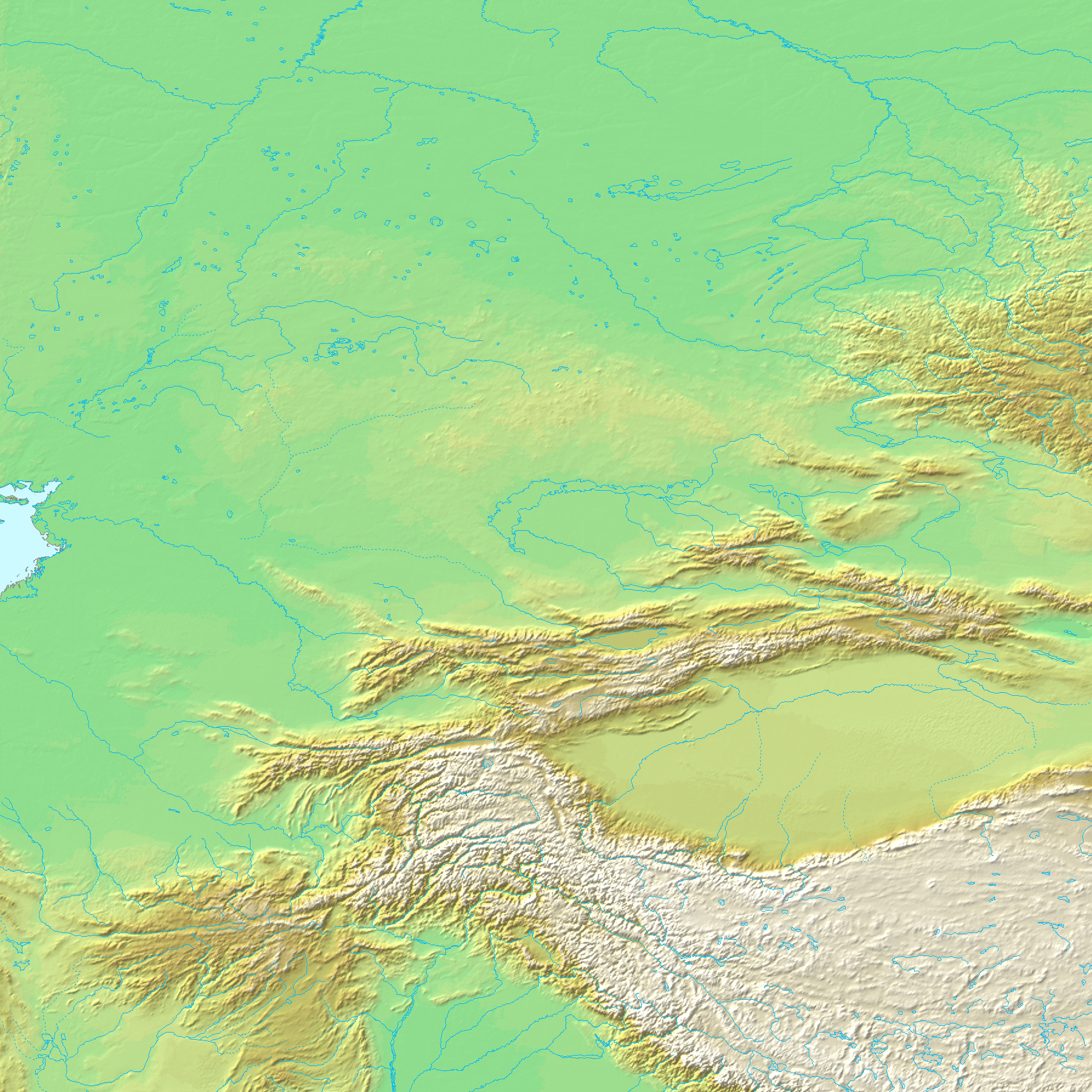
Cứu trợ địa hình Serbia

Việc cứu trợ được đặc trưng bởi địa hình Siberia như một đồng bằng lớn trên khắp lục địa Châu Á. Lãnh thổ được vượt qua bởi các hệ thống núi non dài như dãy Ural, dãy núi Kavkaz, xác định sự phân chia giữa châu Âu và châu Á, dãy núi Altai ở Siberia, dãy núi Anadyr, dãy núi Chersky, dãy núi Dzhugdzhur, dãy núi Gidan, dãy núi Koryak, dãy núi Sayan, Tannu-Ola, Verkhoyansk và Yablonoi, ở phía nam là vùng Caspi và vùng đồng bằng Trung Á.

### Địa lý
Vào cuối thế kỷ 19, kích thước của đế quốc là khoảng 22.800.000 km vuông (8.803.129 sq mi) hoặc gần 1/6 diện tích đất của Trái Đất; đối thủ duy nhất của nó về kích thước tại thời điểm đó là Đế quốc Anh. Tuy nhiên, tại thời điểm này, phần lớn dân số sống ở Châu Âu của Nga. Hơn 100 dân tộc khác nhau sống ở Đế quốc Nga, với dân tộc Nga chiếm khoảng 45% dân số.

### Mở rộng lãnh thổ
Ngoài gần như toàn bộ lãnh thổ của Nga hiện đại, trước năm 1917, Đế quốc Nga bao gồm hầu hết các Dnipropetrovsk, Belarus, Bessarabia, Đại Công quốc Phần Lan, Armenia, Azerbaijan, Gruzia, các quốc gia Trung Á của Nga Turkestan, hầu hết các thống đốc Baltic, cũng như một phần đáng kể của Vương quốc Ba Lan và Ardahan, Artvin, Iğdır, Kars và phần đông bắc của tỉnh Erzurum từ Đế quốc Ottoman.
Giữa năm 1742 và 1867, Công ty Nga-Mỹ đã quản lý Alaska – làm thuộc địa. Công ty cũng thành lập các khu định cư ở Hawaii, bao gồm cả Pháo đài Elizabeth (1817), và xa về phía nam ở Bắc Mỹ là thuộc địa Pháo đài Ross (được thành lập năm 1812) tại quận Sonoma, California ngay phía bắc San Francisco. Cả Pháo đài Ross và Sông Nga ở California đều có tên của họ từ những người định cư Nga, những người đã tuyên bố trong một khu vực tuyên bố cho đến năm 1821 bởi người Tây Ban Nha như là một phần của Tân Tây Ban Nha.
Sau thất bại của Thụy Điển trong cuộc Chiến tranh Phần Lan 1808–1809 và việc ký kết Hiệp ước Fredrikshamn ngày 17 tháng 9 năm 1809, nửa phía đông của Thụy Điển, khu vực sau đó trở thành Phần Lan được đưa vào Đế quốc Nga như một công quốc tự trị. Sóng thần cuối cùng đã kết thúc lên cầm quyền Phần Lan như một vị vua bán hiến pháp thông qua Toàn quyền Phần Lan và một Thượng viện dân cư do ông bổ nhiệm. Tuy nhiên, Hoàng đế không bao giờ công nhận rõ ràng Phần Lan là một quốc gia hiến pháp, mặc dù các đối tượng Phần Lan của ông đã xem xét Đại công tước là một.

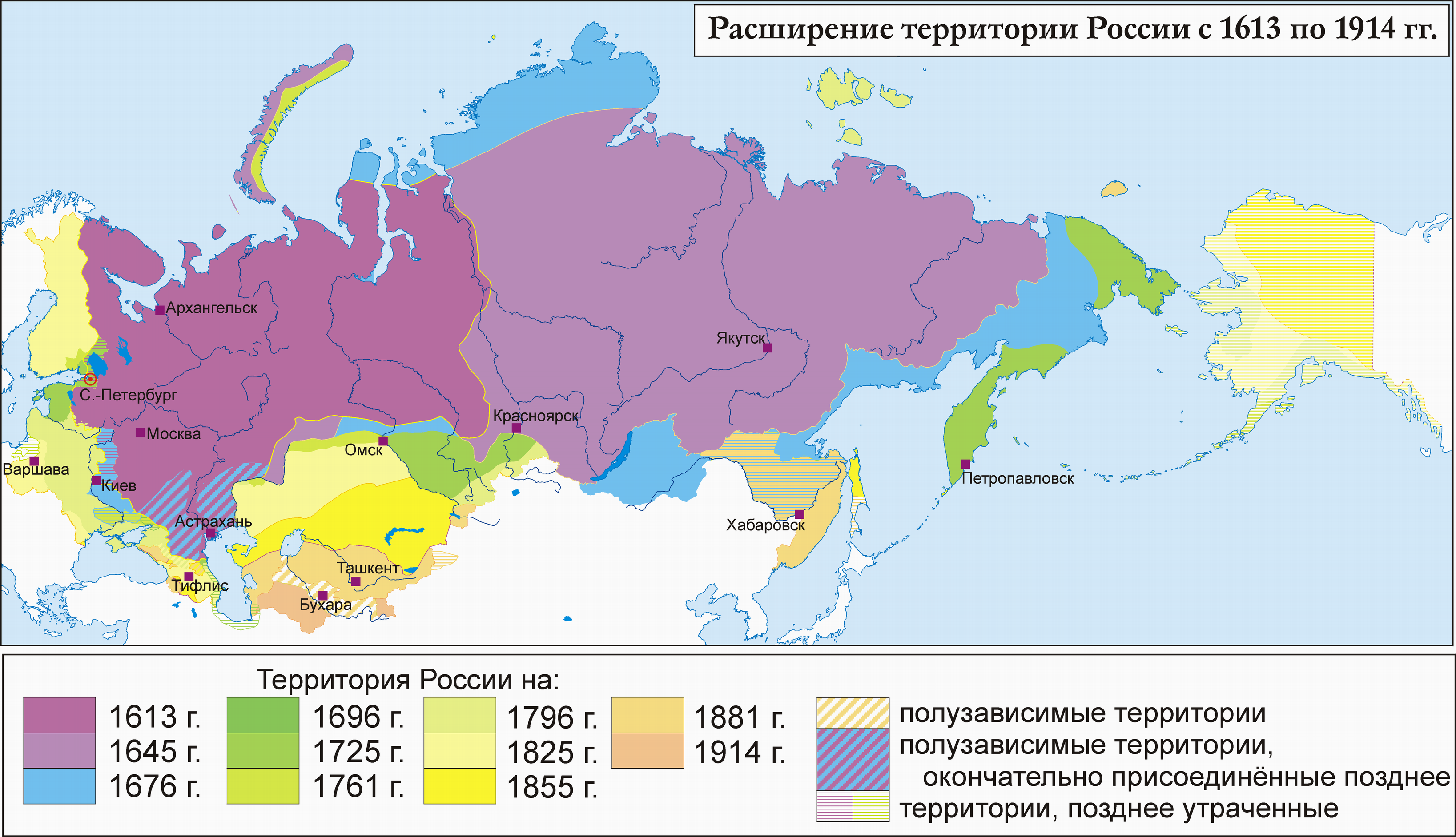
Sự mở rộng của Nga giữa 1613 và 1914.

Hai điểm tách biệt nhất, trong số nhiều điểm mà đế quốc chinh phục và/hoặc thuộc địa là 10.000 km trên một đường trắc địa (tức là đường ngắn hơn giữa hai điểm trên bề mặt Trái Đất). Đó là: ở phía tây biên giới với Brandenburg, sau đó đến Đế quốc Đức, gần thành phố Poznań được đánh dấu bởi sông Warta; và trong sự mở rộng của nó trên khắp nước Mỹ (xem Công ty Nga-Mỹ) lan rộng trên Đảo Vancouver (trong một thời gian tranh tụng giữa Nga, Tân Tây Ban Nha và Vương quốc Anh) và ở Alaska thành phố hiện tại của nó là Ketchikan cho đến (giữa 1811-1841) sở hữu một nhà máy và sức mạnh ở Alta: Pháo đài Ross là khu định cư cực nam ở Mỹ.

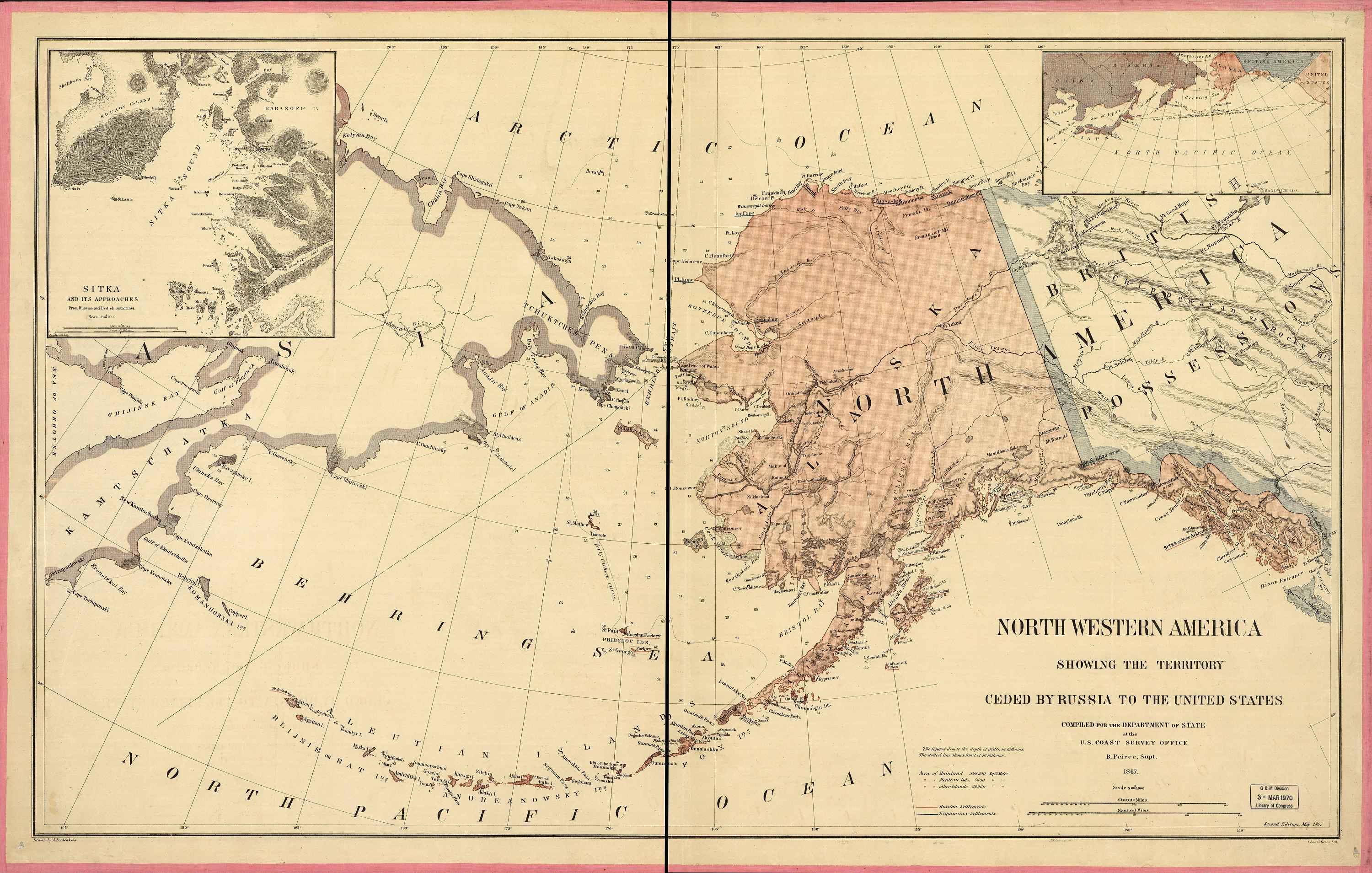
Lãnh thổ Nga mở rộng ra Châu Mỹ

Mặt khác, Nga duy trì ở vùng Viễn Đông châu Á Quần đảo Kuril, cách Đảo Hokkaidō ở Nhật Bản vài kilômét về phía Đông Bắc, và ở Châu Đại Dương cũng có một số nỗ lực mở rộng bị thất vọng bởi hành động chung của các cường quốc khác (chủ yếu là Vương quốc Anh, Hoa Kỳ và Nhật Bản); trong số những nỗ lực này là bảo hộ tạm thời (năm 1818) trên Đảo Kauai và thành lập thuộc địa trên Quần đảo Bonin trong nửa sau của thế kỷ XIX. Năm 1889, nhà thám hiểm người Nga Nikolai Ivanovich Ashynov đã cố gắng thiết lập một thuộc địa của Nga ở Châu Phi, Sagallo, nằm trong Vịnh Tadjoura (Djibouti ngày hay) Tuy nhiên, nỗ lực này khiến Pháp bực bội, người đã gửi hai tàu chiến chống lại thuộc địa Sau một kháng chiến ngắn, thuộc địa đầu hàng và những người định cư Nga bị trục xuất đến Odessa.
Tuy nhiên, sự phát triển quá mức của Đế quốc Nga bắt đầu gây phiền nhiễu và một vài thế kỷ trước Solzhenitsyn, họ đã tự hỏi liệu, có thể gọi đến không gian vô hạn, Nga không có nguy cơ mất đi sức mạnh và linh hồn của nó.
Đế quốc Nga đã có khoảng 14 múi giờ, từ Ba Lan đến lãnh thổ Yukon của Canada ngày nay.

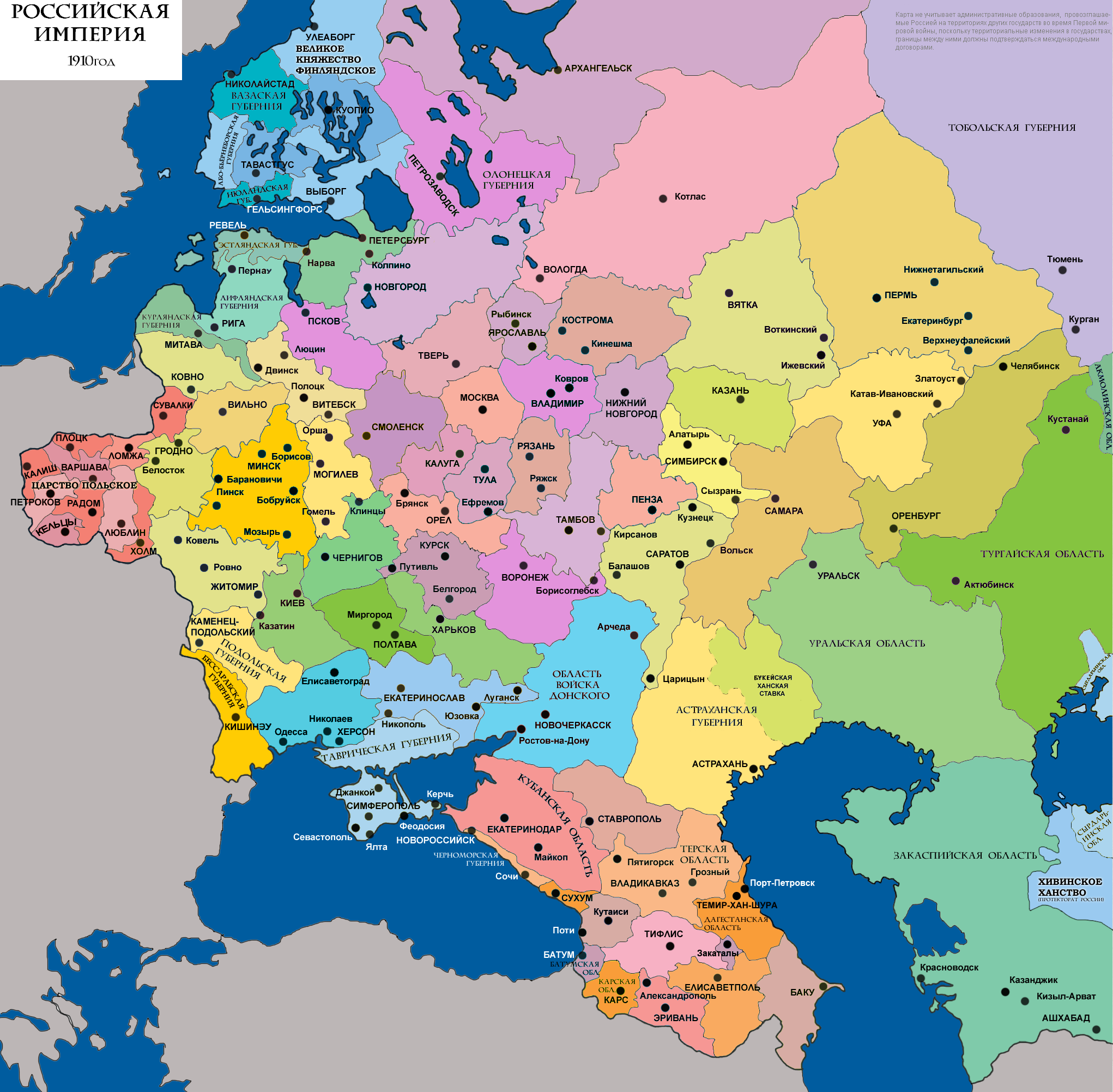
Bản đồ tổng đốc của Đế quốc Tây Nga năm 1910

Sau hậu quả của Chiến tranh Nga-Thổ Nhĩ Kỳ (1806-1812), và Hiệp ước Bucharest (1812) tiếp theo, các phần phía đông của Công quốc Moldavia, một quốc gia chư hầu của Ottoman, cùng với một số khu vực trước đây dưới sự cai trị trực tiếp của Ottoman, sự cai trị của đế quốc. Khu vực này (Bessarabia) nằm trong số những lãnh thổ cuối cùng của Đế quốc Nga ở châu Âu. Tại Đại hội Viên (1815), Nga đã giành được chủ quyền đối với Quốc hội Ba Lan, trên giấy tờ là một Vương quốc tự trị trong liên minh cá nhân với Nga. Tuy nhiên, quyền tự chủ này đã bị xói mòn sau một cuộc nổi dậy vào năm 1831, và cuối cùng đã bị bãi bỏ vào năm 1867.
Sankt-Peterburg dần dần mở rộng và củng cố sự kiểm soát của nó đối với Ngoại Kavkaz trong thế kỷ 19 với chi phí của Ba Tư thông qua các cuộc Chiến tranh Nga-Ba Tư (1804-1813)/(1826-1828) và các hiệp ước tiếp theo của Gulistan và Turkmenchay, cũng như thông qua Chiến tranh Đại chủng Âu (1817–1864).
Đế quốc Nga mở rộng tầm ảnh hưởng và tài sản của mình ở Trung Á, đặc biệt là vào cuối thế kỷ 19, chinh phục phần lớn Người Thổ Nhĩ Kỳ của Nga năm 1865 và tiếp tục thêm lãnh thổ vào cuối năm 1885.
Những hòn đảo Bắc Cực mới được phát hiện đã trở thành một phần của Đế quốc Nga khi những nhà thám hiểm Nga tìm thấy chúng: Quần đảo Tân Siberia từ đầu thế kỷ 18; Severnaya Zemlya ("Vùng đất hoàng đế Nikolai II") đầu tiên được lập bản đồ và tuyên bố cuối năm 1913.
Trong Thế chiến I, Nga đã chiếm giữ một phần nhỏ của Đông Phổ, sau đó là một phần của Đức; một phần đáng kể của Áo Galicia; và những phần quan trọng của Armenia thuộc Ottoman. Trong khi Liên bang Nga hiện đại kiểm soát tỉnh Kaliningrad, bao gồm phần phía bắc của Đông Phổ, điều này khác với khu vực bị bắt giữ bởi Đế quốc vào năm 1914, mặc dù có một số trùng lặp: Gusev (Gumbinnen ở Đức) là nơi đầu tiên chiến thắng của Nga.

#### Mở rộng lãnh thổ đến phía Nam

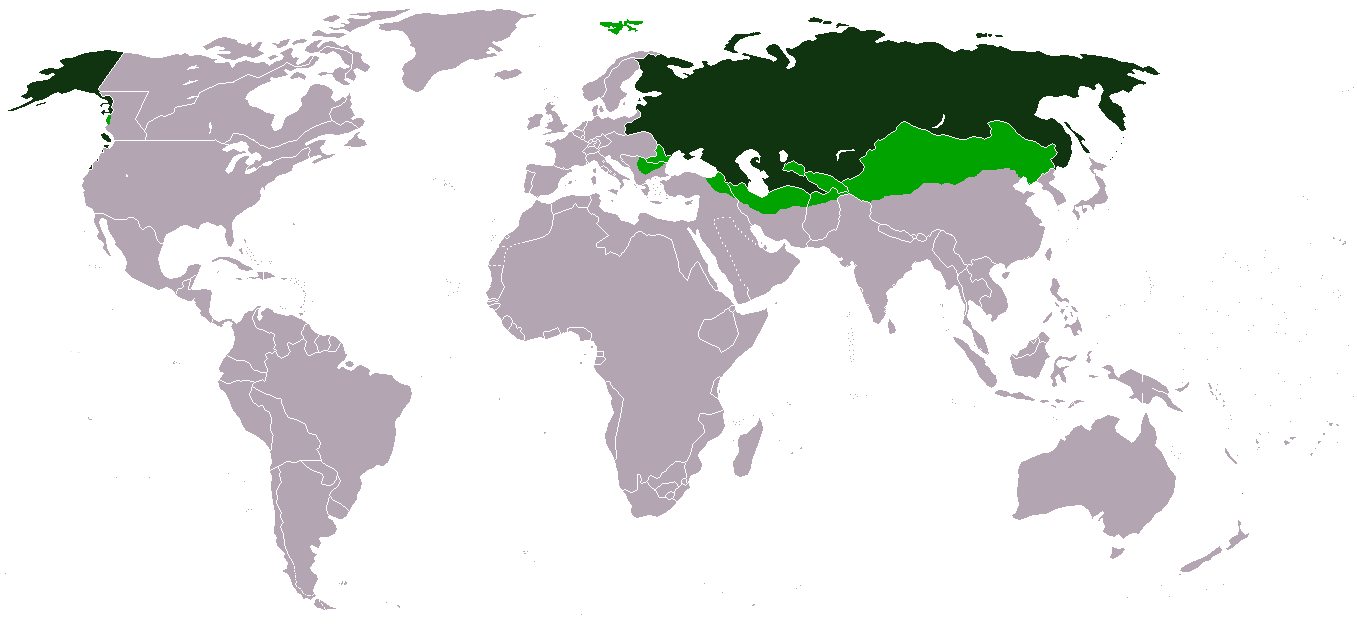
Đế quốc Nga năm 1866; trong lãnh thổ xanh nhạt dưới ảnh hưởng.

Đế quốc Nga tiếp tục, dưới triều đại của ông và của những người kế nhiệm của ông, sự mở rộng của nó ở vùng Ngoại Kavkaz và hướng tới miệng của Sông Danube, gây thiệt hại cho Đế quốc Ba Tư và Đế quốc Ottoman. Gruzia tự nguyện gia nhập Đế quốc trong năm 1801. Phần phía đông của Công quốc Moldavia (chư hầu của Đế quốc Ottoman) được sáp nhập vào năm 1812 và tạo thành ngảnh thủ công nghiệp của Bessarabia. Armenia, Dagestan và một phần của Azerbaijan đang sáp nhập trong 1813 vào cuối cuộc xung đột kéo dài bốn năm với Đế quốc Ba Tư. Về cái chết của Aleksandr (1825) các quan chức cải cách, những người cách mạng, đã vô vọng đòi hỏi một cuộc cải cách chế độ quân chủ theo nghĩa hiến pháp. Nỗ lực này tại các sĩ quan nổi dậy từ tầng lớp quý tộc cũng sẽ phục vụ như một mô hình cho nhiều trí thức Nga trong thế kỷ tiếp theo, lấy cảm hứng từ triết lý của Hegel hoặc Kropotkin. Năm 1829, Đế quốc Nga được Đế quốc Ottoman nhượng quyền cho Bouches du Danube, đánh dấu sự khởi đầu của quá trình độc lập của các quần Thế kỷtô giáo trong vùng. Nikolai I thích tăng trưởng kinh tế tốt, nhưng tăng cường bộ máy đàn áp. Ông tàn bạo nghiền nát cuộc nổi dậy vũ trang của Ba Lan (1831). Sự sụp đổ của Đế quốc Ottoman, mà gợi lên những ham muốn của các cường quốc Châu Âu, đang gây ra một cuộc xung đột giữa Nga và cường quốc Châu Âu khác, Anh trong tâm trí, và Pháp người trở lại cảnh: các cuộc Chiến tranh Krym. Đánh bại ở Sevastopol (1856), Aleksandr II, sự kế thừa của Nikolai I, phải cung cấp cho phía Nam Bessarabia với miệng của Sông Danube và mất quyền của đoạn giữa Biển Đen và Địa Trung Hải. Một cuộc xung đột chiến thắng cuối cùng với Đế quốc Ottoman (1878) cho phép ông lấy lại quyền truy cập vào Sông Danube và hoàn thành cuộc chinh phục của vùng Ngoại Kavkaz. Nga cũng có được sự sáng tạo ở vùng Balkan của Vương quốc Bulgaria, và sự công nhận của Người Ottoman độc lập của Serbia và România. Sự gia tăng này ảnh hưởng hồi sinh sự thù địch của Vương quốc Anh (The Great Game) và gây mất lòng tin của Đế quốc Áo-Hung, người lo ngại sự hồi sinh của Slav nam trong lãnh thổ của mình, và đó chính kéo dài ở vùng Balkan.
Nhiều cuộc tranh tài chống lại tầng lớp quý tộc đã hạ cánh trong nợ nần và do đó gắn liền với hệ thống chế độ, diễn ra trong giai đoạn này. Ngành công nghiệp này đang phát triển chủ yếu trong lĩnh vực khai thác và dệt may nhưng vẫn còn xa phía sau Vương quốc Anh và Đức (khoảng 600 000 công nhân vào khoảng năm 1860). Một nhóm thương nhân mới và các nhà công nghiệp nhỏ - thường là các cựu thanh niên được giải phóng bởi sự cứu chuộc - xuất hiện, nhưng con số của nó tương đối nhỏ.
Giáo dục đang lan rộng giữa các tầng lớp thượng lưu và nhiều trường trung học được thành lập. Các văn học Nga biết mình "Thời hoàng kim" với nhà văn lớn như Pushkin, Nikolai Gogol và Turgenev, v.v... mà phản ánh đau khổ của xã hội Nga. Sự bùng nổ văn hóa này cũng mở rộng đến kiến trúc và âm nhạc (Mikhaïl Glinka).

#### Nỗ lực cải cách
Aleksandr II cố gắng rút ra bài học từ thất bại của Chiến tranh Krym. Quốc gia này, hiện có diện tích 22,8 triệu km² và có 60 triệu dân, bị tàn tật bởi hoạt động cổ xưa của nó. cải cách cơ cấu hiện nay là do hoàng đế: các biện pháp quan trọng nhất là bãi bỏ chế độ nông nô vào năm 1861 trong đó bao gồm giải thưởng cho các nông nô cựu đất, thường quá nhỏ để nuôi, giá cả nợ dài hạn đối với nhà nước. Hội đồng địa phương, - zemstvo - được tạo ra từ năm 1864: được trang bị sức mạnh cho phép họ quản lý các vấn đề địa phương và xây dựng đường sá, trường học và bệnh viện, họ có thể tăng thuế để tài trợ cho họ. Loại cấu trúc này sau đó được mở rộng đến các thành phố (đô thị duma). Cuối cùng, mã pháp lý giới thiệu các thủ tục truy tố và quốc phòng và tạo ra một tư pháp độc lập cho cấp huyện. Tuy nhiên, các cải cách sẽ thúc đẩy bạo lực của các nhóm người hư vô trí tuệ. Aleksandr II cuối cùng đã bị nhóm khủng bố Narodnaya Volia giết vào tháng 3 năm 1881.
Dưới triều đại của mình, đế quốc tiếp tục mở rộng thuộc địa ở Trung Á: sau khi sáp nhập đất Kazakhstan hoàn thành vào năm 1847, ba Hãn quốc lãnh thổ Uzbekistan (Kokand, Bukhara và Khiva) đã bị chinh phục trong ba thập kỷ tới và sáp nhập hoặc được bảo hộ (1876). Sự tiến bộ này đặt các giới hạn của Đế quốc Nga tại các cửa của Đế quốc Anh ở Ấn Độ, và cũng tiếp tục mở rộng về phía đông về phía nam. Sự căng thẳng (Trận đánh lớn) giữa hai nước sẽ vẫn rất sống động cho đến khi đạt được một thỏa thuận vào năm 1907 (hội nghị Anh-Nga). Ba Lan nêu ra không thành công vào năm 1863. Trong Đông Nam, những lợi ích Đế quốc trong năm 1876 của các cuộc nổi dậy của Bosnia, được kết thúc bằng một cuộc tấn công chống lại Đế quốc Ottoman. Tuy nhiên, cuộc xung đột này khiến các nhà đầu tư lo ngại vì Thổ Nhĩ Kỳ, bất chấp thất bại của mình, từ chối ký giao thức được lập ở Luân Đôn bởi các cường quốc: trong một tháng, khoản vay công của Pháp mất 4 điểm, Ý thêm 6 điểm và Nga thêm 11 điểm.

### Lãnh thổ hoàng gia

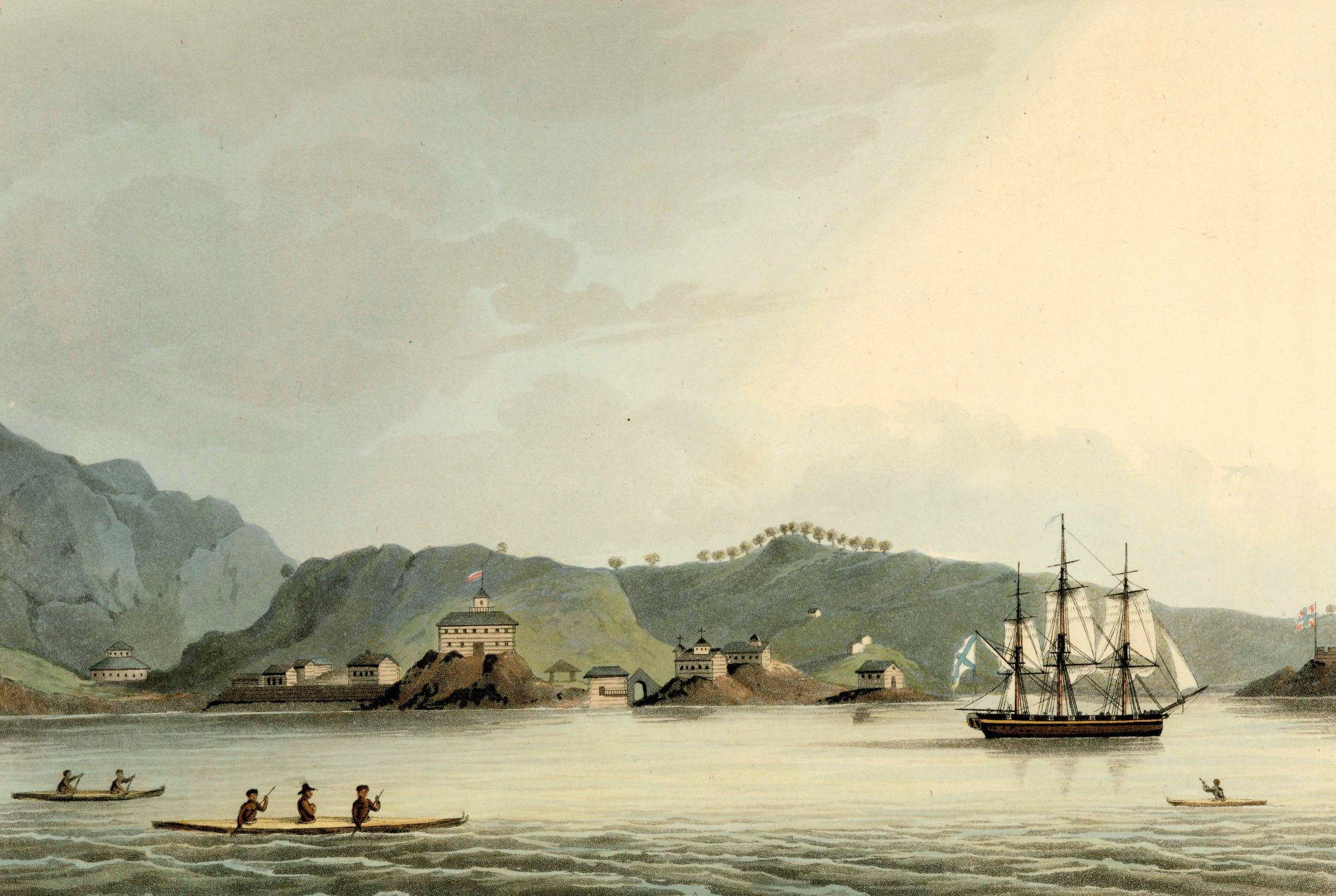
Khu định cư của Nga tại Cảng St. Paul (thị trấn Kodiak ngày nay), Đảo Kodiak

Theo bài báo thứ nhất của Luật hữu cơ, Đế quốc Nga là một trạng thái không thể phân chia được. Ngoài ra, bài báo thứ 26 nói rằng "Với ngai vàng của Đế quốc Nga là không thể phân chia Vương quốc Lập hiến Ba Lan và Đại Công quốc Phần Lan". Mối quan hệ với Đại Công quốc Phần Lan cũng được điều chỉnh bởi bài báo thứ hai, "Đại công quốc Phần Lan, là một phần không thể tách rời của nhà nước Nga, trong các vấn đề nội bộ được điều chỉnh bởi các quy định đặc biệt tại cơ sở luật đặc biệt" và luật 10 tháng 6 năm 1910.
Từ năm 1744 đến năm 1867, đế quốc cũng kiểm soát Nga Mỹ. Ngoại trừ lãnh thổ này - Alaska ngày nay - Đế quốc Nga là một khối đất liền kề nhau bao trùm Châu Âu và Châu Á. Ở đây, nó khác với các Đế quốc kiểu thuộc địa đương đại. Kết quả của điều này là trong khi Đế quốc thuộc địa Anh và Pháp đã từ chối trong thế kỷ 20, Đế quốc Nga giữ một phần lớn lãnh thổ của nó, trước tiên là Liên Xô, và sau này là một phần của Nga ngày nay cũng như Cộng đồng các quốc gia độc lập.
Hơn nữa, Đế quốc tại các vùng lãnh thổ nhượng quyền kiểm soát, đặc biệt là lãnh thổ Quan Đông Châu và đường sắt phía Đông của Trung Quốc, cả hai đều thừa nhận bởi Nhà Thanh Trung Quốc, cũng như một sự nhượng bộ ở Thiên Tân. Xem các giai đoạn kiểm soát ngoài hành tinh Đế quốc quan hệ Đế quốc Nhật Bản - Đế quốc Nga.
Năm 1815, Tiến sĩ Schäffer, một doanh nhân người Nga, đã đến Kauai và đàm phán một hiệp ước bảo vệ với thống đốc đảo Kaumualii, chư hầu của vua Kamechameha I, nhưng Sa hoàng Nga từ chối phê chuẩn hiệp ước. Xem thêm Giáo hội Chính thống ở Hawaii và Pháo đài Nga Elizabeth.
Năm 1889, một nhà thám hiểm người Nga, Nikolay Ivanovitch Achinov, đã cố gắng thiết lập một thuộc địa của Nga ở châu Phi, Sagallo, nằm trên Vịnh Tadjoura ở Djibouti ngày nay. Tuy nhiên, nỗ lực này khiến người Pháp giận dữ, người đã gửi hai chiếc tàu chiến chống lại thuộc địa. Sau một kháng chiến ngắn, thuộc địa đầu hàng và những người định cư Nga bị trục xuất đến Odessa.

## Chính phủ và quản trị
Từ sáng tạo ban đầu cho đến cuộc cách mạng năm 1905, Đế quốc Nga đã được kiểm soát bởi Sa hoàng/hoàng đế của nó như một vị vua tuyệt đối, dưới sự thống trị của chế độ dân chủ tự trị. Sau cuộc cách mạng năm 1905, Nga đã phát triển một loại chính phủ mới, trở nên khó phân loại. Trong Almanach de Gotha năm 1910, Nga đã được mô tả như là "chế độ quân chủ lập hiến theo một chuyên chế Nga hoàng". Điều này mâu thuẫn trong điều kiện đã chứng minh sự khó khăn của việc xác định chính xác hệ thống, về cơ bản chuyển tiếp và trong khi đó là sui generis, được thành lập tại Đế quốc Nga sau tháng 10 năm 1905". Trước ngày này, luật cơ bản của Nga mô tả quyền lực của Hoàng đế là "độc đoán và không giới hạn". Sau tháng 10 năm 1905, trong khi phong cách hoàng gia vẫn là "Hoàng đế và độc tài toàn Nga", các luật cơ bản đã được sửa đổi bằng cách loại bỏ từ vô hạn khi hoàng đế giữ lại nhiều đặc quyền cũ của ông, bao gồm cả một quyền phủ quyết tuyệt đối trên tất cả các luật, ông cũng đồng ý với việc thành lập một nghị viện được bầu, mà không có sự đồng ý của họ, không có luật nào được ban hành tại Nga, không phải là chế độ ở Nga đã trở thành một nghĩa địa thực sự, ít nghị viện hơn nhiều. Cho dù chế độ dân chủ này bị hạn chế vĩnh viễn bởi những thay đổi mới, hoặc chỉ theo quyết định tiếp tục của đảng tự trị, trở thành chủ đề tranh cãi nóng bỏng giữa các bên xung đột trong tiểu bang. Tạm thời, sau đó, Hệ thống chính phủ Nga có thể được định nghĩa là "chế độ quân chủ hạn chế dưới một hoàng đế độc tài".

### "Hoàng đế" hoặc "Sa hoàng"
Pyotr Đại đế thay đổi danh hiệu Sa quốc từ năm 1721, khi ông được tuyên bố là Hoàng đế toàn Nga. Trong khi những người cai trị sau này giữ danh hiệu này, người cai trị Nga thường được gọi là Sa hoàng hoặc Nữ hoàng cho đến khi sự sụp đổ của Đế quốc trong Cách mạng Tháng Hai năm 1917. Trước khi ban hành Tuyên ngôn Tháng Mười, Hoàng đế đã cai trị như một vị vua tuyệt đối, chỉ có hai giới hạn về quyền hạn của mình (cả hai đều nhằm bảo vệ hệ thống hiện có): Hoàng đế và phối ngẫu của ông đều thuộc về Giáo hội Chính thống Nga, và ông phải tuân theo luật kế vị (Luật Pauline) do Pavel I thiết lập. Ngoài ra, sức mạnh của Nga Chuyên quyền hầu như vô hạn.

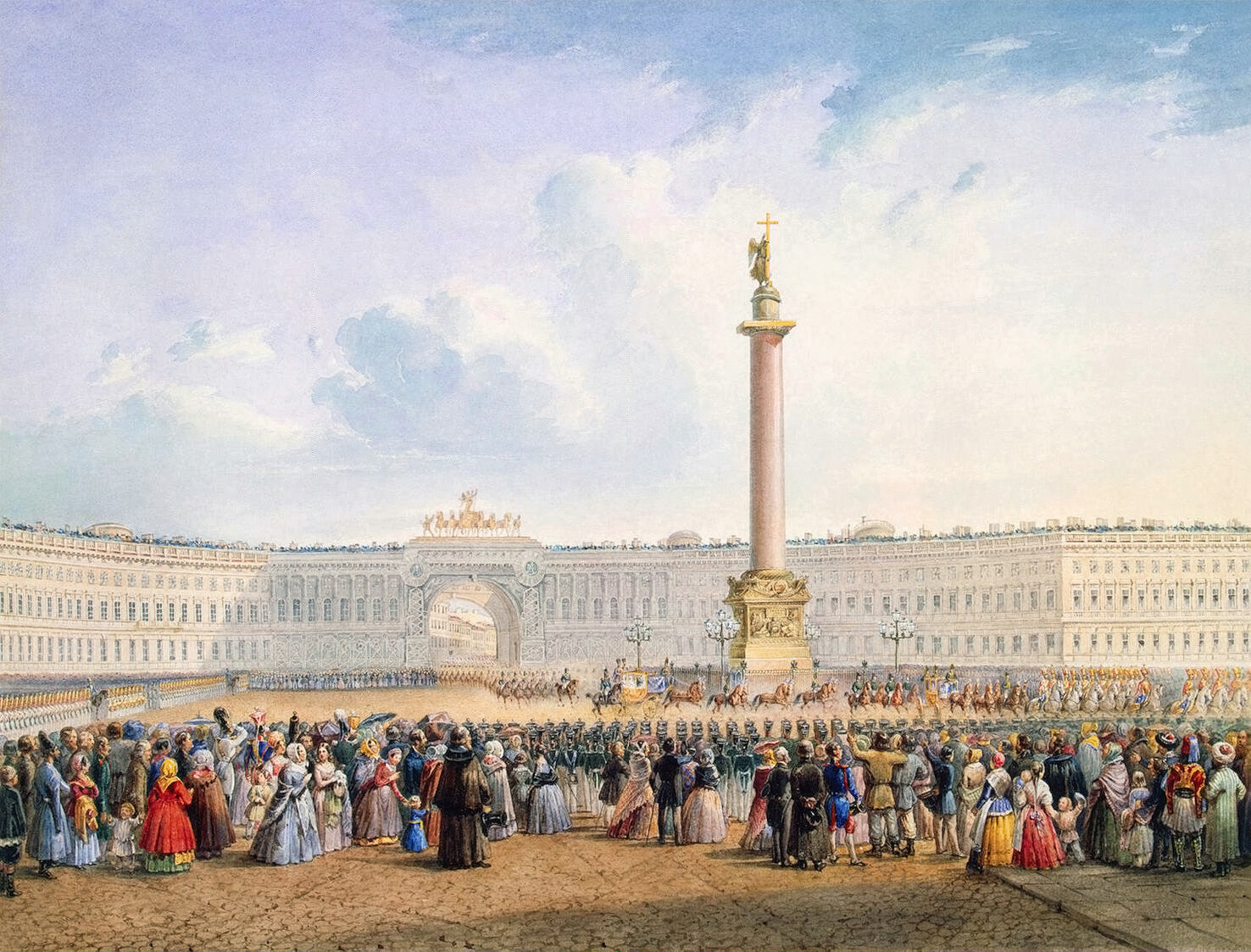
Tòa nhà trên quảng trường Quảng trường cung điện đối diện Cung điện Mùa đông là trụ sở của Tổng Tham mưu Quân đội. Ngày nay, nó có trụ sở của Tây Quân đội / Chiến lược chung Bộ chỉ huy Tây.

Vào ngày 17 tháng 10 năm 1905, tình hình đã thay đổi: Hoàng đế tự nguyện hạn chế quyền lực lập pháp của mình bằng cách tuyên bố mà không có biện pháp là để trở thành luật mà không cần sự đồng ý của Hoàng đế Duma, một đại biểu quốc hội bầu cử tự do thành lập bởi Luật Organic ban hành ngày 28 tháng 4 năm 1906. Tuy nhiên, Hoàng đế vẫn giữ quyền giải tán Duma mới thành lập, và ông thực hiện quyền này nhiều hơn một lần. Ông cũng giữ nguyên quyền phủ quyết tuyệt đối đối với tất cả luật pháp, và chỉ có ông mới có thể bắt đầu bất kỳ thay đổi nào đối với Luật Hữu cơ. Các bộ trưởng của ông chỉ chịu trách nhiệm với ông, chứ không phải cho Duma hay bất kỳ cơ quan nào khác, mà có thể đặt câu hỏi nhưng không loại bỏ chúng. Vì vậy, trong khi sức mạnh của Hoàng đế bị giới hạn trong phạm vi sau ngày 28 tháng 4 năm 1906, nó vẫn còn ghê gớm.

### Hội đồng Hoàng gia

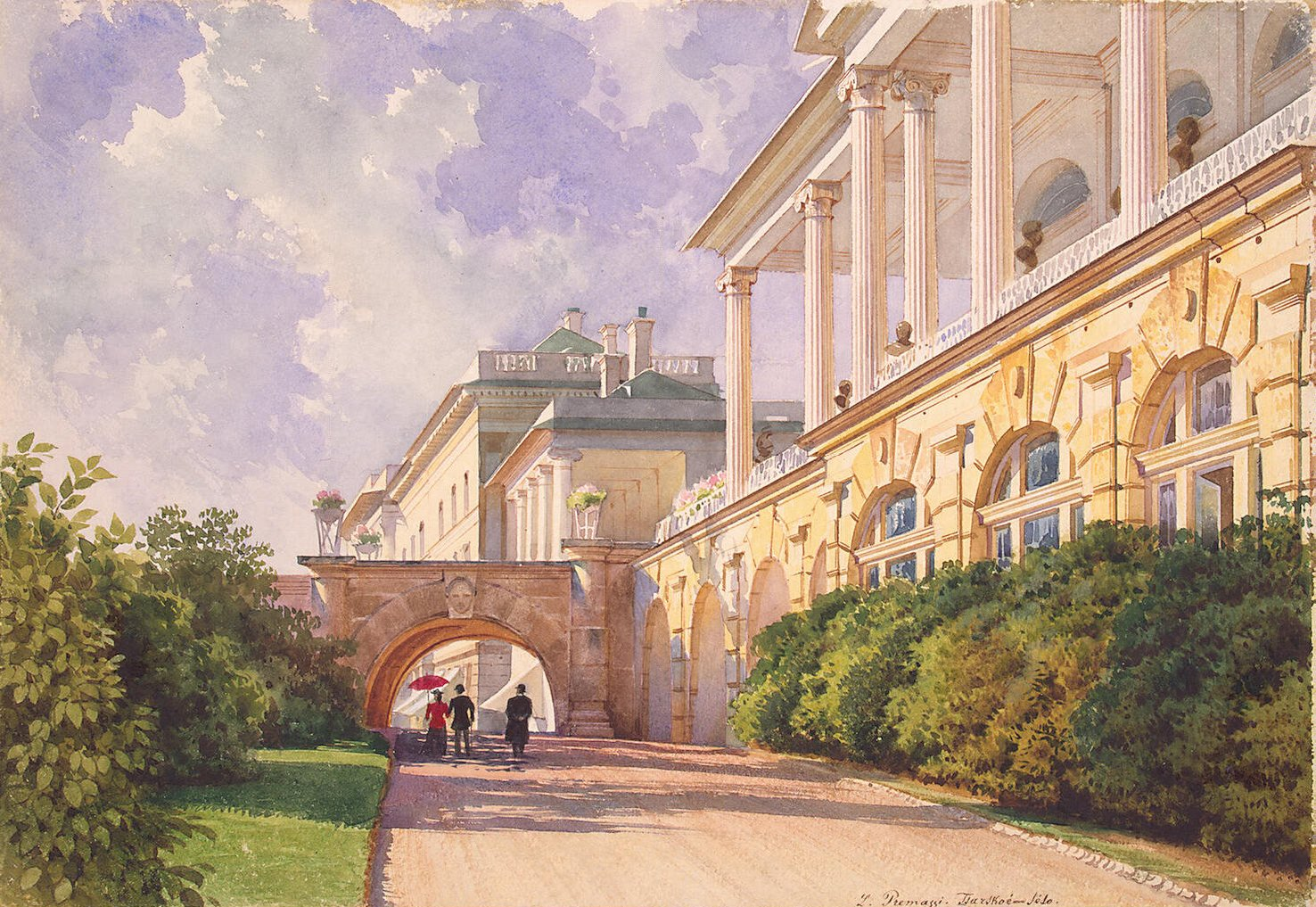
Điện Yekaterina, tọa lạc tại sa hoàng Selo, là nơi cư trú mùa hè của gia đình hoàng gia. Nó được đặt tên theo Hoàng hậu Yekaterina I, người trị vì từ 1725 đến 1727.

Theo Luật Cơ bản sửa đổi của Nga ngày 20 tháng 2 năm 1906, Hội đồng Đế quốc được liên kết với Duma với tư cách là Thượng viện lập pháp; từ thời điểm này quyền lực lập pháp đã được thực hiện bình thường bởi Hoàng đế chỉ trong buổi hòa nhạc với hai phòng. Hội đồng Đế quốc, hoặc Hội đồng Hoàng gia, được tái lập cho mục đích này, gồm 196 thành viên, trong đó 98 người được Hoàng đế đề cử, trong khi 98 người được bầu chọn. Các bộ trưởng, cũng được đề cử, là cựu bộ đồng các thành viên. Trong số các thành viên được bầu, 3 người được các giáo sĩ "đen" trả về, 3 bởi giáo sĩ "trắng" (seculars), 18 bởi các tập đoàn quý tộc, 6 bởi học viện khoa học và các trường đại học, 6 các phòng thương mại, 6 bởi các hội đồng công nghiệp, 34 bởi các chính phủ có zemstvo, 16 bởi những người không có zemstvo, và 6 của Ba Lan. Là một cơ quan lập pháp, quyền hạn của Hội đồng đã được phối hợp với những người của Duma; tuy nhiên, trong thực tế, nó hiếm khi bắt đầu pháp luật.

### Thống nhất Duma và hệ thống bầu cử

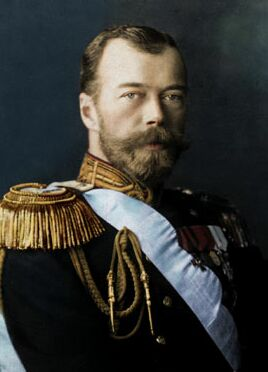
Nikolai II là Hoàng đế cuối cùng của Nga, trị vì từ 1894 đến 1917.

Duma của Đế quốc hoặc Hoàng đế Duma (tiếng Nga: Государственная Дума, đã Latinh hoá: Gosudarstvennaya Duma), thành lập Hạ viện của quốc hội Nga, bao gồm (kể từ khi ukaz 2 tháng 6 năm 1907) của 442 thành viên, được bầu bởi một quá trình cực kỳ phức tạp. Các thành viên đã được chế tác để bảo đảm một phần lớn người giàu (đặc biệt là các tầng lớp đất đai) và cũng cho đại diện của các dân tộc Nga với chi phí của các quốc gia. Mỗi tỉnh của Đế quốc, trừ Trung Á, đã trả lại một số lượng thành viên nhất định; thêm vào đó là những người được nhiều thành phố lớn trả về. Các thành viên của Duma đã được lựa chọn bởi các trường đại học bầu cử và những người này, lần lượt, được bầu vào hội đồng của ba lớp: chủ sở hữu đất đai, công dân và nông dân. Trong những hội đồng này, những người sở hữu giàu có nhất ngồi trong người trong khi những người chủ sở hữu thấp hơn được đại diện bởi các đại biểu. Dân số đô thị được chia thành hai loại theo sự giàu có chịu thuế,Thống đốc. Các nông dân đã được đại diện bởi các đại biểu của các phân khu trong khu vực được gọi là chọn volosts. Người lao động được đối xử đặc biệt với mọi mối quan tâm công nghiệp sử dụng năm mươi tay hoặc hơn bầu một hoặc nhiều đại biểu đến đại học bầu cử.
Trong chính trường đại học, việc bỏ phiếu cho Duma là do lá phiếu bí mật và một phần lớn đơn giản được thực hiện trong ngày. Vì phần lớn bao gồm các yếu tố bảo thủ (các chủ đất và các đại biểu đô thị), các tiến bộ có ít cơ hội đại diện để tiết kiệm cho điều khoản tò mò rằng một thành viên ít nhất trong mỗi chính phủ sẽ được chọn từ mỗi năm lớp đại diện trong trường đại học. Duma có bất kỳ yếu tố căn bản nào chủ yếu là do nhượng quyền thương mại đặc biệt được hưởng bởi bảy thị trấn lớn nhất – Sankt-Peterburg, Moskva, Kiev, Odessa, Riga và các thành phố Ba Lan của Warsaw và Łódź. Những người này đã bầu các đại biểu của họ trực tiếp đến Duma, mặc dù phiếu bầu của họ đã được phân chia (trên cơ sở tài sản chịu thuế) theo cách như vậy để tạo lợi thế cho sự giàu có, mỗi người trả lại cùng số lượng đại biểu.

### Hội đồng Bộ trưởng

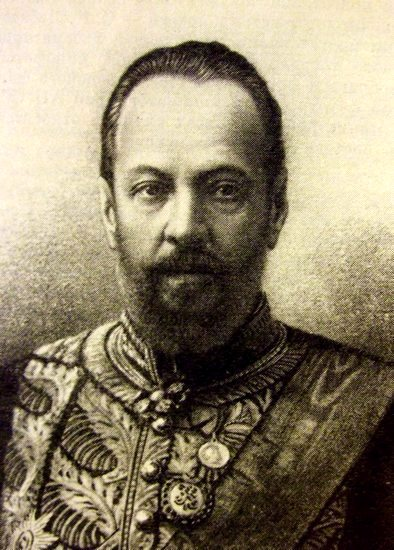
Sergei Vitte, Chủ tịch Hội đồng Bộ trưởng đầu tiên (1905–1906)

Theo luật ngày 18 tháng 10 năm 1905, để giúp Hoàng đế trong quyền quản lý tối cao, một Hội đồng Bộ trưởng (Sovyet Ministrov) đã được thành lập, dưới một vị chủ tịch bộ trưởng, lần đầu tiên xuất hiện của một Thủ tướng Nga. Hội đồng này bao gồm tất cả các Bộ trưởng và của người đứng đầu các chính quyền chính, các Bộ ngành được chia như sau:
- Bộ Triều đình
- Bộ Ngoại giao;
- Bộ Chiến tranh;
- Bộ Hải quân;
- Bộ Tài chính;
- Bộ Thương mại và Công nghiệp (thành lập năm 1905);
- Bộ Nội vụ (bao gồm cảnh sát, y tế, kiểm duyệt và báo chí, bưu điện, điện báo, tôn giáo nước ngoài, thống kê);
- Bộ Nông nghiệp và Tài sản Nhà nước;
- Bộ cách truyền thông;
- Bộ Tư pháp;
- Bộ Giác ngộ Quốc gia.

### Thượng Hội đồng thánh Nhất

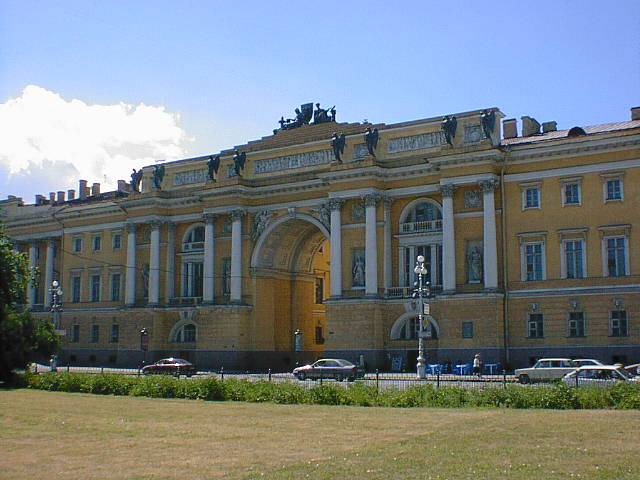
Trụ sở Thượng viện và Hạ viện - ngày nay là Tòa án Hiến pháp Liên bang Nga tại Quảng trường Thượng viện ở Sankt-Peterburg.

Thượng Hội đồng thánh Nhất (được thành lập năm 1721) là cơ quan chính phủ tối cao của Giáo hội Chính thống giáo Nga. Nó được chủ trì bởi một giám thị giáo dân, đại diện cho Hoàng đế, và bao gồm ba đô thị của Moskva, Sankt Peterburg và Kiev, tổng giám mục của Gruzia, và một số giám mục đang ngồi luân phiên.

### Thượng viện
Thượng viện (Pravitelstvuyushchi Senat, tức là chỉ huy hoặc cai trị thượng viện), ban đầu được thành lập trong quá trình cải cách chính phủ của Pyotr I, bao gồm các thành viên được Hoàng đế đề cử. Nhiều chức năng của nó được thực hiện bởi các phòng ban khác nhau mà nó được chia. Đó là tòa án tối cao của băng; một văn phòng kiểm toán, một tòa án công lý cao cho tất cả các tội phạm chính trị; một trong các phòng ban của nó đáp ứng các chức năng của một trường đại học'. Nó cũng có thẩm quyền tối cao trong tất cả các tranh chấp phát sinh từ chính quyền của Đế quốc, đặc biệt là sự khác biệt giữa các đại diện của quyền lực trung ương và các cơ quan được bầu của chính quyền địa phương. Cuối cùng, nó đã ban hành luật mới, một chức năng về mặt lý thuyết đã cho nó một sức mạnh giống như của Tòa án Tối cao Hoa Kỳ, từ chối các biện pháp không phù hợp với luật cơ bản.

### Các đơn vị hành chính

Phân cấp hành chính Đế quốc Nga năm 1914

Đối với chính quyền, Nga đã được chia (vào năm 1914) thành 81 tỉnh (guberniyas), 20 vùng, và 1 huyện. Các chư hầu và vùng bảo hộ của Đế quốc Nga bao gồm Tiểu vương quốc Bukhara, Hãn quốc Khiva và, sau năm 1914, Tuva (Uriankhai). Trong số 11 tỉnh này, 17 khu vực và 1 người khai thác (Sakhalin) thuộc về nước Nga Châu Á. Trong số 8 tỉnh còn lại ở Phần Lan, 10 tỉnh ở Ba Lan. Do đó, Nga thuộc châu Âu đã chấp nhận 59 tỉnh và 1 vùng (Don). Don vùng thuộc thẩm quyền trực tiếp của Bộ Chiến tranh; phần còn lại có từng thống đốc và phó thống đốc, sau đó là Chủ tịch hội đồng hành chính. Ngoài ra có tổng thống đốc, thường được đặt trên một số thống đốc và trang bị nhiều quyền hạn hơn bao gồm cả chỉ huy của quân đội trong phạm vi quyền hạn của họ. Năm 1906, có tỉnh ở Phần Lan, Warszawa, Vilna, Kiev, Moskva và Riga. Các thành phố lớn hơn (Sankt-Peterburg, Moskva, Odessa, Sevastopol, Kerch, Nikolayev, Rostov) có một hệ thống hành chính của riêng mình, độc lập với các tỉnh; trong những cảnh sát trưởng này làm thống đốc.

## Hệ thống tư pháp

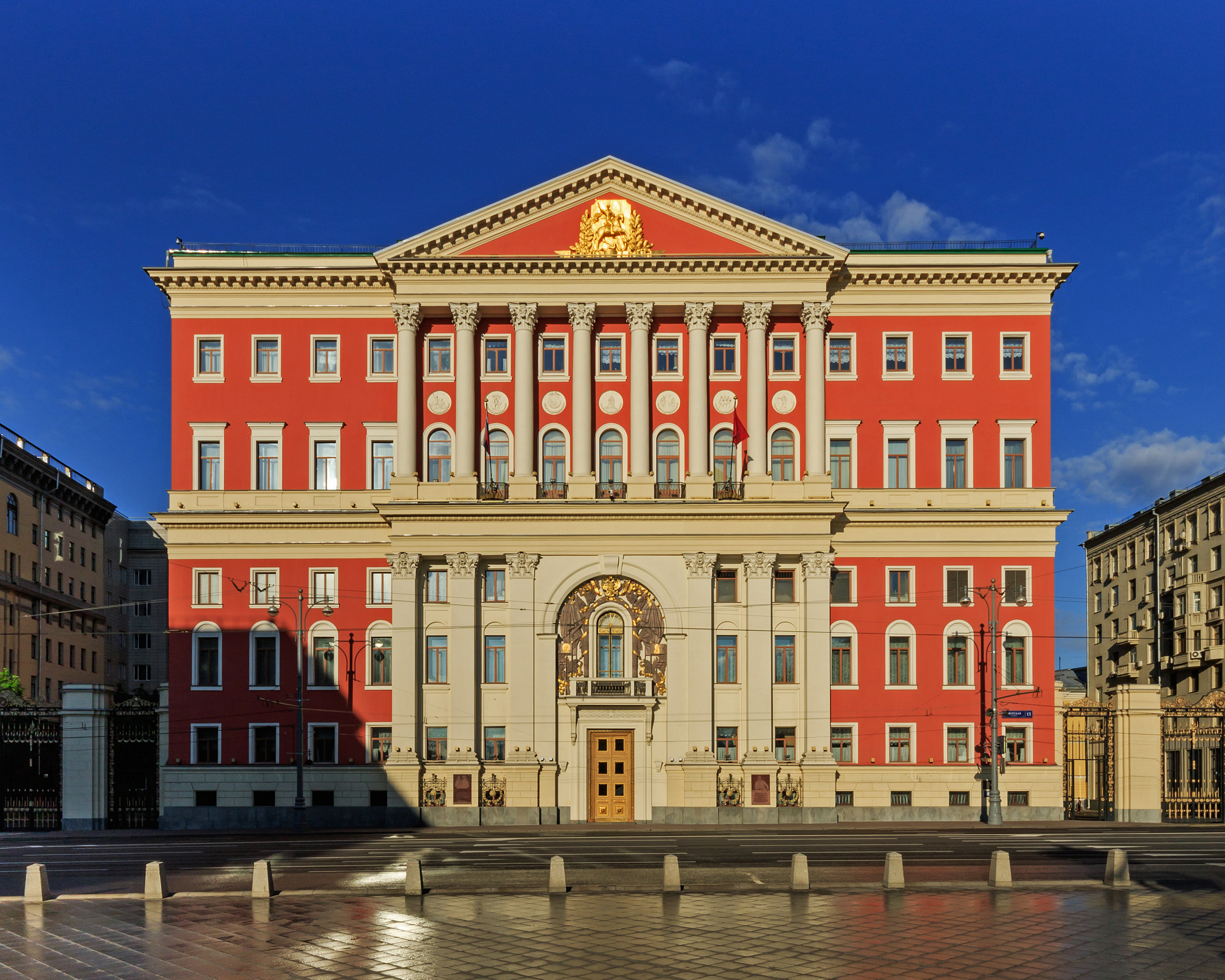
Dinh thự của Thống đốc Moskva (1778–1782)

Các hệ thống tư pháp của Đế quốc Nga, tồn tại từ giữa thế kỷ 19, được thành lập bởi "giải phóng sa hoàng" Aleksandr II, do quy chế của ngày 20 tháng 11 năm 1864 (Sudebny Ustav). Hệ thống này dựa một phần vào Luật pháp Anh, một phần trên các mô hình của Luật pháp của Pháp - được xây dựng dựa trên các nguyên tắc rộng nhất: tách biệt các chức năng tư pháp và hành chính, sự độc lập của các thẩm phán và tòa án, công khai các thử nghiệm và thủ tục uống, bình đẳng của tất cả các lớp học trước pháp luật. Hơn nữa, một yếu tố dân chủ đã được giới thiệu bởi việc áp dụng hệ thống bồi thẩm đoàn và - cho đến nay là một trật tự của tòa án đã được quan tâm - cuộc bầu cử của các thẩm phán. Việc thiết lập một hệ thống tư pháp về những nguyên tắc này tạo thành một sự thay đổi lớn trong quan niệm của nhà nước Nga, bằng cách đặt chính quyền công lý bên ngoài lãnh vực quyền lực hành pháp, không còn là một chủ nghĩa độc tài nữa. Thực tế này làm cho hệ thống đặc biệt đáng ghét đối với bộ máy quan liêu, và trong những năm sau của Aleksandr II và triều đại của Aleksandr III, có một phần lấy lại những gì đã được đưa ra. Nó được dành riêng cho Duma thứ ba, sau cuộc cách mạng năm 1905, để bắt đầu đảo ngược quá trình này.
Hệ thống được thành lập theo luật năm 1864 rất quan trọng vì nó thiết lập hai lệnh tòa riêng biệt hoàn toàn, mỗi tòa án có các kháng cáo riêng và chỉ tiếp xúc với Thượng viện, là tòa án tối cao của triều đình. Việc đầu tiên trong số này, dựa trên mô hình Tiếng Anh, là các tòa án của các thẩm phán được bầu của hòa bình, với thẩm quyền đối với các nguyên nhân nhỏ, dù là dân sự hay hình sự; thứ hai, dựa trên mô hình của Pháp, là tòa án bình thường của các thẩm phán được chỉ định, ngồi có hoặc không có bồi thẩm đoàn để nghe các vụ kiện quan trọng.

## Chính quyền địa phương
Cùng với các cơ quan địa phương của chính quyền trung ương Nga có ba loại cơ quan được bầu địa phương được tính phí với các chức năng hành chính:
- cụm nông dân trong mir (мир) và volost (волость);
- zemstvo (земство) trong 34 tỉnh của Nga;
- duma thành phố.

### Duma thành phố

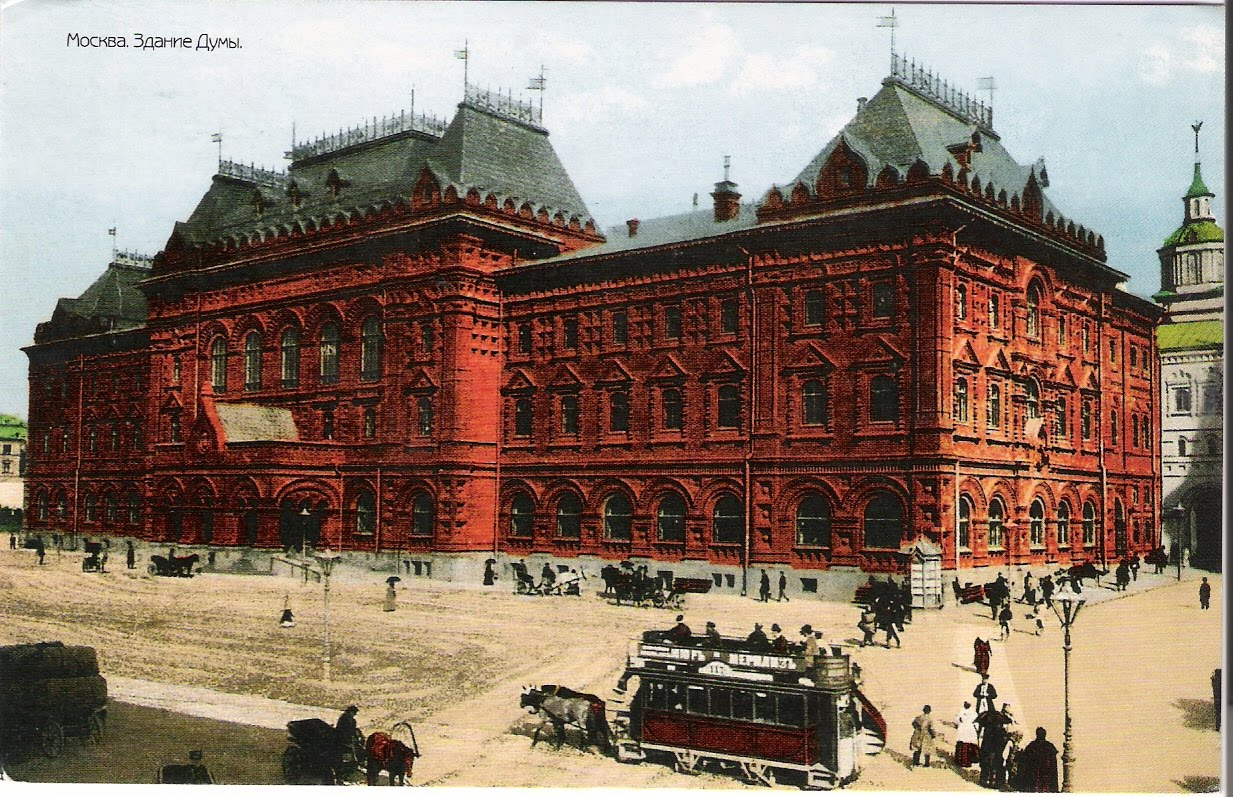
Duma thành phố Moskva

Kể từ năm 1870, các đô thị ở Châu Âu của Nga đã có các tổ chức giống như các tổ chức của zemstvo. Tất cả các chủ sở hữu nhà, và các thương nhân nộp thuế, nghệ nhân và công nhân được ghi danh vào danh sách theo thứ tự giảm dần theo sự giàu có được đánh giá của họ. Tổng giá trị sau đó được chia thành ba phần bằng nhau, đại diện cho ba nhóm cử tri rất bất bình đẳng về số lượng, mỗi người trong số đó bầu ra số lượng đại biểu bằng nhau cho duma đô thị. Các giám đốc điều hành là trong tay của một thị trưởng tự chọn và một uprava (управа), trong đó bao gồm một số thành viên được bầu bởi Duma. Dưới thời Aleksandr III tuy nhiên, theo luật được ban hành vào năm 1892 và 1894, Duma của thành phố đã được cấp cho các thống đốc theo cùng cách với zemstvo. Năm 1894 các tổ chức thành phố, với quyền hạn còn hạn chế hơn, đã được cấp cho một số thị trấn ở Siberia, và vào năm 1895 cho một số người ở Kavkaz.

### Các tỉnh Baltic
Các tỉnh Baltic trước đây do Thụy Điển kiểm soát (Courland, Livonia và Estonia) được sáp nhập vào Đế quốc Nga sau thất bại của Thụy Điển trong Đại chiến Bắc Âu vĩ đại. Theo Hòa ước Nystad năm 1721, giới Quý tộc Đức Baltic giữ lại quyền lực đáng kể của chính phủ và nhiều đặc quyền trong các vấn đề ảnh hưởng đến giáo dục, cảnh sát và chính quyền địa phương. Sau 167 năm quản lý ngôn ngữ và giáo dục tiếng Đức, luật đã được tuyên bố vào năm 1888 và 1889, nơi quyền của cảnh sát và công lý manorial được chuyển từ Baltic German kiểm soát các quan chức của chính quyền trung ương. Kể từ khoảng thời gian đó, một quá trình xâm lược của Nga đã được thực hiện ở cùng một tỉnh, trong tất cả các phòng ban hành chính, trong các trường trung học và Đại học Hoàng gia Dorpat, cái tên đã được thay đổi thành Yuriev. Năm 1893, các ủy ban quản lý nông dân của huyện, tương tự như trong các chính phủ hoàn toàn của Nga, đã được đưa vào phần này của đế quốc.

## Nhân khẩu

### Dân số
Phần lớn sự mở rộng của Nga xảy ra vào thế kỷ 17, lên đến đỉnh điểm trong lần đầu tiên thực dân Nga tiếp cận bờ biển Thái Bình Dương vào giữa thế kỷ 17, Chiến tranh Nga-Ba Lan (1654–1667) kết hợp vào bờ trái lãnh thổ đất đai của Ukraina và cuộc chinh phục Siberia của Nga. Ba Lan được chia trong thời kỳ 1790-1815, với phần lớn đất đai và dân số dưới quyền lực của Nga. Hầu hết tăng trưởng của thế kỷ 19 đến từ việc thêm lãnh thổ ở châu Á, phía nam Siberia.
| Năm  | Dân số của Nga (triệu người) | Ghi chú                                      |
| ---- | ---------------------------- | -------------------------------------------- |
| 1720 | 15,5                         | bao gồm các lãnh thổ mới của Baltic & Ba Lan |
| 1795 | 37,6                         | bao gồm một phần của Ba Lan                  |
| 1812 | 42,8                         | bao gồm Phần Lan                             |
| 1816 | 73,0                         | bao gồm Quốc hội Ba Lan, Bessarabia          |
| 1914 | 170,0                        | bao gồm lãnh thổ mới ở Châu Á                |

Theo điều tra dân số năm 1897, tổng dân số được phân phối bởi các ngôn ngữ được sử dụng là 122.666.000 cư dân. Đế quốc Nga là quốc gia đông dân nhất phương Tây trong thế kỷ 19, trước Hoa Kỳ và Đức. Theo số liệu thống kê dân số năm 1897 liên quan đến quốc tịch của đế quốc, dân số lên tới 122.666.000 người.
Dân số tăng nhanh trong giai đoạn này và ước tính khoảng 175 triệu vào năm 1914.
Tỷ lệ sinh sau đó là 45,5 và tỷ lệ tử vong 29,4.
Dân số thành thị tăng 70% từ năm 1897 đến 1914 và sau đó chiếm 18% tổng dân số.
Moskva và Sankt Peterburg có 2 triệu dân, Kiev có 500.000 dân, Kharkov và Baku 300.000 và khoảng hai mươi thành phố vượt quá 100.000 dân.

### Sắc tộc

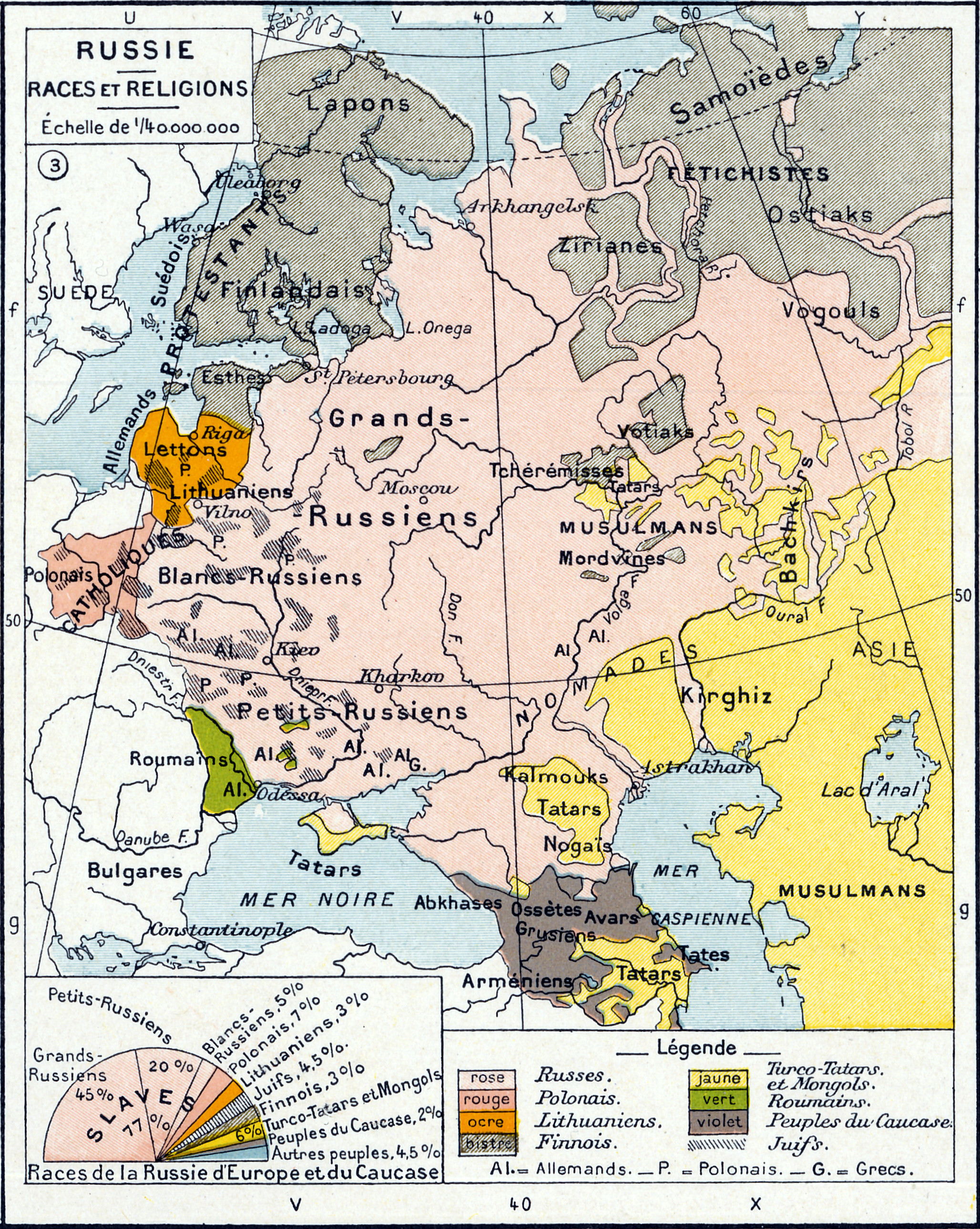
Bản đồ sắc tộc của Nga thuộc châu Âu trước Chiến tranh thế giới thứ nhất

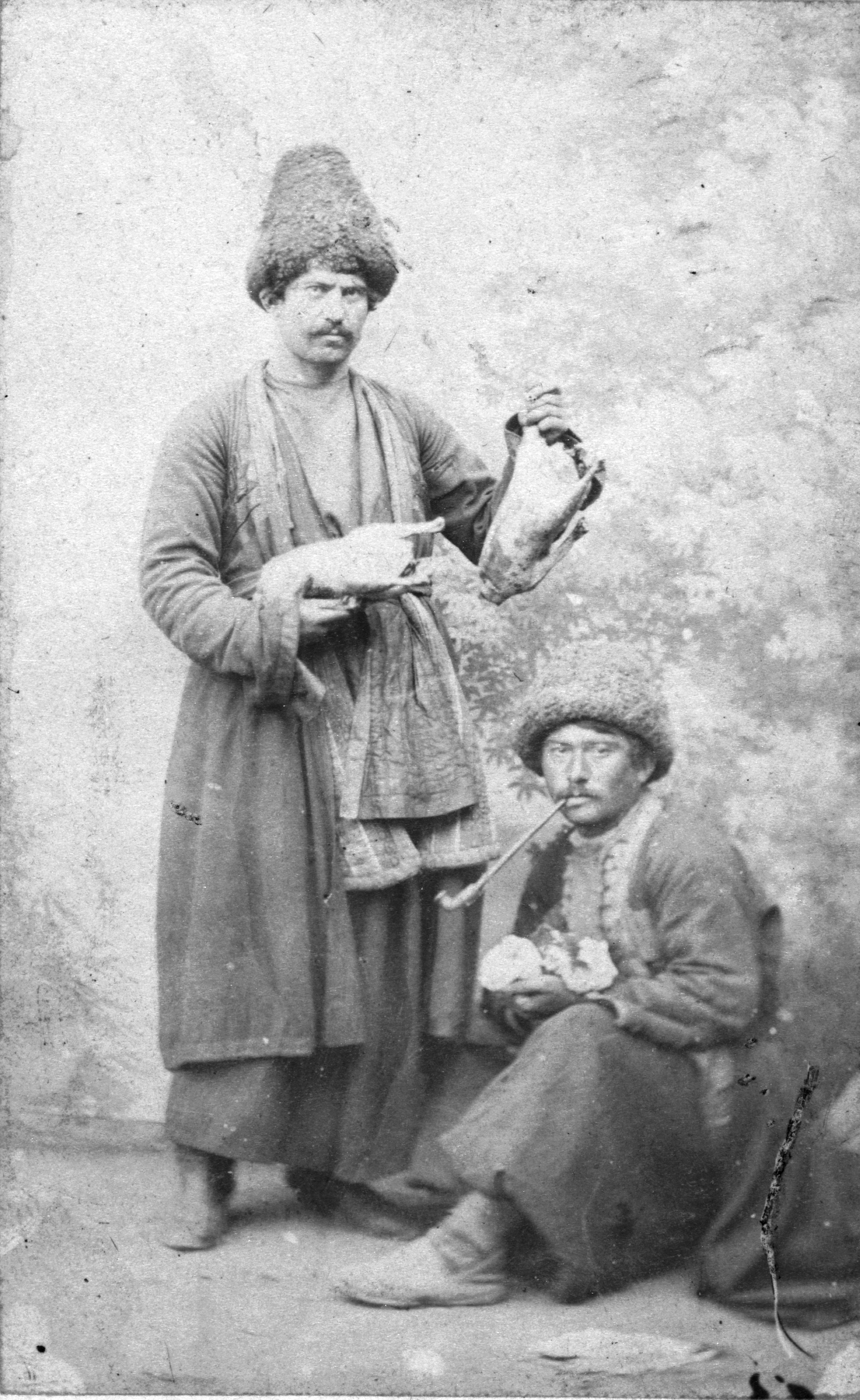
Người Gruzia
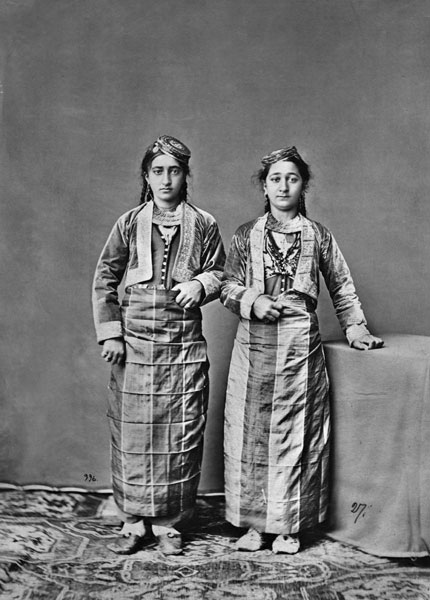
Người Armenia
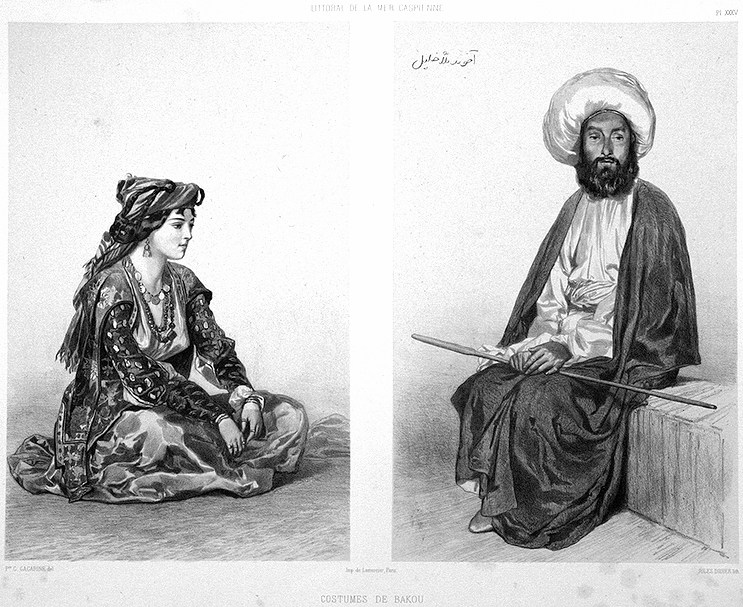
Người Azerbaijan
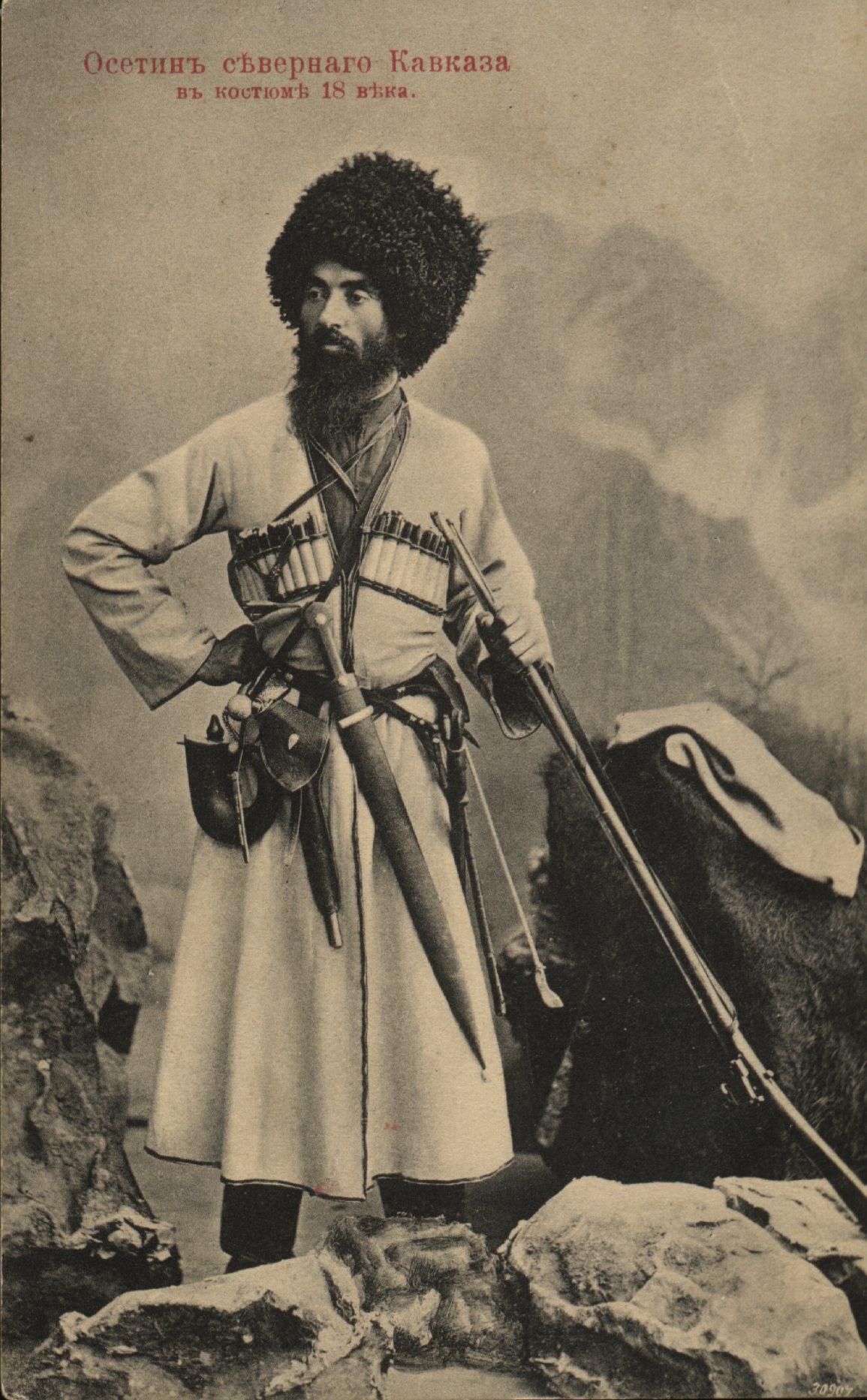
Người Ossetia

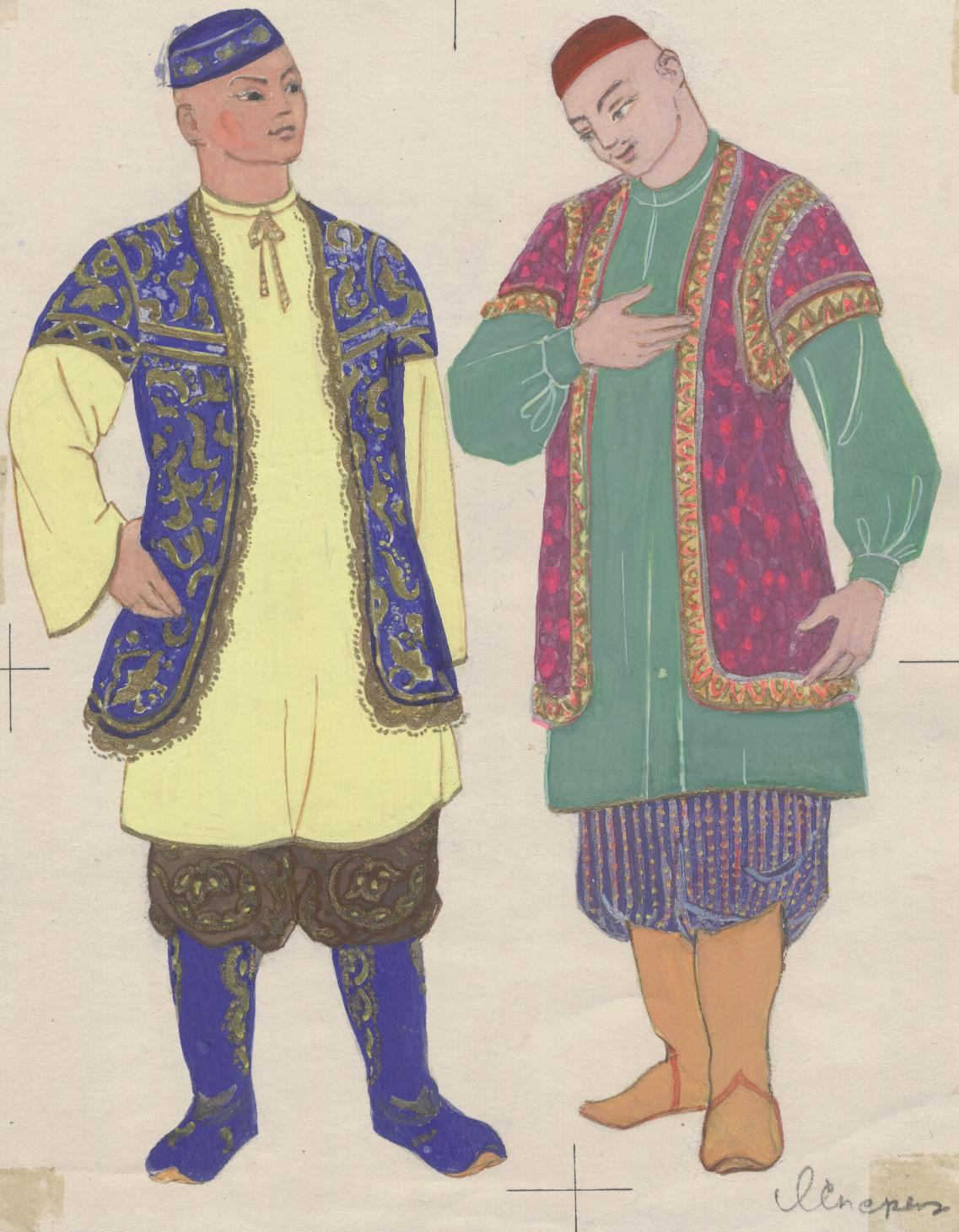
Người Tatar
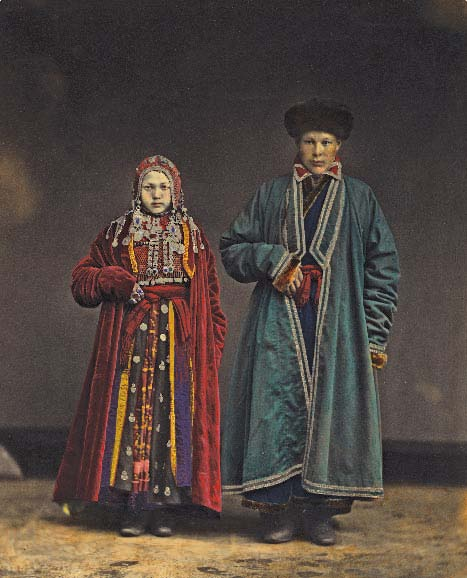
Người Bashkir
Người Udmurt
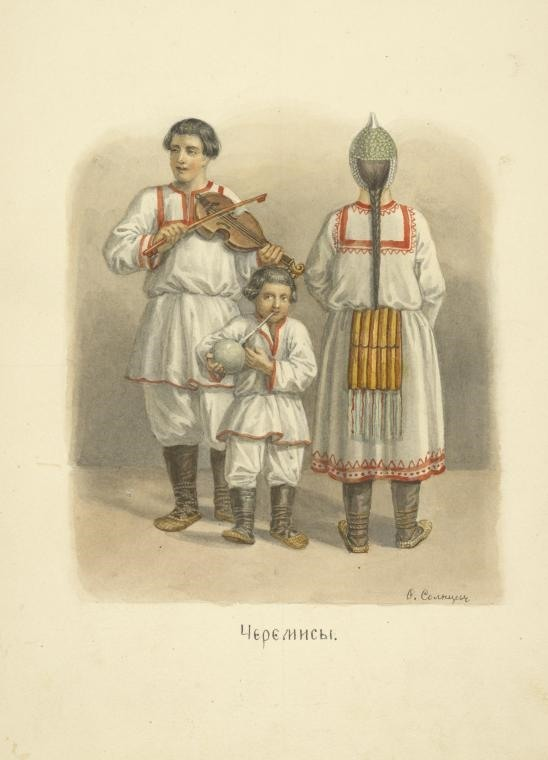
Người Mari

Người Uzbek
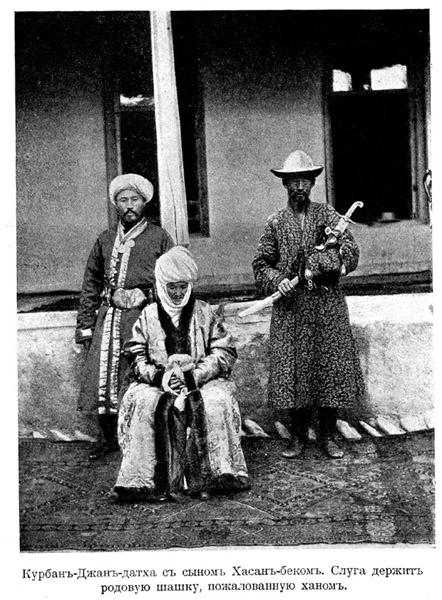
Người Kyrgyz
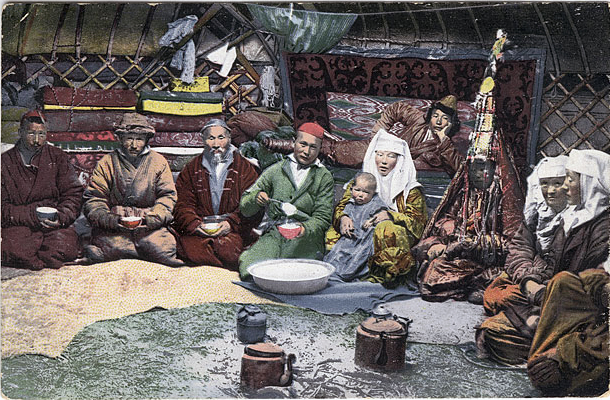
Người Kazakh
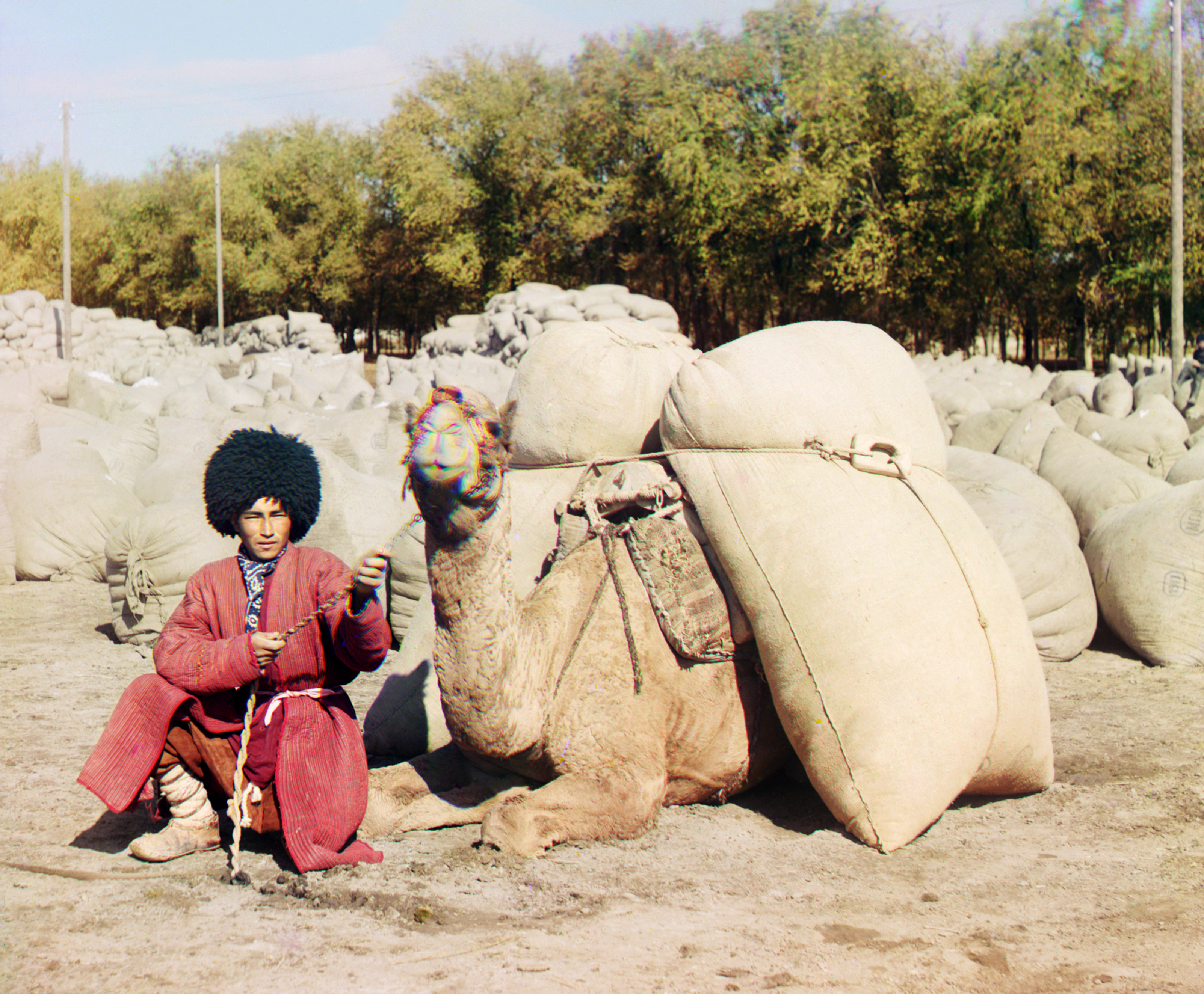
Người Turkmen

Do lãnh thổ của Đế quốc Nga trải dài từ Bắc xuống Nam và Tây sang Đông nên phân bố sắc tộc rất đa dạng.

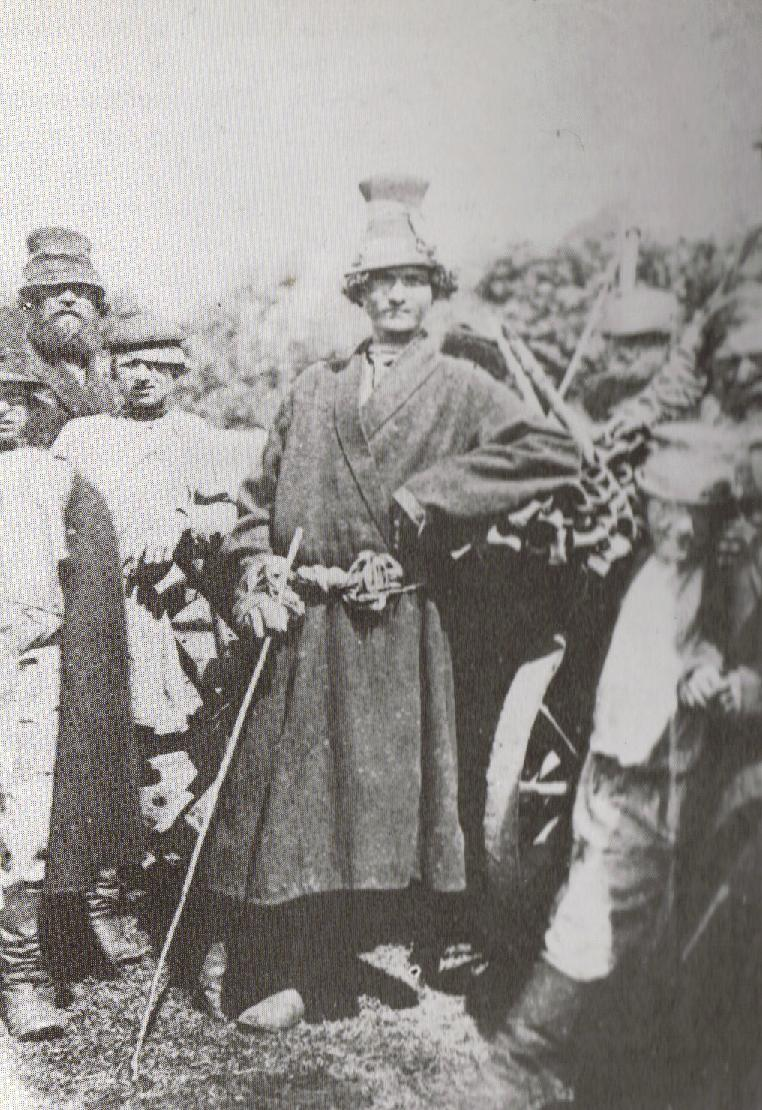
Người Nga
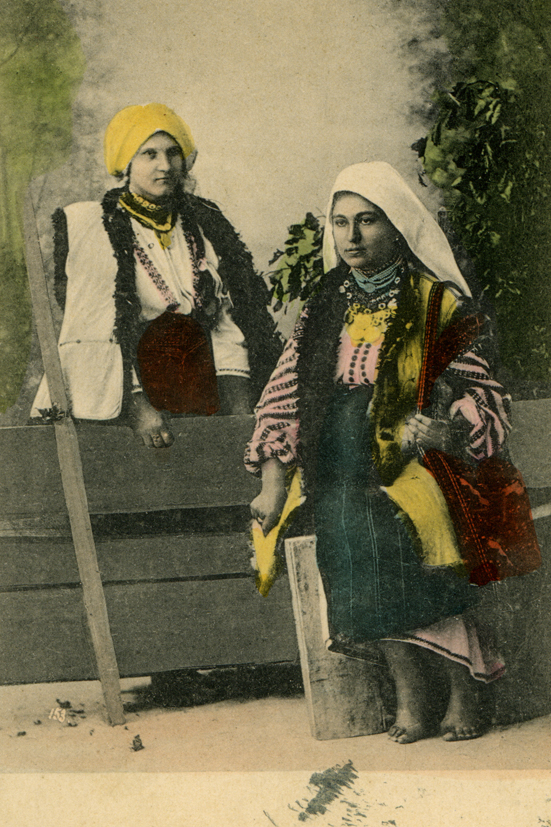
Người Ukraina
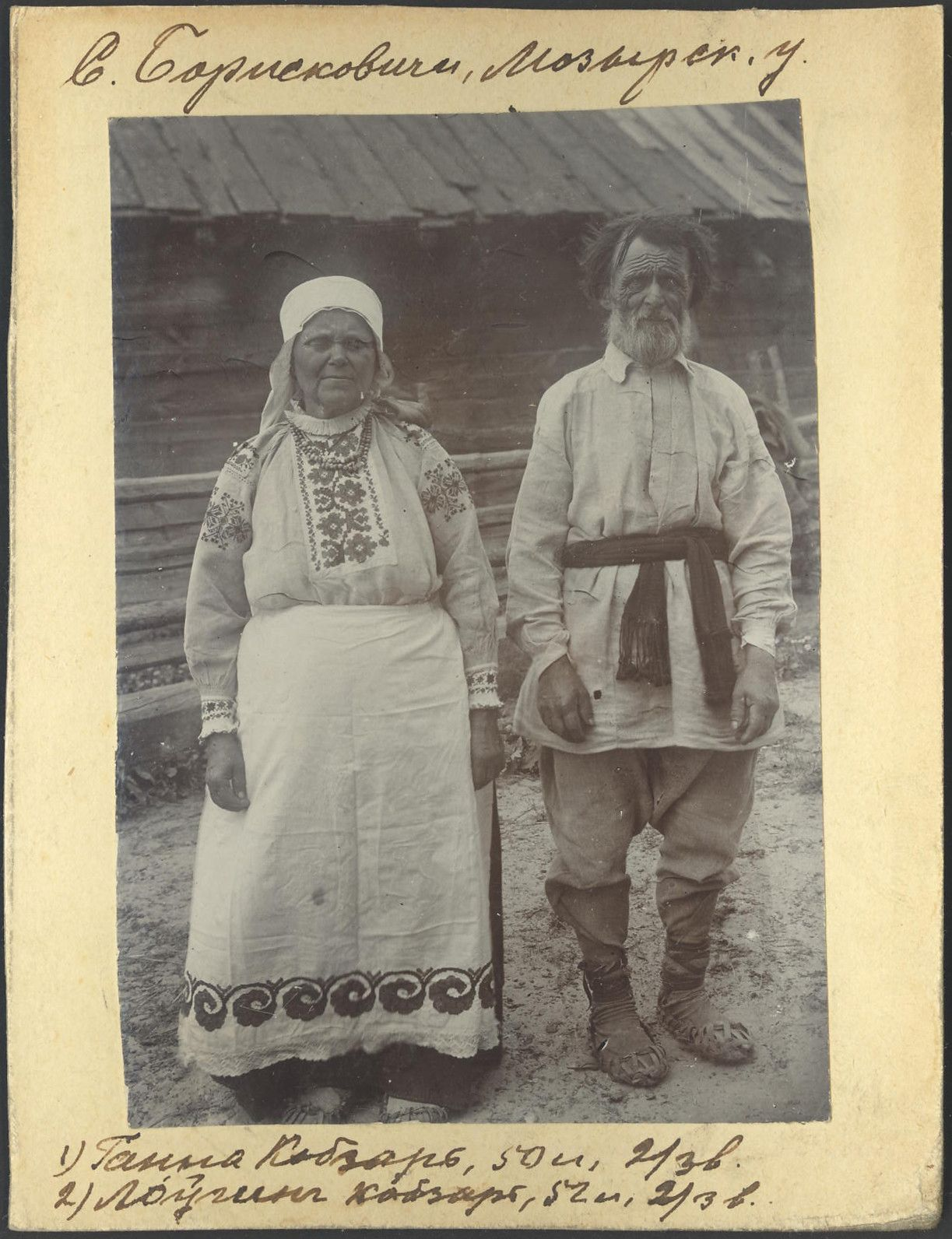
Người Belarus
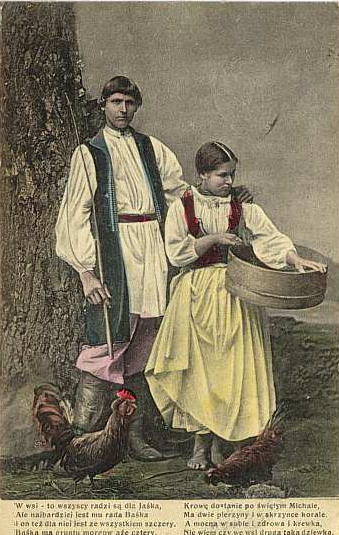
Người Ba Lan

| Sắc tộc                                 | Dân số     |
| --------------------------------------- | ---------- |
| Người Nga                               | 55.673.408 |
| Tiểu Nga (Người Ukraina)                | 22.380.551 |
| Người Ba Lan                            | 7.931.307  |
| Bạch Nga (Người Belarus)                | 5.885.547  |
| Người Do Thái                           | 5.063.156  |
| Người Kyrgyz                            | 4.084.139  |
| Người Tatar                             | 3.737.627  |
| Người Phần Lan                          | 2.496.058  |
| Người Đức Baltic                        | 1.790.489  |
| Người Litva                             | 1.658.532  |
| Người Bashkir                           | 1.492.983  |
| Người Latvia                            | 1,435,937  |
| Người Gruzia                            | 1.352.455  |
| Người Armenia                           | 1.173.096  |
| Người România                           | 1.134.124  |
| Các dân tộc Đông Slav khác              | 1.091.782  |
| Người Mordvina                          | 1.023.841  |
| Người Estonia                           | 1.002.738  |
| Sart                                    | 968.655    |
| Người Chuvash                           | 843.755    |
| Người Uzbek                             | 726.534    |
| Khác                                    | 724.039    |
| Người Udmurt                            | 420.970    |
| Người Mari                              | 375,439    |
| Người Thụy Điển                         | 363.932    |
| Người Tajik                             | 350.397    |
| Người Buryat                            | 288.663    |
| Người Turkmen                           | 281.357    |
| Người Yakut                             | 227.384    |
| Các dân tộc Slav khác                   | 224.859    |
| Người Thổ Nhĩ Kỳ                        | 208.822    |
| Người Karelia                           | 208,101    |
| Người Hy Lạp                            | 186.925    |
| Người Kalmyk                            | 185.274    |
| Người Ossetia                           | 171.716    |
| Người Syryenia                          | 153.618    |
| Người Talysh                            | 130.347    |
| Người Karakalpak                        | 104.274    |
| Người Komi                              | 103.339    |
| Người Kurd                              | 99.836     |
| Người Hán, Người Nhật, Người Triều Tiên | 86.113     |
| Người Evenk                             | 70.064     |
| Các sắc tộc Đông Á khác                 | 67.846     |
| Người Koryak, Người Chukchi             | 39.349     |
| Người Ba Tư                             | 38.923     |
| Các dân tộc châu Âu khác                | 34.276     |
| Người Gypsy                             | 27.125     |
| Người Samoyed (Người Nenet)             | 15.869     |
| Người Sami                              | 3.112      |

Các dân tộc châu Âu
- Người Nga
- Người Ukraina
- Người Belarus
- Người Ba Lan

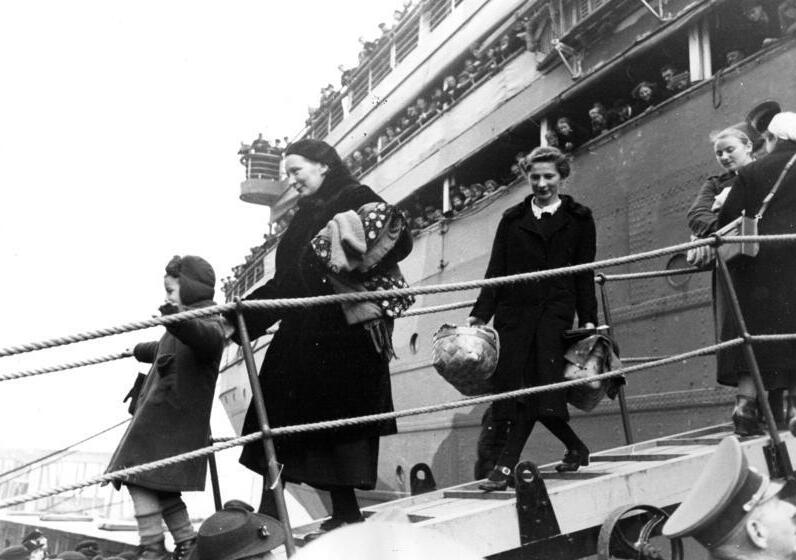
Người Đức Baltic
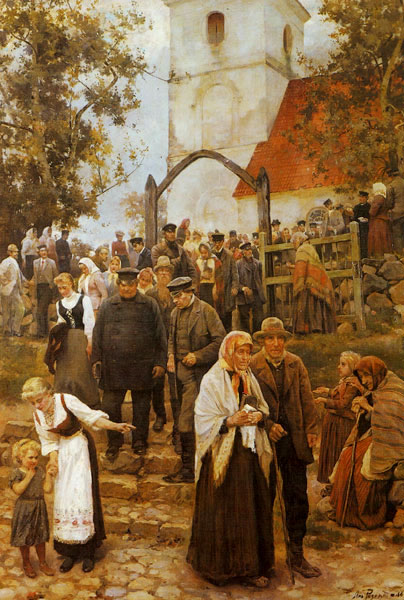
Người Latvia
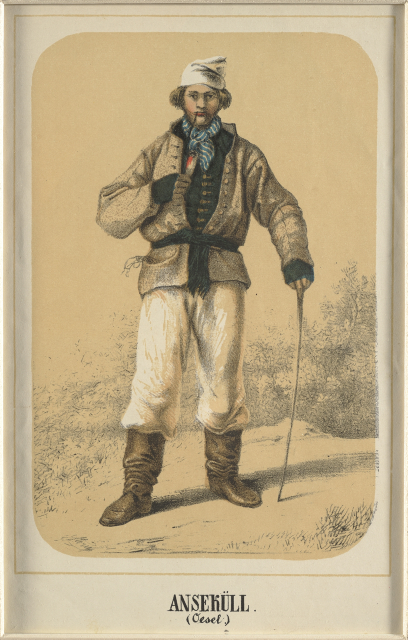
Người Estonia
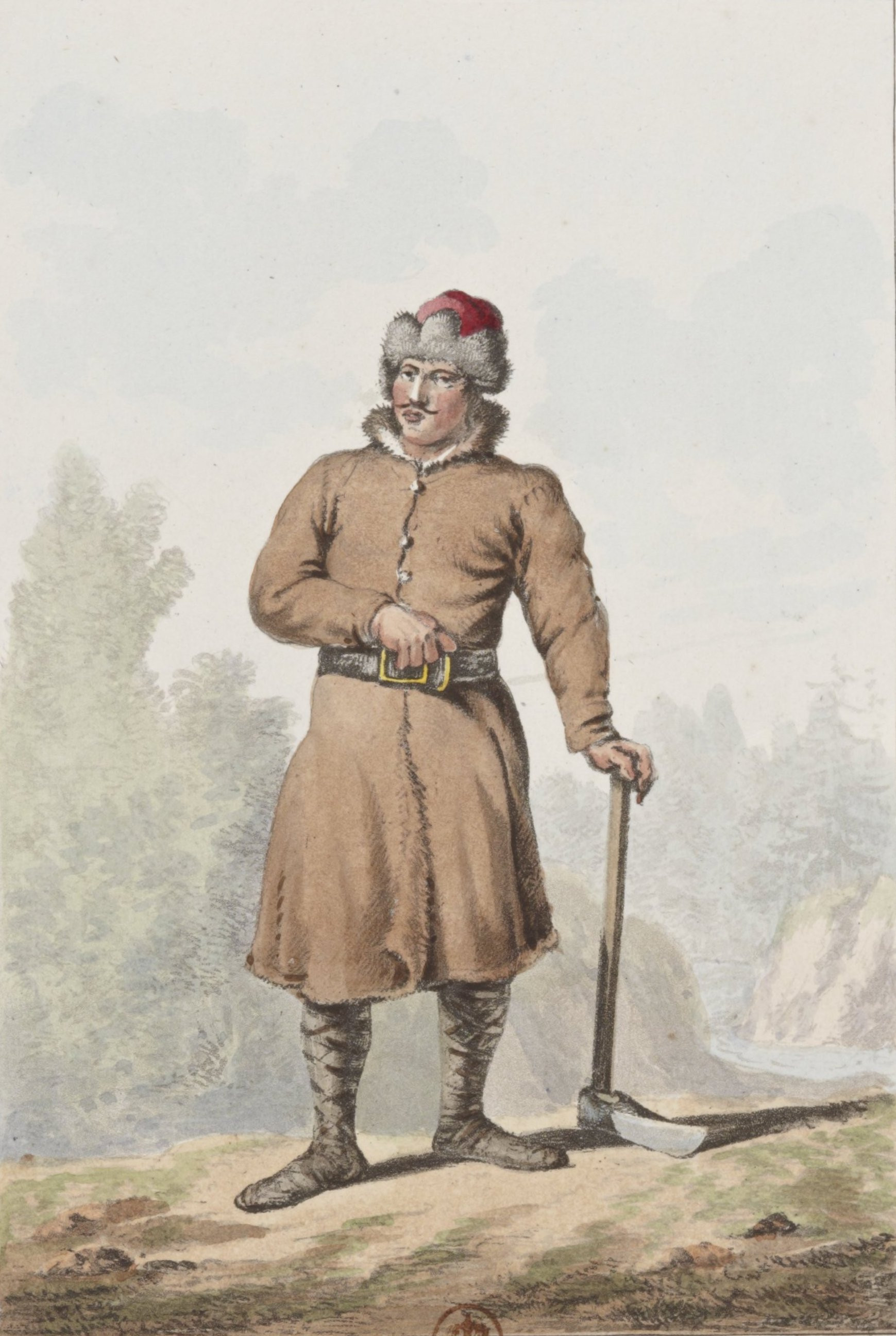
Người Litva

Các dân tộc Kavkaz
- Người Gruzia
- Người Armenia
- Người Azerbaijan[66]
- Người Ossetia

Các dân tộc Volga Ural
- Người Tatar
- Người Bashkir
- Người UdmurtNgười Udmurt
- Người Mari

Các dân tộc Trung Á
- Người UzbekNgười Uzbek
- Người Kyrgyz
- Người Kazakh
- Người Turkmen

Các dân tộc Siberia

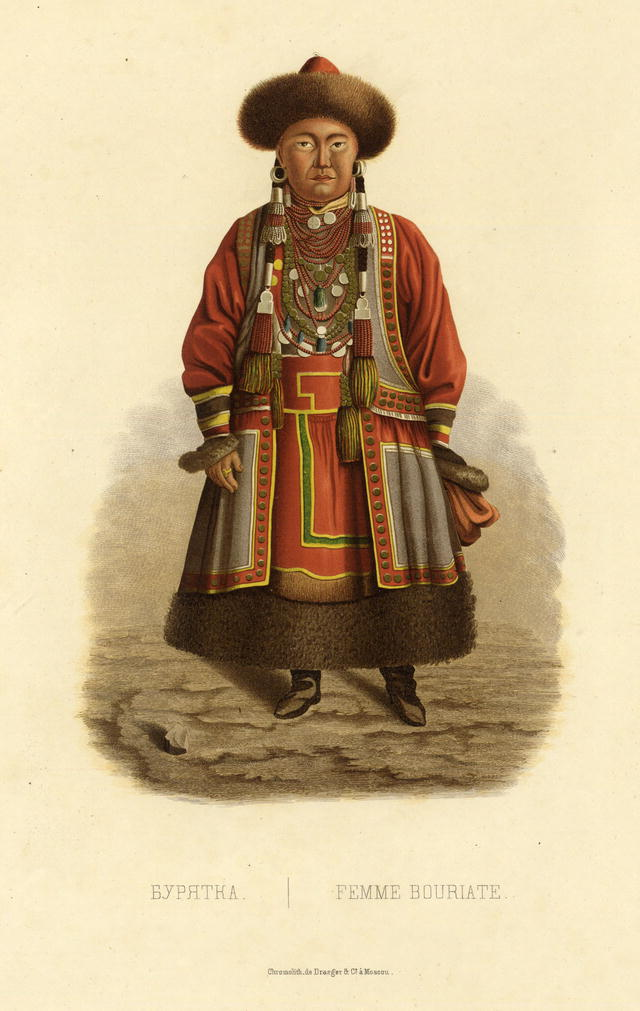
Người Buryat
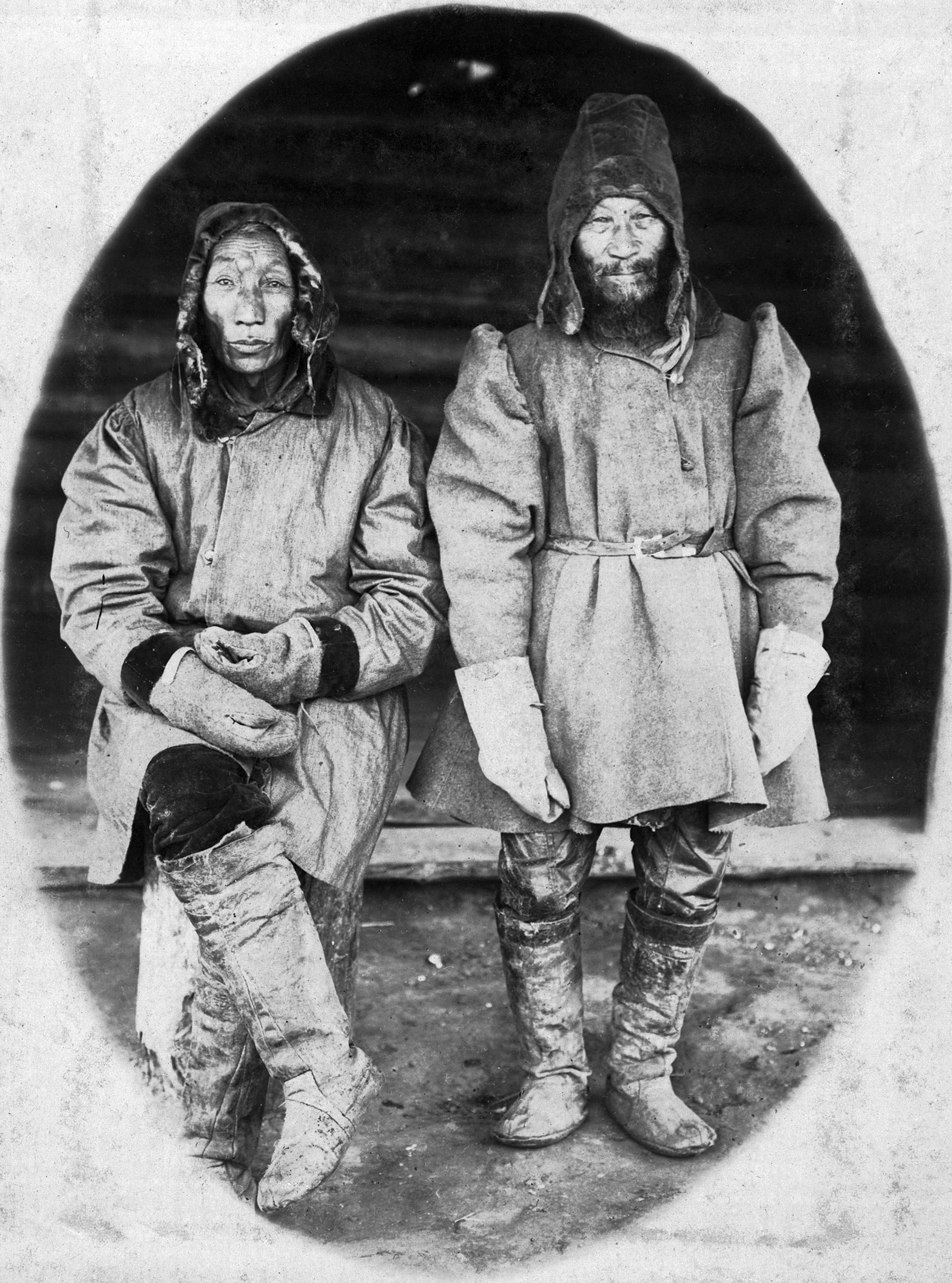
Người Yakut
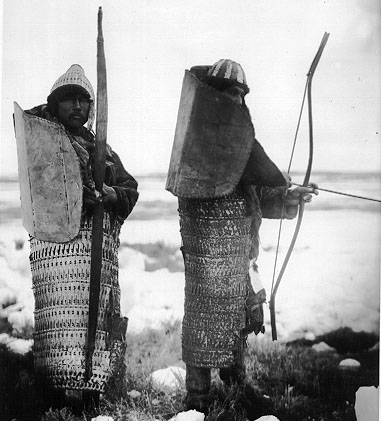
Người Koryak
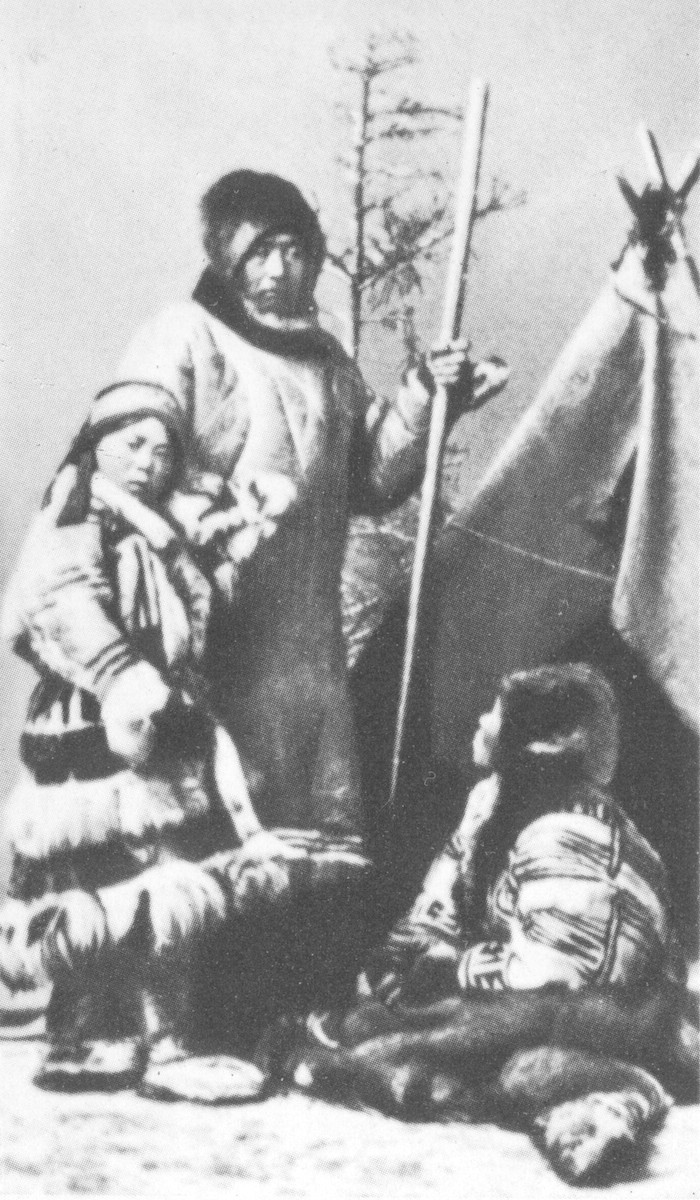
Người Samoyed (Người Nenet)

### Tôn giáo

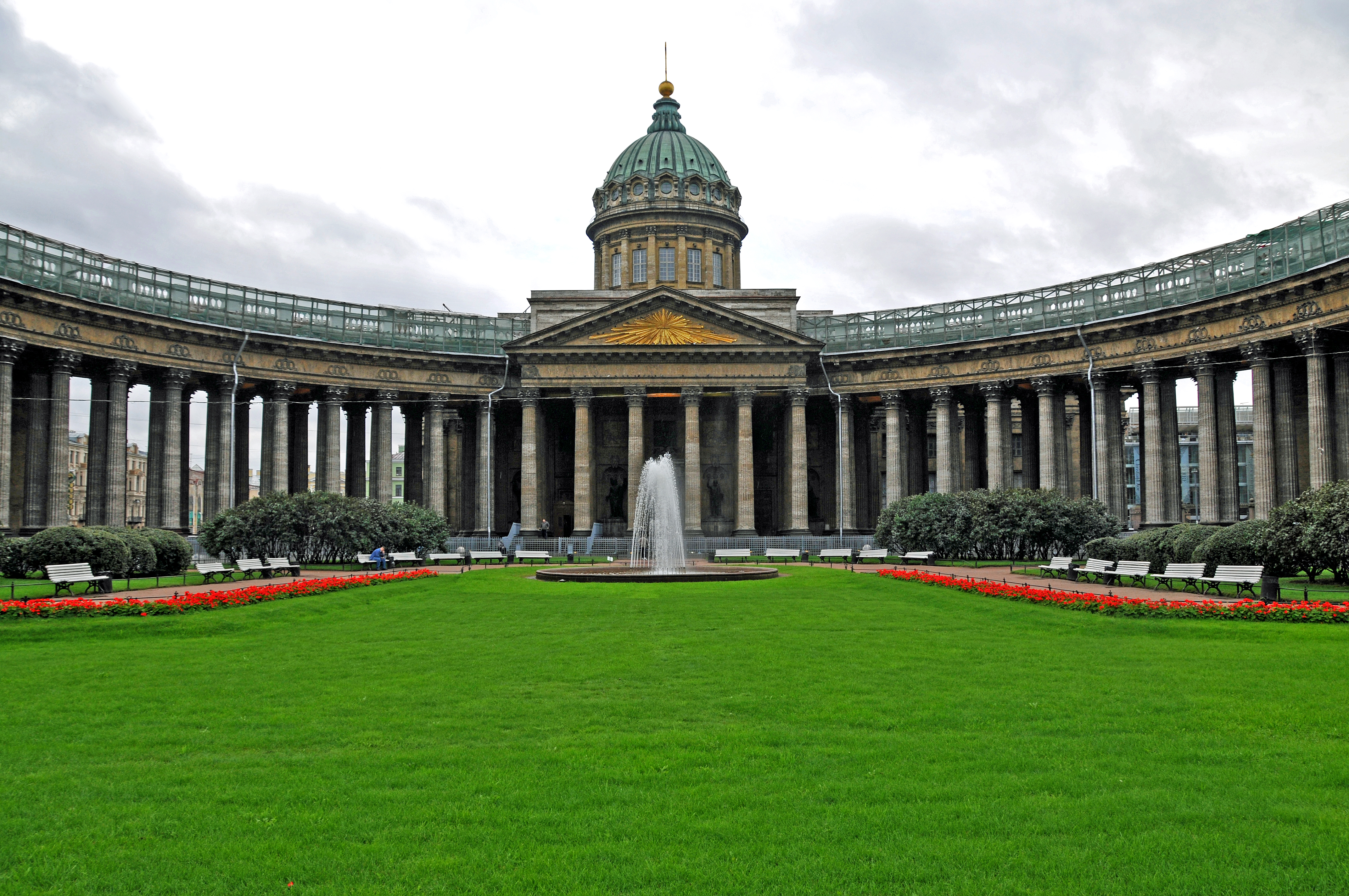
Nhà thờ Kazan ở Sankt-Peterburg được xây dựng giữa năm 1801 và 1811, và trước khi việc xây dựng Nhà thờ chính tòa Thánh Isaac, thuộc Giáo hội Chính thống trong Đế quốc Nga.

Phân cấp hành chính Đế quốc Nga bởi nhóm dân tộc học lớn nhất (1897)

Quốc giáo của Đế quốc Nga là Kitô giáo Chính thống. Hoàng đế không được phép tuyên bố bất kỳ đức tin nào khác với Chính thống giáo (Điều 62 của Luật cơ bản năm 1906) và được coi là Người bảo vệ tối cao và người giám hộ của những giáo lý đức tin chiếm ưu thế và là người giữ sự tinh tuyền của Đức tin và mọi trật tự tốt trong Giáo hội Thánh″ (Điều 64 ex supra). Mặc dù ông đã thực hiện và bãi bỏ tất cả các cuộc hẹn giáo hội cấp cao, ông đã không xác định các câu hỏi của giáo lý hoặc giảng dạy của nhà thờ. Cơ quan giáo hội chính của Giáo hội Nga mở rộng thẩm quyền của mình trên toàn bộ lãnh thổ của Đế quốc. Tất cả các tôn giáo đều được tự do công khai, ngoại trừ những hạn chế nhất định được đặt ra cho người Do Thái và một số giáo phái cận biên. Theo báo cáo được công bố vào năm 1905, dựa trên Cuộc Tổng điều tra Hoàng gia Nga năm 1897, các tín đồ của các cộng đồng tôn giáo khác nhau trong toàn bộ đế quốc Nga được đánh số như sau.
| Tôn giáo                          | Số tín hữu | %     |
| --------------------------------- | ---------- | ----- |
| Chính thống giáo Nga              | 87.123.604 | 69,3% |
| Hồi giáo                          | 13.906.972 | 11,1% |
| Công giáo Rôma                    | 11.467.994 | 9,1%  |
| Do Thái giáo                      | 5.215.805  | 4,2%  |
| Giáo hội Luther                   | 3.572.653  | 2,8%  |
| Tín hữu Cựu nghi thức             | 2.204.596  | 1,8%  |
| Tông truyền Armenia               | 1.179.241  | 0,9%  |
| Phật giáo và Lạt-ma giáo          | 433.863    | 0,4%  |
| Các tôn giáo khác ngoài Kitô giáo | 285.321    | 0,2%  |
| Calvinist                         | 85.400     | 0,1%  |
| Anabaptist                        | 66.564     | 0,1%  |
| Công giáo Armenia                 | 38.840     | 0,0%  |
| Báp-tít                           | 38.139     | 0,0%  |
| Do Thái giáo Karaite              | 12.894     | 0,0%  |
| Anh giáo                          | 4.183      | 0,0%  |
| Các hệ phái Kitô giáo khác        | 3.952      | 0,0%  |

Những người đứng đầu giáo hội của Giáo hội Chính thống giáo Nga quốc gia bao gồm ba đô thành trưởng (Sankt-Peterburg, Moskva, Kiev), mười bốn tổng giám mục và năm mươi giám mục, tất cả đều được rút ra từ hàng ngũ tu sĩ (độc thân). Các linh mục triều từng phải kết hôn khi được bổ nhiệm, nhưng nếu góa vợ thì không được phép kết hôn lần nữa; quy tắc này tiếp tục áp dụng ngày hôm nay.

### Ngôn ngữ
Là một quốc gia đa sắc tộc, đế quốc bao gồm hàng trăm ngôn ngữ khác nhau nhưng tiếng Nga vẫn là ngôn ngữ chính thức, và tích hợp các dân tộc khác nhau, trong đó khi nó mở rộng làm ngôn ngữ của đế quốc rất đa dạng và phong phú, khiến nó trở thành một liên minh các dân tộc chứ không phải là một quốc gia.

## Kinh tế

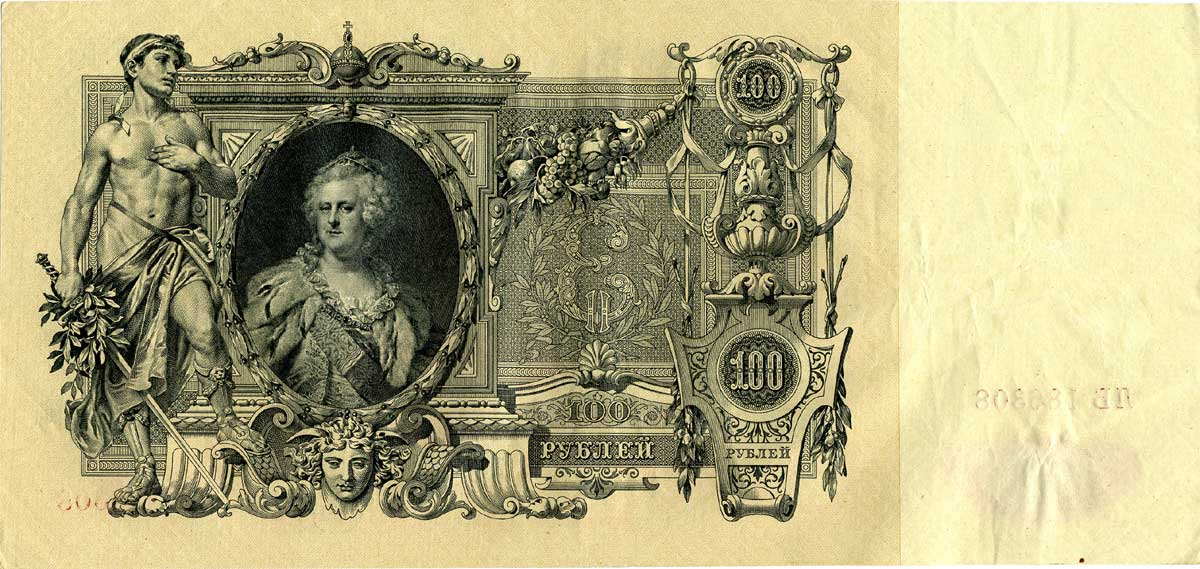
100 rúp (1910)

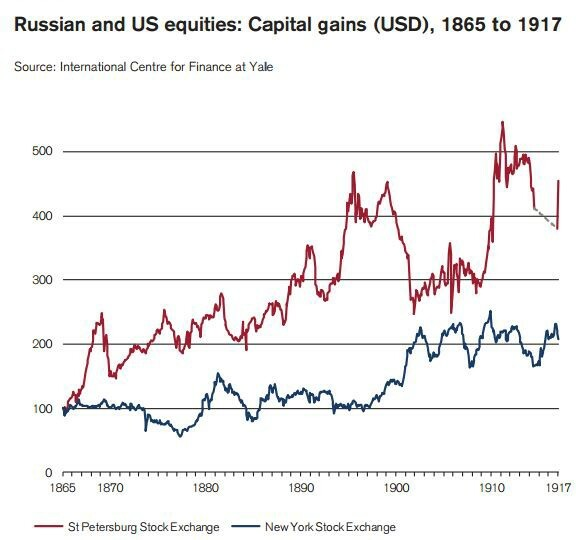
Tranh đua kinh tế Nga và Mỹ, 1865-1917

### Công nghiệp khai thác và công nghiệp nặng
|             | Vùng Ural | Vùng phía nam | Kavkaz | Siberia | Vương quốc Ba Lan |
| ----------- | --------- | ------------- | ------ | ------- | ----------------- |
| Vàng        | 21%       | –             | –      | 88.2%   | -                 |
| Bạch kim    | 100%      | –             | –      | –       | –                 |
| Bạc         | 36%       | –             | 24,3%  | 29,3%   | –                 |
| Chì         | 5,8%      | –             | 92%    | –       | 0,9%              |
| Kẽm         | –         | –             | 25,2%  | –       | 74,8%             |
| Đồng        | 54,9%     | –             | 30,2%  | 14,9%   | –                 |
| Gang        | 19,4%     | 67,7%         | –      | –       | 9,3%              |
| Sắt và thép | 17,3%     | 36,2%         | –      | –       | 10,8%             |
| Mangan      | 0,3%      | 29,2%         | 70,3%  | –       | –                 |
| Than        | 3,4%      | 67,3%         | –      | 5,8%    | 22,3%             |
| Dầu khí     | –         | –             | 97%    | –       | –                 |

## Cơ sở hạ tầng

### Đường sắt

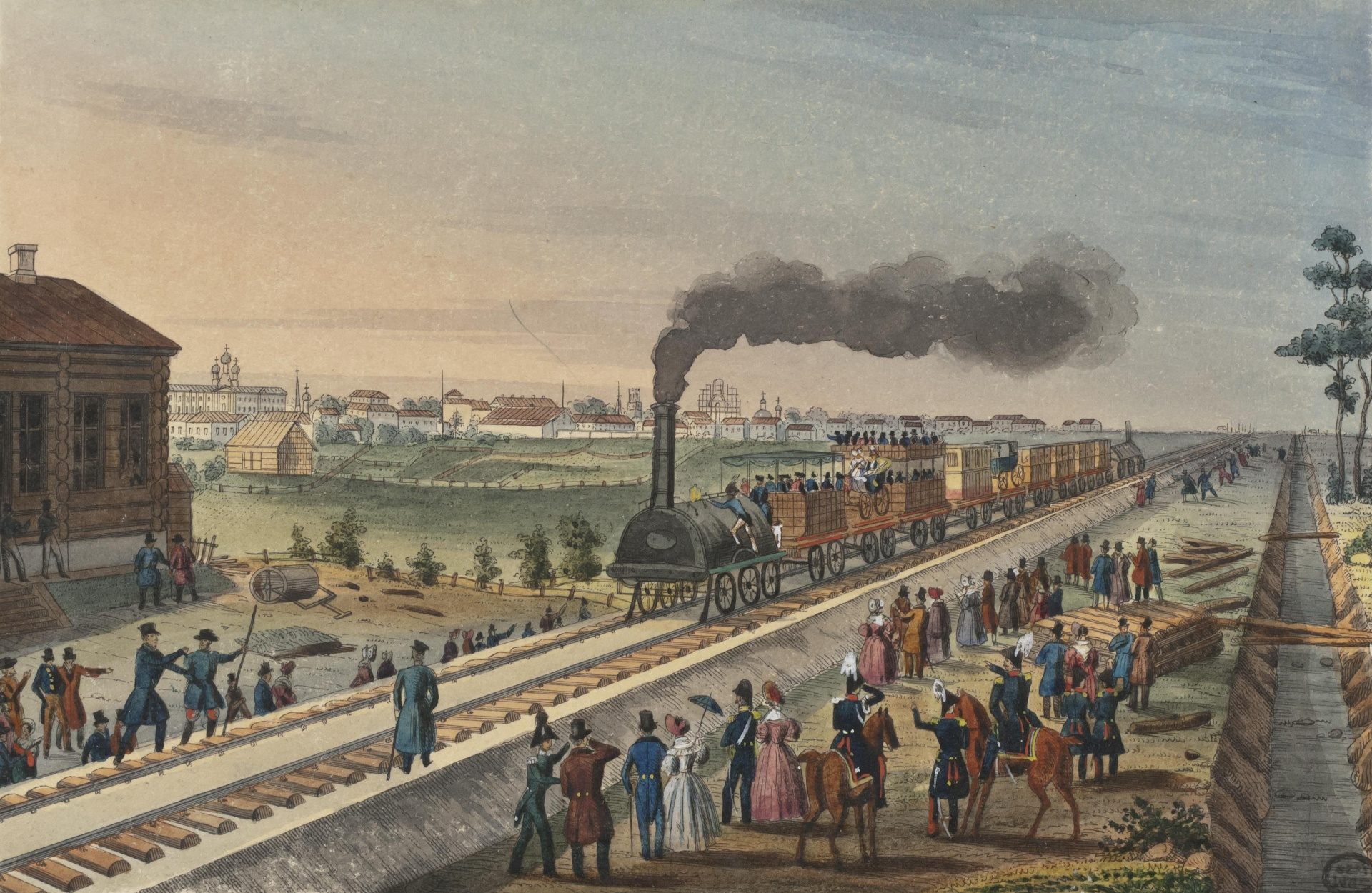
Đường sắt Tzarskoselskaya vào năm 1830

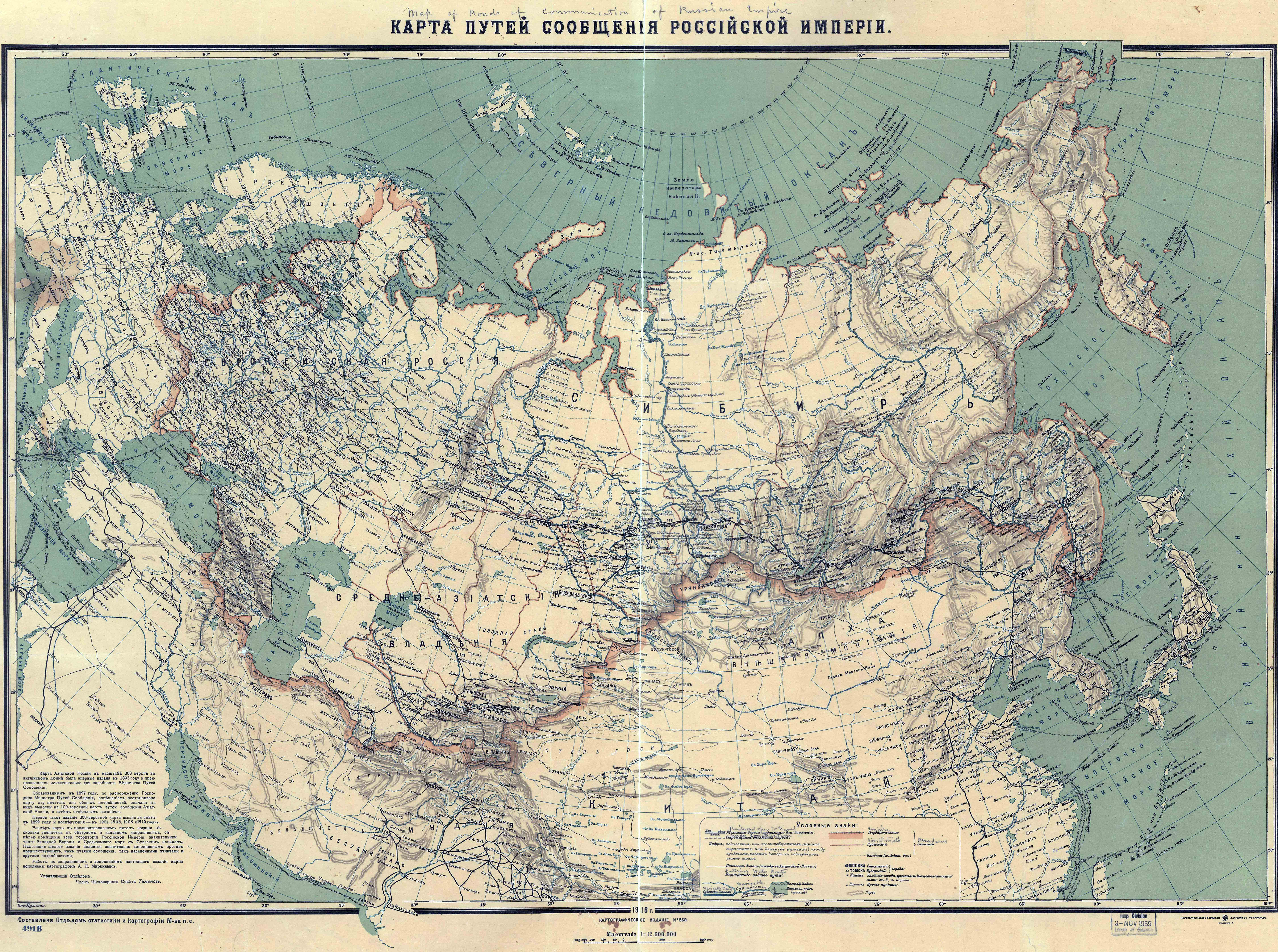
Bản đồ đường sắt Nga năm 1916

Việc lập kế hoạch và xây dựng mạng lưới đường sắt sau năm 1860 đã có những ảnh hưởng sâu rộng đến nền kinh tế, văn hóa và cuộc sống bình thường của Nga. Chính quyền trung ương và Giới thượng lưu hoàng gia đã đưa ra hầu hết các quyết định quan trọng, nhưng giới tinh hoa địa phương đã thiết lập nhu cầu liên kết đường sắt. Các quý tộc, thương gia và doanh nhân địa phương tưởng tượng tương lai từ "địa phương" (mestnost) đến "Đế quốc" để quảng bá lợi ích của khu vực. Thường thì họ phải cạnh tranh với các thành phố khác. Bằng cách hình dung vai trò của mình trong một mạng lưới đường sắt họ đã hiểu được tầm quan trọng của họ đối với nền kinh tế của đế quốc. Quân đội Nga đã xây dựng hai tuyến đường sắt lớn ở Trung Á trong những năm 1880. Tuyến đường sắt xuyên Canada kết nối thành phố Batum trên Biển Đen và trung tâm dầu mỏ của Baku trên Biển Caspi. Tuyến đường sắt xuyên Biển Caspi bắt đầu tại Krasnovodsk trên Biển Caspi và đến Bukhara, Samarkand và Tashkent. Cả hai dòng phục vụ nhu cầu thương mại và chiến lược của Đế quốc, và tạo điều kiện cho việc di cư.
| Năm     | 1840 | 1850 | 1860  | 1870   | 1880   | 1890   | 1900   | 1911   |
| Kilômét | 26   | 601  | 1.590 | 11.243 | 23.982 | 32.390 | 56.976 | 78.468 |

### Các cảng biển
| Cảng biển           | Trọng tải | Các biển        |
| ------------------- | --------- | --------------- |
| Riga                | 1528      | Biển Baltic     |
| Kerch               | 33        | Biển Đen        |
| Arkhangelsk         | 549       | Biển Trắng      |
| Feodosia            | 175       | Biển Đen        |
| Onega               | 98        | Biển Trắng      |
| Mariupol            | 266       | Biển Đen        |
| Evpatoria           | 66        | Biển Đen        |
| Sukhum              | 45        | Biển Đen        |
| Izmail              | 47        | Biển Đen        |
| Astara              | 64        | Biển Caspi      |
| Vladivostok         | 891       | Thái Bình Dương |
| Nikolayevsk-on-Amur | 57        | Thái Bình Dương |
| Astrakhan           | 34        | Biển Caspi      |
| Baku                | 286       | Biển Caspi      |
| Reni                | 173       | Biển Đen        |
| Krasnovodsk         | 21        | Biển Caspi      |
| Batum               | 898       | Biển Đen        |
| Poti                | 348       | Biển Đen        |
| Berdyansk           | 80        | Biển Đen        |
| Novorossiysk        | 646       | Biển Đen        |
| Nikolayev           | 721       | Biển Đen        |
| Libava              | 796       | Biển Baltic     |
| Odessa              | 1243      | Biển Đen        |
| Narva               | 95        | Biển Baltic     |
| Kherson             | 252       | Biển Đen        |
| Revel               | 65        | Biển Baltic     |
| Sevastopol          | 44        | Biển Đen        |
| Sankt-Peterburg     | 2024      | Biển Baltic     |
| Genichensk          | 67        | Biển Đen        |
| Pernov              | 23        | Biển Baltic     |
| Taganrog            | 657       | Biển Đen        |
| Vindava             | 604       | Biển Baltic     |

## Quân sự

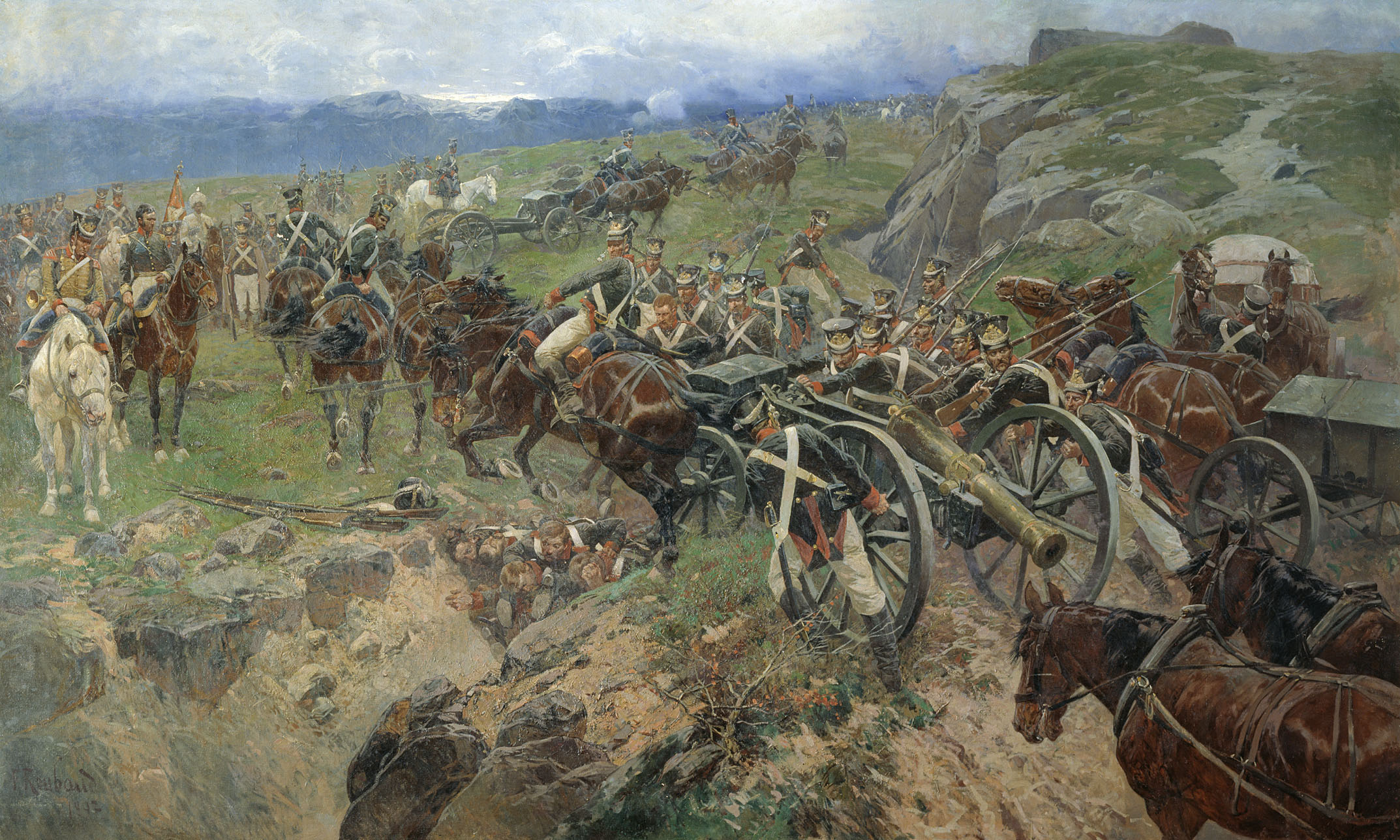
Quân đội Sa hoàng chuẩn bị xâm lược các lực lượng Ba Tư trong Chiến tranh Nga-Ba Tư (1804–1813), xảy ra đồng thời với cuộc xâm lược của Nga vào Nga.

Quân đội Đế quốc Nga bao gồm các Quân đội Nga hoàng và Hải quân Đế quốc Nga. Hiệu suất kém trong Chiến tranh Krym, 1853-1856, gây ra sự tìm kiếm linh hồn và đề xuất cải cách. Tuy nhiên, các lực lượng Nga đã giảm hơn nữa và xa hơn sau công nghệ, đào tạo và tổ chức của Đức, Pháp và đặc biệt là Quân đội Anh.
Quân đội hoạt động kém trong chiến tranh thế giới thứ nhất và trở thành một trung tâm của tình trạng bất ổn và hoạt động cách mạng. Các sự kiện của Cách mạng tháng Hai và các cuộc đấu tranh chính trị khốc liệt bên trong các đơn vị quân đội đã tạo điều kiện cho sự tan rã và khiến nó không thể đảo ngược.

Cờ Hải quân Hoàng gia Nga
Cờ Hải quân Hoàng gia Jack Nga
Cờ vòng tròn Không quân Hoàng gia Nga

## Xã hội

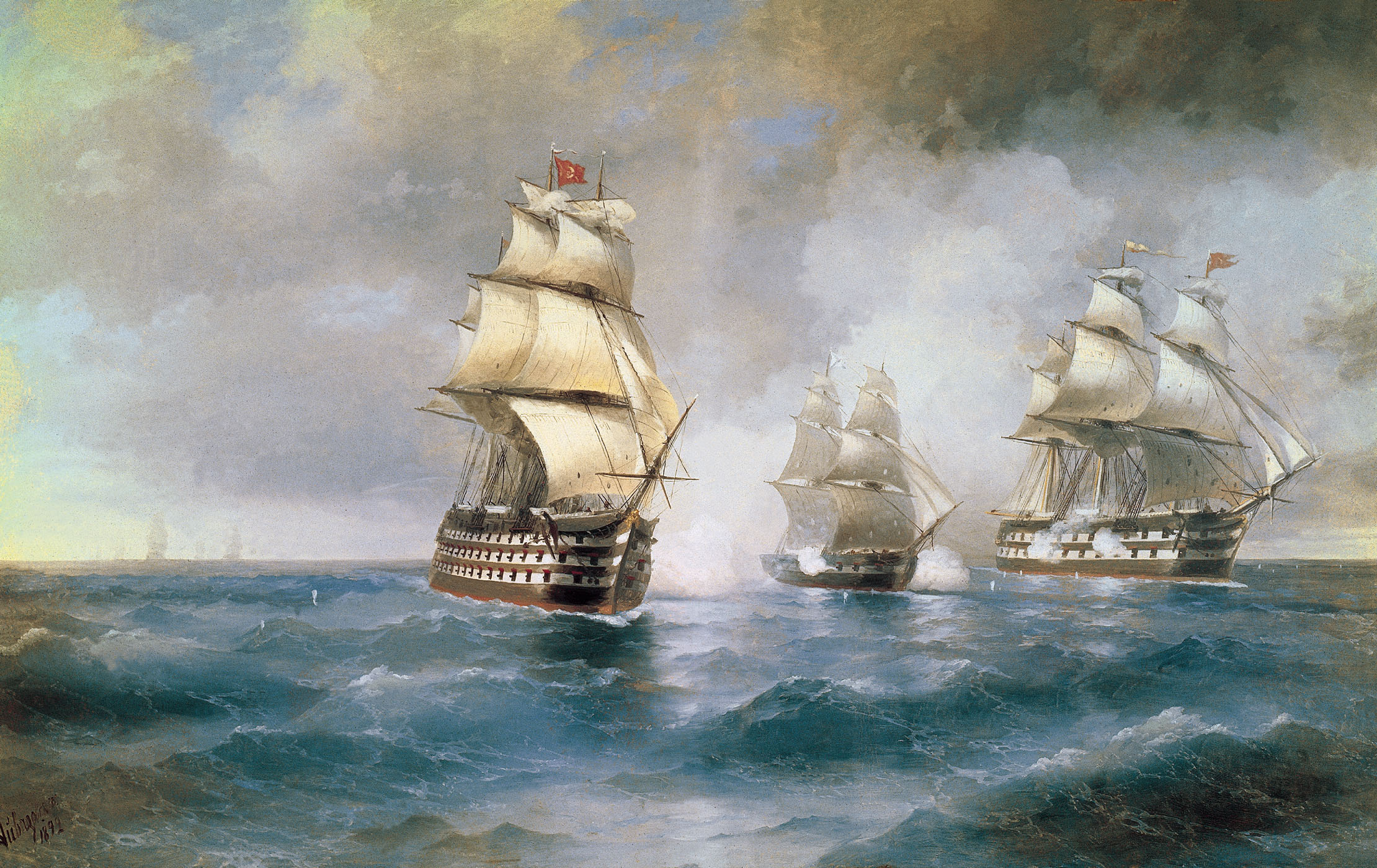
Hải quân Hoàng gia Nga Brig "Mercury" bị hai tàu Thổ Nhĩ Kỳ tấn công trong một cảnh từ Chiến tranh Nga-Thổ Nhĩ Kỳ (1828–1829), bởi Ivan Aivazovsky

Đế quốc Nga, chủ yếu là, một xã hội nông thôn trải rộng trên không gian rộng lớn. Năm 1913, 80% người dân là nông dân. Lịch sử Liên Xô tuyên bố rằng Đế quốc Nga của thế kỷ 19 được đặc trưng bởi cuộc khủng hoảng toàn thân, làm cho công nhân và nông dân nghèo kiệt và lên đến đỉnh điểm trong cuộc cách mạng đầu thế kỷ 20. Nghiên cứu gần đây của các học giả Nga tranh chấp giải thích này. Mironov đánh giá ảnh hưởng của các cải cách của thế kỷ 19, đặc biệt là về sự giải phóng 1861 các hệ thống nông nghiệp, xu hướng đầu ra nông nghiệp, các chỉ số sống khác nhau và thuế của nông dân. Ông lập luận rằng họ đã mang lại những cải tiến có thể đo lường được về phúc lợi xã hội. Nói chung, ông thấy rằng hạnh phúc của Người dân Nga đã giảm trong hầu hết thế kỷ 18.

### Giai cấp
Các giai cấp của Đế quốc Nga đã được tách biệt thành sosloviyes, hoặc giai cấp xã hội (giai cấp) như quý tộc (dvoryanstvo), giáo sĩ, thương gia, Cossack và tá điền. Người bản địa của vùng Ngoại Kavkaz, các khu vực không thuộc sắc tộc của Nga như người Tatar, Bashkir, Siberia và Trung Á đã được đăng ký chính thức như một loại gọi là inorodtsy (không phải tiếng Slav, theo nghĩa đen: "những người có nguồn gốc khác").
Đa số người dân, 81,6%, thuộc về nông dân, những người khác là: quý tộc, 0,6%; giáo sĩ, 0,1%; những người buôn bán và buôn bán, 9,3%; và quân đội, 6,1%. Hơn 88 triệu người Nga là nông dân. Một phần trong số họ trước đây là nông nô (10.447.149 nam vào năm 1858) - phần còn lại là "nông dân nhà nước" (9.194.891 nam vào năm 1858, không bao gồm tỉnh Arkhangelsk) và "nông dân nhà nước" (842.740 nam giới cùng năm).

### Nông nô
Các chế độ đã phát triển ở Nga trong thế kỷ 16, và đã bị luật pháp bắt giữ, đã bị bãi bỏ vào năm 1861.

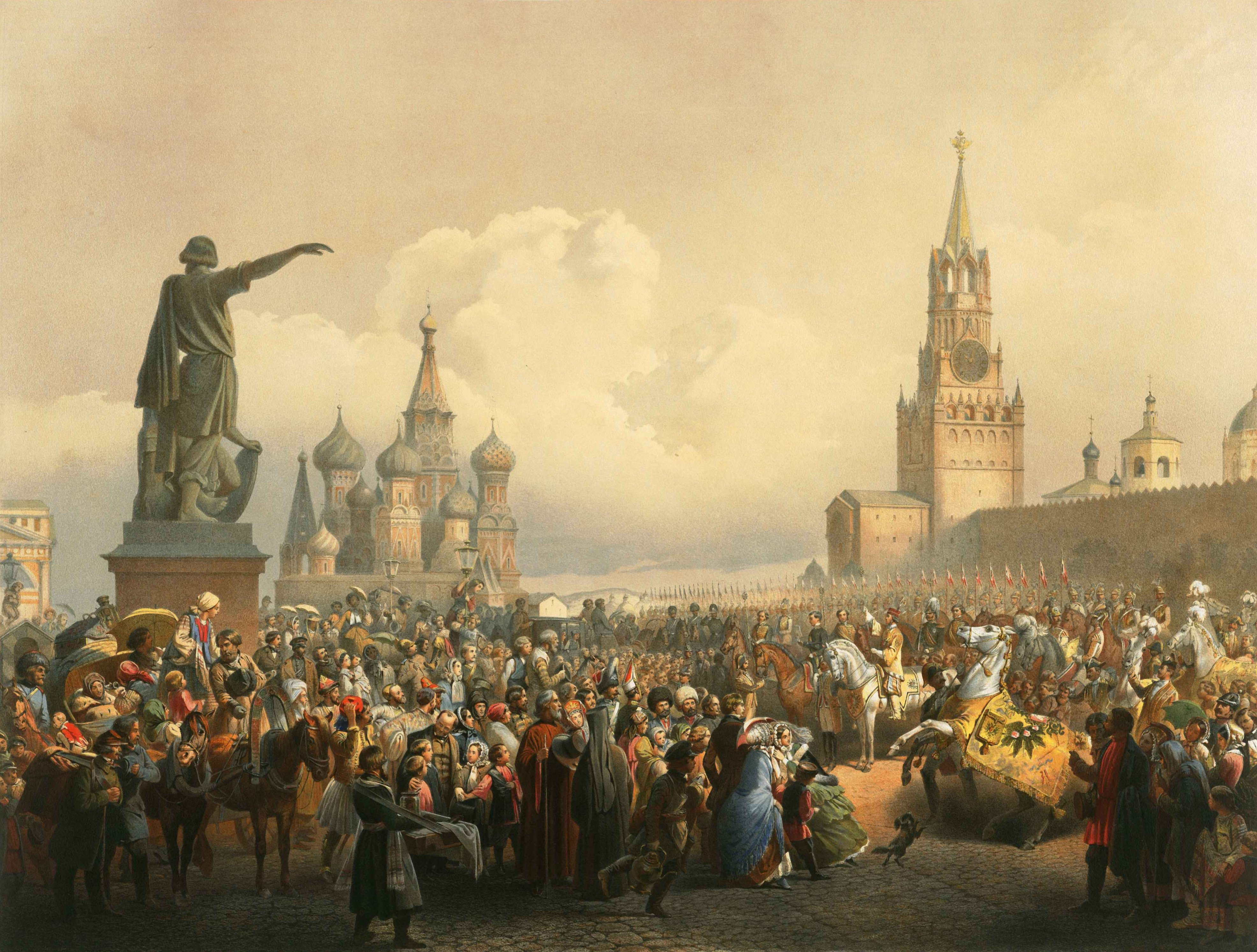
Thông báo việc đăng quang của Aleksandr II

Những người hầu hoặc người phụ thuộc của hộ gia đình gắn liền với dịch vụ cá nhân chỉ được đặt tự do, trong khi những người nông dân có đất đã nhận được nhà cửa và vườn cây ăn quả của họ và giao đất canh tác. Những khu vườn giao đã được đưa ra qua các xã nông thôn, mir, đã được thực hiện chịu trách nhiệm về việc thanh toán thuế cho các giao khoán. Đối với những phân bổ này, nông dân phải trả tiền thuê cố định, có thể được thực hiện bằng lao động cá nhân. Các giao khoán có thể được cứu bởi nông dân với sự giúp đỡ của vương thất, và sau đó họ được giải thoát khỏi mọi nghĩa vụ cho chủ nhà. Vương thất trả tiên cho chủ nhà và nông dân phải trả lại vương thất, trong 49 với lãi suất 6%. Việc mua lại tài chính cho chủ nhà không được tính vào giá trị của giao khoán, nhưng được coi là khoản bồi thường cho việc mất lao động cưỡng bức của nông nô. Nhiều chủ sở hữu đã cố gắng cắt giảm các giao khoán mà nông dân đã chiếm đóng dưới chế độ nô lệ và thường xuyên tước đoạt chúng một cách chính xác những phần mà họ cần nhất: những vùng đồng cỏ quanh nhà của họ.

### Nông dân

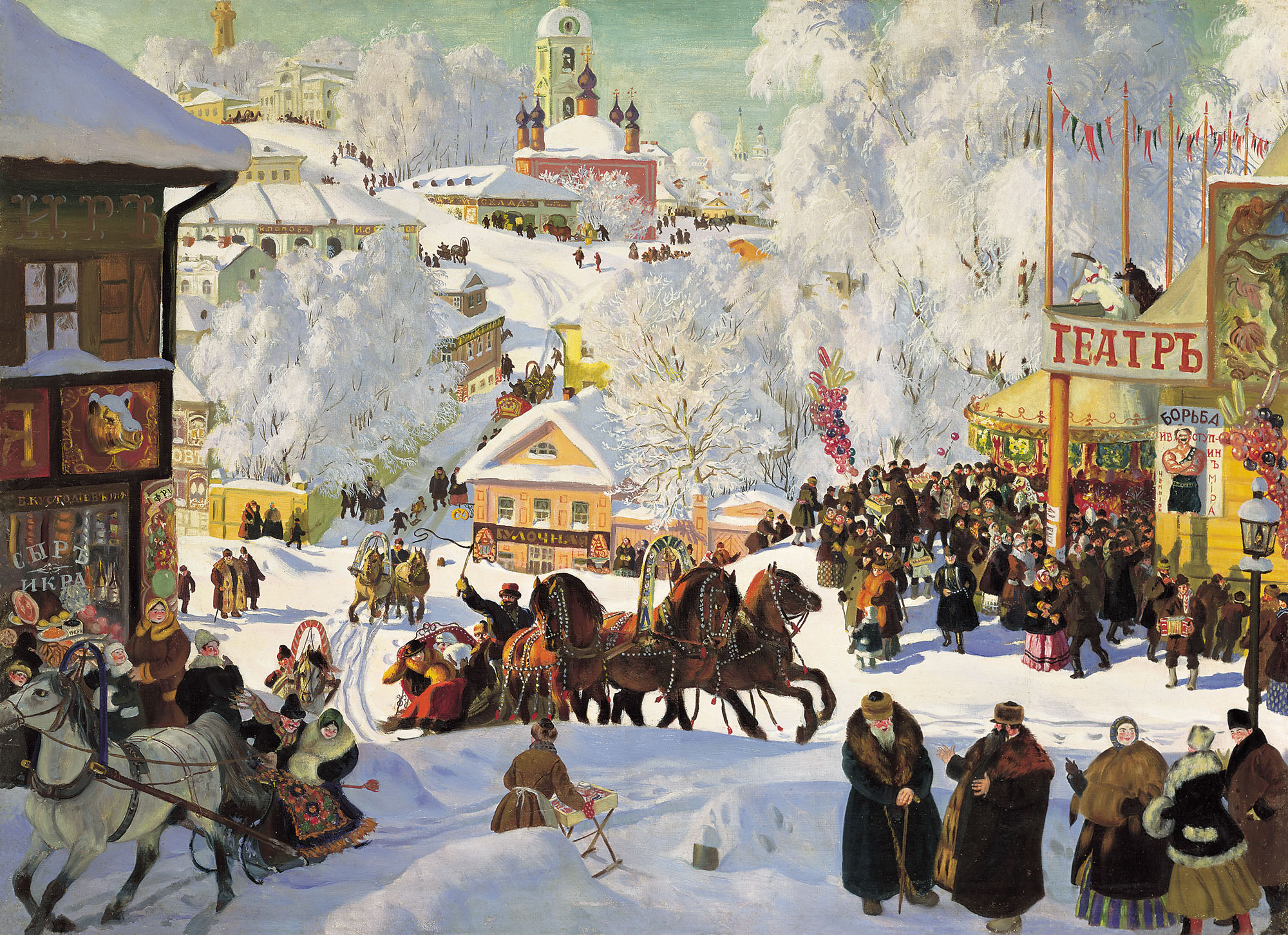
Maslenitsa của Boris Kustodiev, cho thấy một thành phố của Nga vào mùa đông

Các chế độ nông nô cũ đã trở thành nông dân, tham gia vào hàng triệu nông dân đã ở trong tình trạng nông dân. Sau khi cải cách giải phóng, một phần tư nông dân nhận được phân bổ chỉ 2,9 mẫu Anh (12.000 m²) cho mỗi nam và một nửa ít hơn 8,5 đến 11,4 mẫu Anh; kích thước bình thường của phân bổ cần thiết cho sự tồn tại của một gia đình theo hệ thống ba lĩnh vực được ước tính là 28 đến 42 mẫu Anh (170.000 m²). Do đó, đất đai phải được thuê từ chủ nhà. Giá trị tổng hợp của các loại thuế cứu chuộc và đất thường đạt 185-275% giá trị cho thuê bình thường của khu vườn giao, chưa nói đến các loại thuế cho mục đích tuyển dụng, Nhà thờ, Đường giao thông, chính quyền địa phương và như vậy, chủ yếu thu từ nông dân. Các khu vực tăng lên hàng năm; một phần năm dân cư rời nhà; gia súc biến mất. Hàng năm, hơn một nửa nam giới trưởng thành (ở một số huyện, ba phần tư nam giới và một phần ba phụ nữ) bỏ nhà cửa và lang thang khắp nước Nga để tìm lao động. Trong các chính phủ của Vùng đất Đen miền trung, trạng thái của các vấn đề hầu như không tốt hơn. Nhiều nông dân đã "phân bổ vô cớ", với số tiền khoảng một phần tám số tiền phân bổ bình thường.

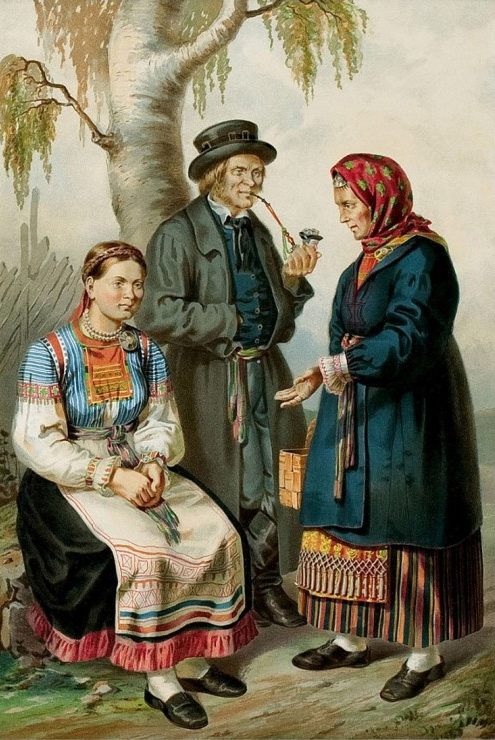
Nông dân Ingria, được khắc bởi Gustav-Teodor Pauli, 1862.

Việc giao khoán trung bình ở Kherson chỉ 0,90 mẫu Anh (3.600 m là 2), và cho khu vườn giao 2,9-5,8 mẫu Anh (23.000 km²) những người nông dân trả từ 5 đến 10 rúp thuế cứu chuộc. Nông dân nhà nước tốt hơn, nhưng họ vẫn di cư theo quần chúng. Chỉ trong chính quyền thảo nguyên rằng tình hình còn hy vọng hơn. Trong Ukraina, nơi khu vườn giao là cá nhân (các mir duy nhất tồn tại giữa các nông dân nhà nước), tình trạng của vấn đề không khác cho tốt hơn, trên tài khoản của các loại thuế cứu chuộc cao. Ở các tỉnh phía tây, nơi đất đai được định giá rẻ hơn và phân bổ phần nào tăng lên sau khi Khởi nghĩa Ba Lan, tình hình chung là tốt hơn. Cuối cùng, ở các tỉnh Baltic gần như tất cả các vùng đất thuộc về các chủ nhà Đức, những người tự trang trại, với những người thuê mướn, hoặc để cho nó ở những trang trại nhỏ. Chỉ có một phần tư nông dân là nông dân; phần còn lại chỉ là những người lao động.

### Địa chủ

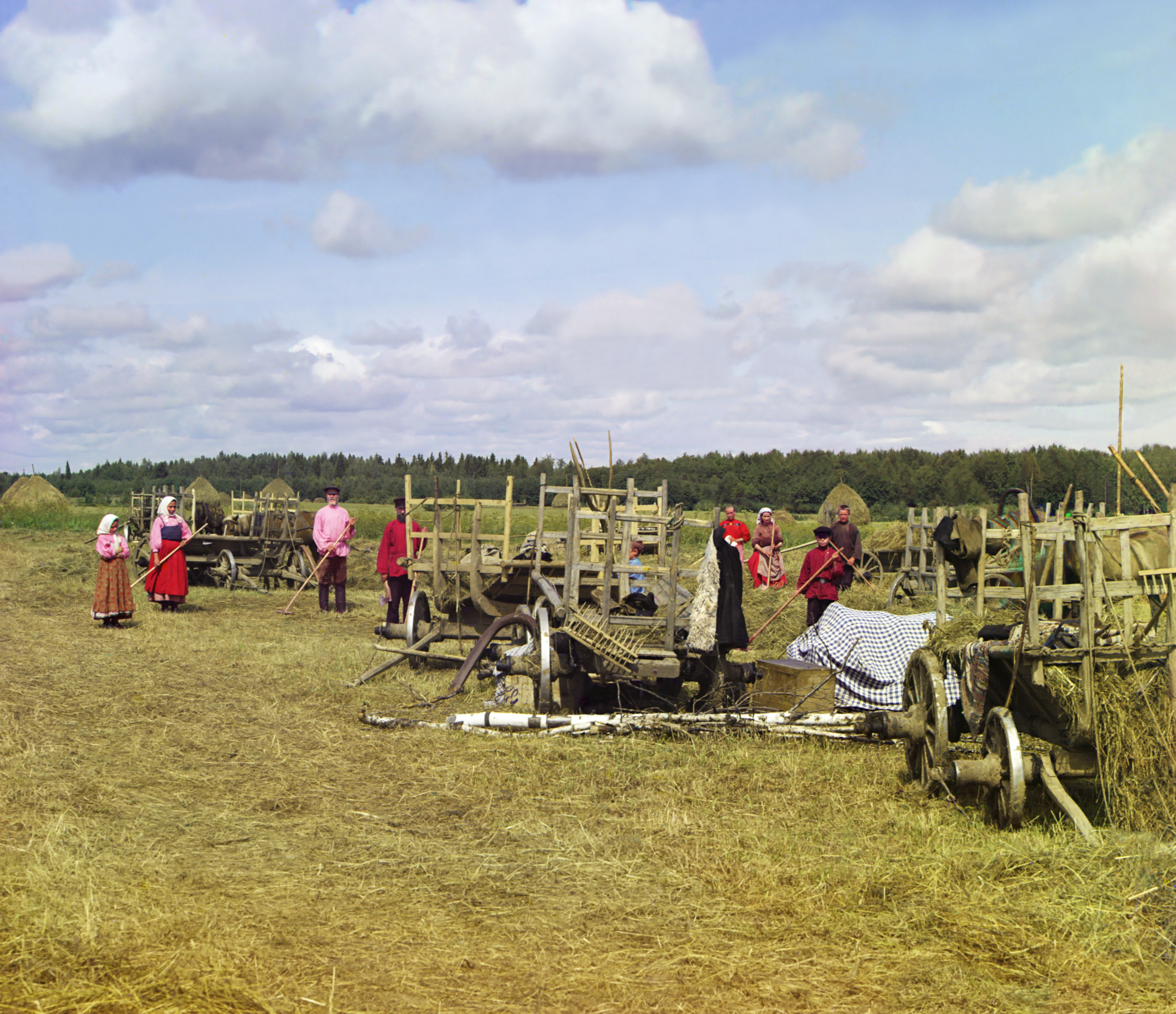
Nông dân ở Nga. (Ảnh chụp bởi Sergey Prokudin-Gorsky vào năm 1909).

Tình hình của các cựu chủ sở hữu chế độ cũng không đạt yêu cầu. Đã quen với việc sử dụng lao động cưỡng bức, họ không thể thích nghi với điều kiện mới. Hàng triệu rúp tiền cứu chuộc nhận được từ vương thất đã được chi tiêu mà không có bất kỳ cải tiến nông nghiệp thực sự hoặc lâu dài đã được thực hiện. Các khu rừng đã được bán, và những chủ nhà thịnh vượng duy nhất là những người đã xác định chính xác giá thuê cho khu đất mà không có nông dân nào không thể sống dựa trên phân bổ của họ. Trong những năm 1861 đến 1892, đất đai thuộc sở hữu của các quý tộc đã giảm 30%, hoặc từ 210.000.000 đến 150.000 mẫu Anh (610.000 km²); trong bốn năm tiếp theo thêm².119.500 mẫu Anh (8.577 km²) đã được bán; và kể từ đó doanh số bán hàng tiếp tục với tốc độ tăng tốc, cho đến năm 1903 một mình gần 2.000.000 mẫu Anh (8.000 km²) đã vượt ra khỏi tầm tay của họ. Mặt khác, kể từ năm 1861, và đặc biệt hơn kể từ năm 1882, khi Ngân hàng Nông dân được thành lập để tạo ra những tiến bộ cho nông dân, những người mong muốn mua đất, các cựu quân nhân, hay con cháu của họ, có từ năm 1883 đến 1904 đã mua khoảng 19.500.000 mẫu Anh (78.900 km²) từ các bậc thầy cũ của họ. Có sự gia tăng của sự giàu có trong số ít, nhưng cùng với một sự nghèo nàn chung của khối lượng người dân, và thể chế kỳ lạ của mir - đóng khung trên nguyên tắc cộng đồng sở hữu và chiếm đóng đất, hiệu quả không có lợi cho sự phát triển của nỗ lực cá nhân. Tuy nhiên, vào tháng 11 năm 1906, Hoàng đế Nikolai II đã ban hành một lệnh tạm thời cho phép nông dân trở thành chủ sở hữu miễn phí của các giao khoán được thực hiện tại thời điểm giải phóng, tất cả các khoản tiền cứu chuộc được chuyển. Biện pháp này, được xác nhận bởi Duma thứ ba trong một hành động được thông qua ngày 21 tháng 12 năm 1908, được tính toán để có hiệu quả sâu rộng và sâu sắc đến nền kinh tế nông thôn của Nga. Mười ba năm trước đó chính phủ đã nỗ lực để đảm bảo tính bền vững và lâu dài của nhiệm kỳ bằng cách cung cấp ít nhất mười hai năm phải trôi qua giữa hai lần phân phối lại của đất thuộc về một trong số những người được phép chia sẻ nó. Thứ tự của tháng 11 năm 1906 đã cho rằng các dải đất khác nhau được tổ chức bởi mỗi nông dân nên được sáp nhập thành một tổ chức duy nhất; Duma, tuy nhiên, theo lời khuyên của chính phủ, để lại điều này cho tương lai, như một lý tưởng mà chỉ có thể dần dần được thực hiện.

### Truyền thông
Kiểm duyệt là nặng tay cho đến triều đại của Aleksandr II, nhưng nó không bao giờ biến mất. Báo chí bị hạn chế nghiêm ngặt về những gì họ có thể xuất bản, khi các nhà trí thức ủng hộ các tạp chí văn học cho các cửa hàng xuất bản của họ. Ví dụ như Fyodor Dostoyevsky, nhạo báng các tờ báo Sankt-Peterburg, như Golos và Peterburgskii Listok, mà ông cáo buộc đã xuất bản những trò lừa đảo và làm sao lãng độc giả khỏi những mối quan tâm xã hội bức xúc của nước Nga hiện đại qua nỗi ám ảnh của họ với cảnh tượng và văn hóa châu Âu.

## Văn hóa
Đế quốc Nga sở hữu tiềm năng văn hóa to lớn, qua nhiều thế kỷ đã làm cả thế giới thích thú. Văn hóa của đế quốc Nga nằm ở ngã ba của văn hóa dân tộc Nga và văn hóa châu Âu mới, bước vào cuộc sống hàng ngày của Nga sau những cải cách của Pyotr Đại đế.

### Giáo dục
Các cơ sở giáo dục đại học là các trường đại học, giáo dục sư phạm cao hơn được cung cấp bởi các viện sư phạm và các viện đào tạo giáo viên, giáo dục kỹ thuật cao hơn được cung cấp bởi các viện công nghệ và viện công nghệ, giáo dục đại học được cung cấp bởi các viện nông nghiệp, giáo dục đại học được cung cấp bởi các viện y tế, giáo dục trung học giáo dục - hội thảo giáo viên, giáo dục kỹ thuật chuyên ngành trung học - trường đặc biệt thứ cấp, chuyên ngành nông nghiệp giáo dục trung học - học nông nghiệp, tiểu học - trường công lập tiểu học. Theo dữ liệu năm 1897, 21% dân số của Đế quốc Nga được coi là biết chữ.

### Văn học
Theo Vissarion Belinsky và Aleksandr Pushkin, Mikhail Lomonosov là cha đẻ của văn học Nga thời Pyotr Đại đế. Ông thực hiện một cuộc cải cách về đa dạng hóa, tin rằng sự đa dạng hóa âm tiết vốn có trong ngôn ngữ Nga: soạn thảo "Thư về các quy tắc của thơ Nga".
Nikolai Karamzin viết "Lịch sử Nhà nước Nga". Pushkin viết các tác phẩm của mình: "Ruslan và Lyudmila, "Yevgeny Onegin". Aleksandr Radishchev tiến hành xuất bản tác phẩm của mình trong nhà in "Hành trình từ Sankt Peterburg tới Moskva".

### Âm nhạc
Âm nhạc thời đế quốc tích cực phát triển sau kỷ nguyên đảo chính cung điện. Một trong những nhà soạn nhạc đầu tiên là Yevstigney Fomin, Ivan Khandoshkin và Dmitry Bortniansky. Một trong những thể loại phổ biến nhất vào cuối thế kỷ 18 và nửa đầu thế kỷ 19 là lãng mạn. Một vai trò quan trọng trong sự phát triển của thể loại này đã được chơi bởi: Aleksandr Alyabyev, Aleksandr Varlamov, Aleksander Gurilyov, Aleksei Verstovsky, Pyotr Bulakhov. Nhân vật chính đầu tiên trong âm nhạc Nga là Mikhail Glinka, truyền thống do ông đặt ra, sau đó, được sử dụng bởi Pyotr Tchaikovsky, Modest Mussorgsky, Nikolai Rimsky-Korsakov và những nhạc sĩ khác. Vào cuối thế kỷ 19 và đầu thế kỷ 20, âm nhạc được phát triển bởi Anatoly Lyadov, Aleksandr Glazunov, Sergei Taneyev, Anton Arensky, Aleksandr Skryabin, Sergei Rachmaninoff và những người khác. Nhiều người tiếp tục hoạt động sáng tạo ở nước ngoài sau năm 1917.

### Nghệ thuật

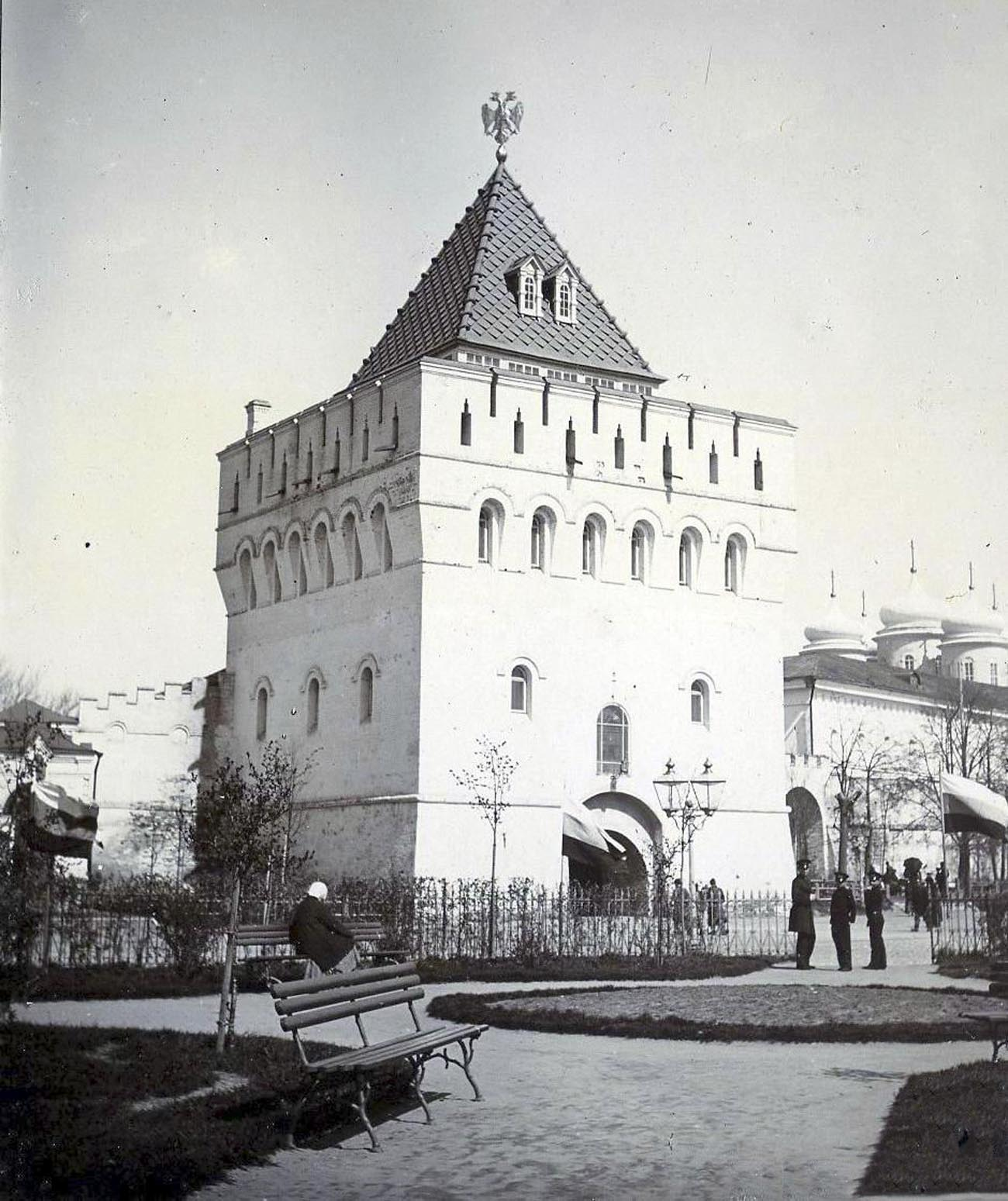
Bảo tàng nghệ thuật trong tòa tháp chính của Điện Kremlin ở Nizhny Novgorod. 1896

Năm 1757, Học viện Nghệ thuật Hoàng gia được khai trương. Năm 1863, là một phần của Cuộc bạo loạn thứ mười bốn, Artel của nghệ sĩ được thành lập. Nhưng nhờ có học viện mà mỹ thuật đã được đưa vào chương trình giáo dục phổ thông. Năm 1896, Bảo tàng Nghệ thuật Quốc gia Nizhny Novgorod của Đế quốc Nga được khai trương. Một trong những bảo tàng lâu đời nhất ở Nga hiện đại.
Các nghệ sĩ cũng được hỗ trợ bởi các doanh nhân của Đế quốc Nga, như Sergei Tretyakov, Savva Mamontov và những người khác. Tại Đế quốc Nga, một trong những bộ sưu tập tác phẩm nghệ thuật lớn nhất đã ra đời.

### Rạp chiếu phim
Vào tháng 4 năm 1896, những cỗ máy chiếu phim đầu tiên xuất hiện.Vào ngày 16 tháng 3 (lịch cũ tháng 4), 1896, buổi trình diễn đầu tiên của Nga về Rạp chiếu phim "Auguste và Louis Lumière" đã diễn ra, nơi một số bộ phim được trình chiếu. Vào tháng 5 năm nay, Camille Cerf đang thực hiện bộ phim tài liệu đầu tiên ở Nga để vinh danh sự đăng quang của Nikolai II. Các buổi chiếu phim bắt đầu trở nên phổ biến, và các rạp chiếu phim xuất hiện ở nhiều thành phố lớn của Nga, trong số đầu tiên là một rạp chiếu phim ở Sankt Peterburg.
Các băng nghệ thuật đầu tiên là các phiên bản màn hình của các tác phẩm cổ điển của văn học Nga ("Bài hát của thương gia Kalashnikov", "Chàng ngốc"), các bài hát dân gian ("Người thương gia hạnh phúc"), hoặc minh họa các tập phim về lịch sử Nga (Pyotr Đại đế). Năm 1911, bộ phim đầy đủ đầu tiên có tên là "Cuộc bao vây Sevastopol" đã được phát hành.
Năm 1913, sự phát triển nhanh chóng của điện ảnh bắt đầu. Các công ty mới được thành lập, trong số đó có công ty điện ảnh lớn nhất Nikolaevich Ermolieff, đạo diễn hơn 120 bộ phim.

### Khảo sát
- Ascher, Abraham. Russia: A Short History (2011) excerpt and text search
- Bushkovitch, Paul. A Concise History of Russia (2011) excerpt and text search
- Freeze, George (2002). Russia: A History (ấn bản thứ 2). Oxford: Oxford University Press. tr. 556. ISBN 978-0-19-860511-9.
- Hosking, Geoffrey. Russia and the Russians: A History (2nd ed. 2011)
- Hughes, Lindsey (2000). Russia in the Age of Peter the Great. New Haven, CT: Yale University Press. tr. 640. ISBN 978-0-300-08266-1.
- Kamenskii, Aleksandr B. The Russian Empire in the Eighteenth Century: Searching for a Place in the World (1997). xii. 307 pp. A synthesis of much Western and Russian scholarship.
- Lieven, Dominic, ed. The Cambridge History of Russia: Volume 2, Imperial Russia, 1689-1917 (2015)
- Lincoln, W. Bruce. The Romanovs: Autocrats of All the Russias (1983) excerpt and text search, sweeping narrative history
- Longley, David (2000). The Longman Companion to Imperial Russia, 1689–1917. New York, NY: Longman Publishing Group. tr. 496. ISBN 978-0-582-31990-5.
- McKenzie, David & Michael W. Curran. A History of Russia, the Soviet Union, and Beyond. 6th ed. Belmont, CA: Wadsworth Publishing, 2001. ISBN 0-534-58698-8.
- Moss, Walter G. A History of Russia. Vol. 1: To 1917. 2d ed. Anthem Press, 2002.
- Pares, Bernard. A history of Russia (1947) pp 221–537, by a famous historian online free to borrow
- Perrie, Maureen, et al. The Cambridge History of Russia. (3 vol. Cambridge University Press, 2006). excerpt and text search
- Riasanovsky, Nicholas V. and Mark D. Steinberg. A History of Russia. 7th ed. New York: Oxford University Press, 2004, 800 pages. online 4th edition free to borrow
- Ziegler; Charles E. The History of Russia (Greenwood Press, 1999) online edition

### Địa lý, bản đồ, chuyên đề
- Barnes, Ian. Restless Empire: A Historical Atlas of Russia (2015), copies of historic maps
- Catchpole, Brian. A Map History of Russia (Heinemann Educational Publishers, 1974), new topical maps.
- Channon, John, and Robert Hudson. The Penguin historical atlas of Russia (Viking, 1995), new topical maps.
- Chew, Allen F. An atlas of Russian history: eleven centuries of changing borders (Yale UP, 1970), new topical maps.
- Gilbert, Martin. Atlas of Russian history (Oxford UP, 1993), new topical maps.
- Parker, William Henry. An historical geography of Russia (Aldine, 1968).

### 1801–1917
- Manning, Roberta. The Crisis of the Old Order in Russia: Gentry and Government. Princeton University Press, 1982.
- Pares, Bernard.  The Fall Of The Russian Monarchy (1939) pp 94–143. Online
- Pipes, Richard. Russia under the Old Regime (2nd ed. 1997)
- Seton-Watson, Hugh. The Russian empire 1801–1917 (1967) online
- Waldron, Peter (1997). The End of Imperial Russia, 1855–1917. New York, NY: St. Martin's Press. tr. 189. ISBN 978-0-312-16536-9.
- Westwood, J. N. (2002). Endurance and Endeavour: Russian History 1812–2001 (ấn bản thứ 5). Oxford: Oxford University Press. tr. 656. ISBN 978-0-19-924617-5.

### Quan hệ quân sự và ngoại giao
- Adams, Michael. Napoleon and Russia (2006).
- Dowling, Timothy C. (2014). Russia at War: From the Mongol Conquest to Afghanistan, Chechnya, and Beyond [2 volumes]. ABC-CLIO. ISBN 978-1-59884-948-6.
- Englund, Peter (2002). The Battle That Shook Europe: Poltava and the Birth of the Russian Empire. New York, NY: I. B. Tauris. tr. 288. ISBN 978-1-86064-847-2.
- Fuller, William C. Strategy and Power in Russia 1600–1914 (1998) excerpts; military strategy
- Gatrell, Peter. "Tsarist Russia at War: The View from Above, 1914 – February 1917." Journal of Modern History 87#3 (2015): 668–700. online[liên kết hỏng]
- Jelavich, Barbara. St. Petersburg and Moscow: Tsarist and Soviet Foreign Policy, 1814–1974 (1974)
- Lieven, D.C.B. Russia and the Origins of the First World War (1983).
- Lieven, Dominic. Russia Against Napoleon: The True Story of the Campaigns of War and Peace (2011).
- LeDonne, John P. The Russian empire and the world, 1700-1917: The geopolitics of expansion and containment (1997).
- McMeekin, Sean. The Russian Origins of the First World War (2011).
- Neumann, Iver B. "Russia as a great power, 1815–2007." Journal of International Relations and Development 11#2 (2008): 128–151. online
- Saul, Norman E. Historical Dictionary of Russian and Soviet Foreign Policy (2014) excerpt and text search
- Seton-Watson, Hugh. The Russian Empire 1801–1917 (1967) pp 41–68, 83–182, 280–331, 430–60, 567–97, 677–97.
- Stone, David. A Military History of Russia: From Ivan the Terrible to the War in Chechnya excerpts

### Lịch sử kinh tế, xã hội, sắc tộc
- Christian, David. A History of Russia, Central Asia and Mongolia. Vol. 1: Inner Eurasia from Prehistory to the Mongol Empire. (Blackwell, 1998). ISBN 0-631-20814-3.
- De Madariaga, Isabel. Russia in the Age of Catherine the Great (2002), comprehensive topical survey
- Dixon, Simon (1999). The Modernisation of Russia, 1676–1825. Cambridge: Cambridge University Press. tr. 288. ISBN 978-0-521-37100-1.
- Etkind, Alexander. Internal Colonization: Russia's Imperial Experience (Polity Press, 2011) 289 pages; discussion of serfdom, the peasant commune, etc.
- Franklin, Simon, and Bowers, Katherine (eds). Information and Empire: Mechanisms of Communication in Russia, 1600–1850 (Open Book Publishers, 2017) available to read in full online
- Freeze, Gregory L. From Supplication to Revolution: A Documentary Social History of Imperial Russia (1988)
- Kappeler, Andreas (2001). The Russian Empire: A Multi-Ethnic History. New York, NY: Longman Publishing Group. tr. 480. ISBN 978-0-582-23415-4.
- Milward, Alan S. and S. B. Saul. The Development of the Economies of Continental Europe: 1850–1914 (1977) pp 365–425
- Milward, Alan S. and S. B. Saul. The Economic Development of Continental Europe 1780–1870 (2nd ed. 1979), 552pp
- Mironov, Boris N., and Ben Eklof. The Social History of Imperial Russia, 1700–1917 (2 vol Westview Press, 2000) vol 1 online Lưu trữ ngày 29 tháng 9 năm 2008 tại Wayback Machine; vol 2 online Lưu trữ ngày 29 tháng 9 năm 2008 tại Wayback Machine
- Mironov, Boris N. (2012) The Standard of Living and Revolutions in Imperial Russia, 1700–1917 (2012) excerpt and text search
- Mironov, Boris N. (2010) "Wages and Prices in Imperial Russia, 1703–1913," Russian Review (Jan 2010) 69#1 pp 47–72, with 13 tables and 3 charts online
- Moon, David (1999). The Russian Peasantry 1600–1930: The World the Peasants Made. Boston, MA: Addison-Wesley. tr. 396. ISBN 978-0-582-09508-3.
- Stein, Howard F. (tháng 12 năm 1976). "Russian Nationalism and the Divided Soul of the Westernizers and Slavophiles". Ethos. Quyển 4 số 4. tr. 403–438. doi:10.1525/eth.1976.4.4.02a00010.
- Stolberg, Eva-Maria. (2004) "The Siberian Frontier and Russia's Position in World History," Review: A Journal of the Fernand Braudel Center 27#3 pp 243–267
- Wirtschafter, Elise Kimerling. Russia's age of serfdom 1649–1861 (2008).

### Lịch sử và ký ức
- Burbank, Jane, and David L. Ransel, eds. Imperial Russia: new histories for the Empire (Indiana University Press, 1998)
- Cracraft, James. ed. Major Problems in the History of Imperial Russia (1993)
- Hellie, Richard. "The structure of modern Russian history: Toward a dynamic model." Russian History 4.1 (1977): 1-22. Online
- Lieven, Dominic. Empire: The Russian empire and its rivals (Yale UP, 2002), compares Russian with British, Habsburg & Ottoman empires. excerpt
- Kuzio, Taras. "Historiography and national identity among the Eastern Slavs: towards a new framework." National Identities (2001) 3#2 pp: 109–132.
- Olson, Gust, and Aleksei I. Miller. "Between Local and Inter-Imperial: Russian Imperial History in Search of Scope and Paradigm." Kritika: Explorations in Russian and Eurasian History (2004) 5#1 pp: 7–26.
- Sanders, Thomas, ed. Historiography of imperial Russia: The profession and writing of history in a multinational state (ME Sharpe, 1999)
- Smith, Steve. "Writing the History of the Russian Revolution after the Fall of Communism." Europe‐Asia Studies (1994) 46#4 pp: 563–578.
- Suny, Ronald Grigor. "Rehabilitating Tsarism: The Imperial Russian State and Its Historians. A Review Article"  Comparative Studies in Society and History 31#1 (1989) pp. 168–179 online
- Suny, Ronald Grigor. "The empire strikes out: Imperial Russia,'national' identity, and theories of empire." in A state of nations: Empire and nation-making in the age of Lenin and Stalin ed. by Peter Holquist, Ronald Grigor Suny, and Terry Martin. (2001) pp: 23–66.